# 夫婦別姓
夫婦別姓（ふうふべっせい）、あるいは夫婦別氏（ふうふべっし／ふうふべつうじ）は、夫婦が結婚後も法的に同氏へ改姓せず、婚前の姓（氏、名字、苗字）を名乗る婚姻および家族形態あるいは制度のことをいう。
夫婦で別姓・同姓を選択できる制度を、「選択的夫婦別姓」（せんたくてきふうふべっせい）、あるいは「選択的夫婦別氏」（せんたくてきふうふべっし／せんたくてきふうふべつうじ）と呼ぶ。
通称として旧氏（旧姓）を使用することは「旧姓通称使用」と呼ぶ。
夫婦別姓（氏）に限らない夫婦の婚前・婚姻後の姓一般については、「Maiden and married names」（英語版記事）を参照。

## 概要
日本においては、現在、民法750条で夫婦の同氏が規定されており、戸籍法によって夫婦同氏・別氏が選択可能な国際結婚の場合を除き、婚姻を望む当事者のいずれか一方が氏を変えない限り法律婚は認められていない（「#関連法令」「#現状」参照）。現在の日本において何らかの理由で当事者の双方が自分の氏を保持したい場合に、別氏のまま婚姻することを選択できる選択的夫婦別姓制度を導入することの是非が議論されている（「#民法改正案」「#戦後の動き」「#賛否の論点」「#賛否の状況」参照）。関連して訴訟等も提議されている（「#訴訟」参照）。
なお、日本では、日本では、明治8年（1875年）2月13日の平民苗字必称義務令により、国民はみな公的に名字（姓）を持つことになったものの、夫婦同氏が法的に規定されたのは明治31年（1898年）に施行された明治民法からで、明治民法施行以前は明治9年（1876年）の太政官指令15号前段によって夫婦別氏が定められていた（「#歴史的経緯」参照）。過去には、日本以外にも夫婦同氏が規定されている国もあったが、2014年時点で、法的に夫婦同氏と規定されている国家は日本のみとされ、日本においては夫婦別姓を選択できる選択的夫婦別姓制度の導入の可否が議論・検討されている（「#国際世論・状況」「#各国の状況」参照）。

### 用語
現代では、「氏」、「姓」、「名字」、「苗字」は、同義に扱われることが多い。「夫婦別姓（氏）」については、現在の一般的な議論では「夫婦別姓」という語が用いられることが多い。また、歴史学者の久武綾子は、「氏」という表記が家族主義的概念だとして「夫婦別姓」を用いる。一方、法令用語としては明治民法以来「姓」ではなく「氏」（うじ）が用いられているため、弁護士や法の専門家は「夫婦別氏」（ふうふべつうじ）を用いる傾向があり、法史学者の井戸田博史は、法律用語としては「氏」を使うべきとしている。法務省ホームページでは、民法等の法律で「姓」や「名字」のことを「氏」（うじ）と呼んでいるとし、「選択的夫婦別姓（氏）」について「選択的夫婦別氏制度（いわゆる選択的夫婦別姓制度）」と記載している。「選択的夫婦別姓（氏）」については、ほかに「夫婦別姓選択制」「夫婦別氏選択制」「選択的夫婦同姓」「夫婦同姓別姓選択制」などの表記も使用されたり、あるいは使用の提案がなされたりしている。これに対し、婚姻時に両者の姓を統一する婚姻および家族形態、またはその制度のことは「夫婦同姓」（ふうふどうせい）あるいは「夫婦同氏」（ふうふどうし／ふうふどううじ）という。なお、現行制度下の非法律婚を夫婦別姓と呼ぶことがあるが、本項では「事実婚」を用いる。

## 現状

### 国内の状況
国際結婚を除き、選択的夫婦別姓は認められておらず、その代替としては主に旧姓通称使用か事実婚が考えられる。日本経済新聞は、そのため選択的夫婦制度を求める声が強まる一方、同制度導入への反対派は、これらの問題に旧姓通称使用の更なる拡大で対応するよう求めている、と報道している（「#賛否の論点」も参照）。

#### 関連法令

##### 民法および戸籍法の規定
日本では以下の民法および戸籍法により、日本人間の婚姻の場合、夫婦は同氏と定められている。
民法 第750条（夫婦の氏）
夫婦は、婚姻の際に定めるところに従い、夫又は妻の氏を称する。
民法 第739条（婚姻の届出）
１ 婚姻は、戸籍法の定めるところにより届け出ることによって、その効力を生ずる。
２ 前項の届出は、当事者双方及び成年の証人二人以上が署名した書面で、又はこれらの者から口頭で、しなければならない。
戸籍法 第74条
婚姻をしようとする者は、左の事項を届出に記載して、その旨を届け出なければならない。
一 夫婦が称する氏
ニ その他法務省令で定める事項

##### 国際結婚および婚姻挙行地の方式による婚姻
前節の夫婦を同氏とする規定は国際結婚には適用されず、国際結婚では選択的夫婦別氏が認められている。法の適用に関する通則法により外国人には民法750条が適用されず夫婦別氏になるが、戸籍法第107条に従い、戸籍法上の届け出をすれば戸籍法上同氏になる（原則別氏、例外同氏）。ただし、戸籍法上の届け出によって同氏となった場合も、戸籍実務では民法上改氏はしていないものとして扱われる。戸籍上の氏と民法上の氏が食い違うほかのケースとして、離婚時、養子離縁時に旧氏に復さず婚氏、縁氏の名乗りを継続する場合（婚氏続称、縁氏続称）がある。
また、日本人間の婚姻であっても、外国で現地の方式にしたがって、夫婦が同じ氏を定めないまま結婚を挙行した場合、戸籍の届出をしておらず別氏のままであっても婚姻は有効とされる。
法の適用に関する通則法 第24条(婚姻の成立および方式)
婚姻の成立は、各当事者につき、その本国法による。
2. 婚姻の方式は、婚姻挙行地の法による。
3. 前項の規定にかかわらず、当事者の一方の本国法に適合する方式は、有効とする。ただし、日本において婚姻が挙行された場合において、当事者の一方が日本人であるときは、この限りでない。
戸籍法 第107条
2. 外国人と婚姻をした者がその氏を配偶者の称している氏に変更しようとするときは、その者は、その婚姻の日から六箇月以内に限り、家庭裁判所の許可を得ないで、その旨を届け出ることができる。

##### 男女共同参画基本計画
男女共同参画社会基本法第13条に基づき、男女共同参画基本計画が2000年に定められ、5年ごとに見直されている。それぞれの基本計画では、選択的夫婦別氏に関して以下のように記載されている。
| 計画                | 選択的夫婦別氏に関する記載 |
| ------------------- | --- |
| 2000年12月          | 選択的夫婦別氏制度の導入について国民の意識の動向を踏まえつつ引き続き検討を進める[30][32]。 |
| 2005年12月（第2次） | 選択的夫婦別氏制度について、国民の議論が深まるよう引き続き務める[30][33]。 |
| 2010年12月（第3次） | 選択的夫婦別氏制度の導入等の民法改正について引き続き検討を進める[30][34]。 |
| 2015年12月（第4次） | 選択的夫婦別氏制度の導入等の民法改正等に関し、司法の判断も踏まえ、検討を進める[30][35]。 |
| 2020年12月（第5次） | 夫婦の氏に関する具体的な制度の在り方に関し、戸籍制度と一体となった夫婦同氏制度の歴史を踏まえ、また家族の一体感、子供への影響や最善の利益を考える視点も十分に考慮し、国民各層の意見や国会における議論の動向を注視しながら、司法の判断も踏まえ、更なる検討を進める[30][36]。 |

#### 旧姓通称使用
職場・職種によっては旧姓（氏）を通称にすることが便宜上認められる。1988年に富士ゼロックスで初めて導入され、国家公務員でも2001年から認められた。しかし、さまざまな議論がある。
二つの名前の管理は、企業や行政の負担が大きく、職場・職業によっては戸籍姓しか認められない。2016年の内閣府調査では旧姓使用を認める企業は全体の半数以下の49.2%である。2021年10月の内閣府の調査では、各府省の所管している302の各種国家資格、免許のうち、旧姓使用ができるものは236だった。（「#旧姓通称使用訴訟」も参照）
運転免許証・印鑑登録証・健康保険証・日本国旅券は、旧姓で作ることはできない。通称は公文書や役員登記、不動産登記、特許出願などには使えず、未上場株、上場株への投資は戸籍名でしかできない。親から法人を受け継いだ女性等は自分の氏を失うわけにはいかず、結婚をあきらめたり事実婚も多い。2017年と2019年に政府より全国銀行協会に旧姓使用に関する協力要請があったものの、旧姓使用可能な口座は一部にとどまり、特に投資信託口座の旧姓での開設はできない。内閣府と金融庁の調査によれば、2022年3月の時点で、全国の銀行のうち、旧姓で預金口座を開設したり、開設済みの口座を使えたりする銀行は62%で、双方に対応していない銀行は31%、いずれも未対応な信用金庫は41%、信用組合は87%。クレジットカードや日本国旅券と旧姓の不一致のために、海外のホテルなどの予約ができないことなどもある。公証役場での署名は旧姓は認められない。自治体によっては、旧姓での選挙の立候補や議員活動が認められないことがある。海外への留学生が旧姓を使って留学することはほぼ不可能、との指摘もある。

#### 旧姓併記
旧姓通称使用における問題への対応として旧姓を併記可能とする動きがある
。2015年から法人登記簿における役員登記において、2016年、金融庁提出書類の役員欄において、2019年からマイナンバーカード、住民票、運転免許において、2021年から特許出願において、旧姓併記が可能となった。また、日本国旅券（パスポート）は、これまでも必要な事情がある場合には旧姓を括弧書きで付記することが認められることがあった が、2021年4月より、条件が緩和され、希望すれば誰でも併記可能となった。2024年4月からは相続登記において旧姓併記を可能とした。国民健康保険では通称の使用は認められないが、2021年の時点で、一部の自治体では国民健康保険証への旧姓併記が可能となっている。

#### ペーパー離再婚
旧姓通称使用の様々な問題を回避するために、普段は旧姓を通称として用い、必要に応じて旧姓に戻り旧姓での証明書を得るなどの手続きを行った後、再び婚姻届を提出する夫婦もみられる。このような目的で離婚・再婚を行うことを「ペーパー離再婚」あるいは「ペーパー離婚」とよぶ。また、逆に子どもが生まれるたびに婚姻届を出し、すぐに離婚届を出す事実婚夫婦や、選択的夫婦別姓が導入されていないことから、数年おきにペーパー離再婚をくりかえし、夫姓婚と妻姓婚を交互に行う夫婦などの報道もなされている。なお、これらの場合再婚相手が同じ人物であるため、民法第733条が定める女性の100日間の再婚禁止期間（待婚期間）は適用されない。ペーパー離再婚における離婚期間は事実婚の状況となる。

### 国際世論・状況
過去には現在の日本と同様に法的に同姓を義務付けていた国家もあったが改正され、2014年現在、比較法的に見て夫婦同氏を強制する国は日本のみ、とされている。2018年には、法務省民事局長が衆議院法務委員会において、婚姻後に夫婦のいずれかの氏を選択しなければならない夫婦同氏制を採用している国は法務省の把握している限りで日本のみ、と説明している。また、選択的夫婦別姓訴訟の弁護団による2025年の調査によると、調査した95カ国のすべてで夫婦別姓が可能で、そのうち、夫婦同姓を選べず別姓を基本とする国は中国やフランスなど33カ国だった。女性差別への意識が高まった1970年代以降、別姓を認める国が増え、その結果別姓を認めないのは日本のみとなったとされる。(「#各国の状況」を参照)

#### 国連女子差別撤廃委員会勧告
国際連合が1979年に採択した「女子に対するあらゆる形態の差別の撤廃に関する条約」に、日本は1980年に署名し、1985年に批准した。国連の女子差別撤廃委員会（CEDAW）は、日本民法の夫婦同氏が同条約に抵触する「差別的な規定」だとし、2003年、2009年、2016年、2024年、と4度にわたり改善を勧告している（「#戦後の動き」も参照）。2024年の勧告では、夫婦同姓を義務付ける民法の規定を見直し、選択的夫婦別姓を導入するよう勧告した。
現民法が抵触するのは同条約の以下の規定とされる。
第16条1
締結国は、婚姻及び家族関係に係るすべての事項について女子に対する差別を撤廃するためのすべての適当な措置をとるものとし、特に、男女の平等を基礎として次のことを確保する。
(g) 夫及び妻の同一の個人的権利（姓及び職業を選択する権利を含む。）。
この条約に関連しては、条約違反により権利を侵害された個人・団体が同委員会に通報できる「女子に対するあらゆる形態の差別の撤廃に関する条約の選択議定書」を日本は批准しておらず、批准を求める動きがある。

#### 国連自由権規約委員会勧告
国際連合自由権規約人権委員会は2022年に日本政府報告書の審査を行い、総括所見において、夫婦同氏を規定する民法750条が実際にはしばしば女性に夫の姓を採用することを強いていることについて懸念を表明している（総括所見14項）。

#### 米国国務省人権状況に関する年次報告書
アメリカ合衆国国務省による世界199カ国・地域の人権状況に関する年次報告書は2015年版から日本の民法規定で選択的夫婦別姓が認められていない問題について言及を続けている。

## 民法改正案
選択的夫婦別姓の導入をどのように行うかについては、1994年の「婚姻制度等に関する民法改正要綱試案」、1996年の法制審議会答申の民法改正案、超党派野党や公明党などが2015年などに提示した案、自民党内の例外的に夫婦の別姓を実現させる会が2002年に提案した案などがある。

### 1996年法制審議会答申
国際連合の1975年の国際婦人年から始まる国際的な女性の権利保障の推進運動や、1985年に日本も批准した女性差別撤廃条約などを受け、1991年、日本は国内の男女平等施策を推進するための国内行動計画を策定するとともに、法制審議会において家族法の見直し作業に着手した（小委員長：加藤一郎）。法制審議会の審議は5年にわたって行われ、1992年、1995年の2回の中間報告、1994年の要綱試案の発表などを経て、1996年2月、法務大臣の諮問機関である法制審議会が、家族法の見直しを含む民法改正案要綱を法務大臣に答申した。主な内容は以下の通り。
- 世界の趨勢に合わせ、婚姻年齢を男女18歳に統一
- 女性のみに課せられている再婚禁止期間の短縮
- 選択的夫婦別氏の実現
- 婚外子の相続分差別の廃止

このうち、婚姻年齢統一は2018年に成立（2022年4月1日施行）、再婚禁止期間の短縮は再婚禁止期間訴訟の最高裁違憲判決により2015年12月16日に実施、婚外子の相続分差別の廃止は婚外子相続差別訴訟における最高裁の違憲判決により2013年に実現している。
答申では、選択的夫婦別氏の導入を答申する理由として、以下の3点を挙げている。
- 価値観の多様化を背景にした国民の要望
- 個人の尊厳の観点から、氏に対する人格利益を法律上保護すべき
- 既に世界諸国で夫婦別氏が許容されており、夫婦・親子関係の本質・理念に反しない

#### 要綱試案（1994年）
1994年に法務省民事局参事官室は、1996年の法制審議会答申へ向けた中間報告において、3つの案を「婚姻制度等に関する民法改正要綱試案」として提示した。
A案
- 夫婦は、婚姻の際に定めるところに従い、夫又は妻の氏を称する。ただしこの定めをしないことも可能（原則同氏、例外別氏）。
- 別氏夫婦は、婚姻の際に、夫又は妻のいずれかの氏を、子が称する氏として定めなければならないものとする。
- 別氏夫婦は、婚姻後、戸籍法の定めるところにより届け出ることによって、夫又は妻の氏を称することができるものとする。

B案
- 夫婦は、婚姻の際に定めるところに従い、夫又は妻の氏を称することができるものとする（原則別氏、婚姻の際に特段の合意がされた場合にかぎり、同氏を称することができる）。
- 婚姻後の別氏夫婦から同氏夫婦への転換、及び、同氏夫婦から別氏夫婦への転換はいずれも認めない。
- 別氏夫婦の子の氏は、その出生時における父母の協議により定める。

C案
- 夫婦は、婚姻の際に定めるところに従い、夫又は妻の氏を称するものとする。
- 婚姻により氏を改めた夫又は妻は、相手方の同意を得て、婚姻の届出と同時に戸籍法の定めるところにより届け出ることによって、婚姻前の氏を自己の呼称とすることができるものとする。
- 婚姻前の氏を自己の呼称とする夫又妻は、戸籍法の定めるところにより届け出ることによって、その呼称を廃止することができるものとする。

後の1996年の法制審議会答申では、現行制度の枠組みを維持しつつ希望者に別氏を認めるA案に同氏・別氏を対等とする修正を加え、B案と折衷した要綱案が作成された。法務省は2002年4月にも、A案と同様の案（例外的夫婦別氏案）を提示している。

#### 最終答申（1996年）
1991年1月に設置された法制審議会身分法小委員会での審議を経て、法制審議会は、1996年の答申で民法改正案を法務大臣に提示した。しかし、自民党法務部会が民法改正案の国会提出を拒み答申は実現しなかった。法制審議会答申が実現しなかったのはこれが初めて。法務省は2001年11月、2010年2月にも同様の案を再提示している。2025年4月に立憲民主党が衆議院に提出した案も同様の内容。
- 夫婦は、婚姻の際に定めるところに従い、夫若しくは妻の氏を称し、又は各自の婚姻前の氏を称するものとする。
- 夫婦が各自の婚姻前の氏を称する旨の定めをするときは、夫婦は、婚姻の際に、夫又は妻の氏を子が称する氏として定めなければならないものとする。

この審議に合わせ、民事行政審議会は、「別氏夫婦に関する戸籍の取り扱い」についても法務大臣に答申した。
- 戸籍は夫婦およびその双方又は一方と氏を同じくする子ごとに編製する。
- 氏名は、子が称する氏として定めた氏を称する者、その配偶者の順に記載する。
- 戸籍には、現行戸籍で名を記載している欄に氏名を記載する。

### 超党派野党案／公明党案
法制審議会答申以来、野党は超党派でほぼ会期ごとに民法改正案を提出し続けているが、未審議のまま廃案と再提出が繰り返されている（「#年表」参照）。公明党も2001年に改正案を単独で提出している。民主党が2015年に、社民党、日本共産党等と共同で参議院に提出した案は以下のような案である。
- 夫婦は、婚姻の際に定めるところに従い、夫若しくは妻の氏を称し、又は各自の婚姻前の氏を称するものとする。
- 改正法の施行前に婚姻によって氏を改めた夫又は妻は、婚姻中に限り、配偶者との合意に基づき、改正法の施行の日から2年以内に別に法律で定めるところにより届け出ることによって、婚姻前の氏に復することができる。
- 別氏夫婦の子は、その出生の際に父母の協議で定める父又は母の氏を称するものとする。
- ただしその協議が調わないとき、又は協議をすることができないときは、家庭裁判所は、父又は母の請求により、協議に代わる審判をすることができる。

2018年に、立憲民主党、国民民主党、無所属の会、日本共産党、自由党、社民党の5野党1会派が提出した案や2022年に立憲民主党、国民民主党、社民党、日本共産党、れいわ新選組の5野党が提出した案も同様の内容である。公明党が2001年に提出した案も同様の内容である。これらは法制審議会答申案とほぼ同じ内容だが、さらに日弁連の提言に沿っている。

### 家裁許可制選択的夫婦別氏案
2002年7月16日に発足した、野田聖子ら自民党一部議員による例外的に夫婦の別姓を実現させる会が提案した案。職場の事情や祖先祭祀の必要など特段の事由がある場合に、家庭裁判所による許可を得て認める、とする案。議員立法として自民党法務部会に提出されたが党内合意に至らず国会提出は見送られた。この案は2004年にも再度議論されたが、国会提出は見送られた。
- 職業生活上の事情、祖先の祭祀の主宰その他の理由により婚姻後も各自の婚姻前の氏を称する必要がある場合において、別氏夫婦となるための家庭裁判所の許可を得ることができる。
- 夫婦同氏が原則とし、別氏夫婦から同氏夫婦への転換は認める。逆は認めない。
- 別氏夫婦は、婚姻時に｢子が称すべき氏｣を定める[140]。

### その他の案

#### 旧姓続称制度（1997年）
自民党・社会党・さきがけ政権時の1997年に自民党法務部会「家族法に関する小委員会」(座長：野中広務)で検討された案として「旧姓続称制度」がある。配偶者の同意を得た上で届け出れば、社会生活上の全場面で旧姓を使えるようにするもの。

#### 例外的夫婦別氏案（2002年）
2001年に法務省は法制審答申案と同様の案を再提出し見送りとなったため、翌2002年4月要綱試案A案と同様の「例外的夫婦別姓案」を提示したが、見送りとなった。
2022年参議院選挙では、NHK党が、この案の検討を公約にあげている。

#### 通称使用の法制化案（2002年）
2002年、選択的夫婦別氏に反対する高市早苗は、野田聖子らによる「家裁許可制選択的夫婦別氏案」が自民党内で検討された際に、「対案」として「通称使用の法制化」を主張した。高市は2020年にも自民党法務部会に同じ案を再提出している。この案は以下のような内容である。
- 戸籍に「婚姻前の氏を通称として使用する」旨を記載する。
- 国、地方公共団体、事業者、あらゆる公私の団体は、通称として使用するとされた婚姻前の氏を「併記」するための処置を講ずる義務を負う。

また、2025年には高市はこの私案について、2019年の住民基本台帳法改正によりこの私案における戸籍法改正は不要となったと主張している。

#### 戸籍法改正による選択的夫婦別氏案（2018年）
2018年1月の国に対する訴訟で、原告は、婚氏続称制度を念頭に、「戸籍上の氏」と「民法上の氏」を分け、戸籍法の届け出により、民法上の旧氏を戸籍上の氏＝本名として称せるよう戸籍法を改正すべきと主張している。具体的には、戸籍法に以下の条文を加えることで、民法を改正することなく選択的夫婦別姓を実現できる、と原告らは主張している。
- 婚姻により氏を変えた者で婚姻の前に称していた氏を称しようとする者は、婚姻の年月日を届出に記載して、その旨を届け出なければならない

同案に関しては、2019年に国民民主党代表の玉木雄一郎が、日本人同士の結婚時にも別氏を選択できる戸籍法改正を目指す考えを示した。

#### 日本維新の会マニフェスト（2019年）
2019年、日本維新の会は、参議院選挙の公約（マニフェスト）に「同一戸籍・同一氏の原則を維持しながら旧姓使用にも一般的な法的効力を」を掲げた。同党の足立康史の発案。案では戸籍に婚前氏を付記するとともに、それのみを社会生活上で名乗れる、としている。同党は2025年に、立憲民主党の選択的夫婦別姓制度導入法案への対案として、同様の内容の「旧姓の通称使用を拡大する法案」を衆院に提出。

#### 婚前氏続称制度（2020年）
2020年に稲田朋美が提唱した私案。戸籍上は同一戸籍で、例えば筆頭者は夫でも、妻は旧氏を使うと届け出れば戸籍に明記して公的には旧氏のみを使い続けられるようにし、ファミリーネームは私的な場面で用いる。稲田が2020年11月13日に衆院法務委員会において提案した案では、3カ月以内に届け出をすれば以前の氏を使えるようにする、とした。案では、民法、戸籍法に以下の変更を加える。
- 民法750条第2項「前項の規定により氏を改めた夫または妻は、婚姻の日から3か月以内に戸籍法の定めるところにより届け出ることによって、婚姻前の氏を称することができる」を新設。
- 戸籍法74条第2項「民法750条2項の規定によって婚姻前の氏を称しようとする者は、婚姻の年月日を届書に記載して、その旨を届けなければならない」を新設。

#### ミドルネーム案（2021年）
結婚した際に夫婦双方の姓をミドルネームとして戸籍に書き込み、家族が同一戸籍のまま、旧姓にも法的な根拠を与えるという案。自民党の森雅子が2021年3月に参議院法務委員会で提案。

#### 法定旧姓案（2025年）
旧姓の使用を法制化し「法定旧姓」とし、公的証明書への旧姓の併記と単独使用のいずれも可能とする案。選択的夫婦別姓導入に反対する自民党の衛藤晟一が2025年に提案。

### 関連する他の民法改正論
2019年に超党派野党が衆議院に提出した「同性婚」を法制化する婚姻平等法案は、同時に選択的夫婦別姓も認める内容で選択的夫婦別氏法案に対する新旧対照表も示されていた。同案は2023年にも立憲民主党が衆議院に再度提出しており、同様に選択的夫婦別姓も認める内容だった。また同性婚を求める訴訟では、2021年3月17日には札幌地裁で初の違憲判断がなされるなど議論が続いている。（「日本における同性結婚」参照）
2026年からは離婚後の共同親権が認められることになった。
そのほか関連した議論としては、事実婚夫婦のための連帯市民協約（PACS）に関する議論や、夫婦創姓論などがある。

## 歴史的経緯

### 中世以前

#### 姓
大和朝廷によって、古代豪族が元々持っていた氏名（うじな）が新たに下賜されるものもあった（源平藤橘）。さらに国政上の地位を示す姓（カバネ）が与えられた。奈良時代に律令制が確立するとカバネは形骸化し、氏名（うじな）と同化して姓（せい）と呼ばれるようになる。一般庶民（公民）は戸籍によって把握され、何らかの大氏族集団に属して姓を持った（百姓、ひゃくせい）。奥富孝之は、平安時代前期まではこれが重んじられた、としている。坂田聡は、姓は父系継承であり、婚姻によって改姓することはなかった（夫婦別姓）としている。夫婦の氏の記録としては、夫婦がすべて別氏である戸籍の記録、同氏と別氏が混在する記録、すべて同氏である記録それぞれ存在するが、久武綾子によれば、中国や韓国と異なり同姓不婚のタブーが無く、同姓の記録は同姓の者同士の婚姻による同姓の夫婦と考えられる。

#### 名字・苗字
公家が互いを区別する為に個人の邸宅の居住地に由来する呼称から、一定の家系の呼称に転化して「名字」となった。東国の豪族武士達が自分の名前に本領地の地名を冠して名乗るようになり「名字」と呼ばれた。鎌倉時代の分割相続が南北朝時代には単独相続に移行し、家産や家業などを継承する「家」が成立。名字は家名となり苗字として代々継承されるようになった。後藤みち子は、戦国時代の公家の正妻は婚家の一員として婚家の苗字＋妻の社会的呼称で呼ばれるようになり、これを夫婦別氏で、夫婦同苗字(家の名)としている。坂田聡は、戦国時代から近世にかけての丹波の国の史料にあった三例の実例から庶民の夫婦同苗字について述べている。

### 近世

#### 士分の氏
井戸田博史は、近世（江戸期）になると、士分以外の者（庶民）は一部を除き姓・苗字（氏）の公称が原則として禁止されていた（1801年（享和元年）の禁令）、としている。田中優子は、同じ人物が複数の異なる名前を名乗ることも多かった、としている。坂田聡は、姓と苗字の区別が曖昧になり混同されることが多くなったとしている。一方で坂田は、官職の授与などの儀式の際に実名とのセットで姓を使う風習は江戸時代でも残っていた、としている。

#### 庶民の氏
洞富雄や坂田聡や久武綾子は、庶民の使用例も指摘している。士分以外への禁令について奥富孝之は、安易な苗字帯刀を「領主・地頭」に禁じたもの、と主張している。井戸田博史は、庶民の氏には公称を許された氏と、私称している氏があったとする。一方、久武綾子らは、庶民にとっては苗字よりも代々の襲名や屋号が重要だったとしている。

#### 妻の氏
妻については、氏を持つ場合には妻はもっぱら生家の氏を名乗り、夫婦別氏だった。芦東山の妻の夫の幽閉赦免願書の例、多勢の誓詞帳の例、夫婦別氏の墓標があることなどが夫婦別氏の例としてあげられる。また、妻の死後実家の墓地に「帰葬」する習慣が北陸～東北に広く分布することも指摘される。ただし、熊谷開作は、妻が夫の苗字を名乗った例もあったとしている。
妻の氏に関する庶民慣習については、大藤修は史料が少ないことから不明としている。井戸田博史は、役儀等の事由で庶民が氏の公称が許された場合に氏を名乗れるのは当主を中心とする男子のみで、女性には氏は無縁だった（別氏）としている。一方、熊谷は、妻が氏を自ら名乗ることは少なかった、としつつ、大坂の町人の未亡人が「○○家後家」と名乗る例があったとしている。

### 近代
明治維新後、明治8年に氏使用が義務化され、明治9年に太政官指令によって夫婦別氏が定められた。その後、明治31年に施行された明治民法によって始めて法的に夫婦同氏が規定された。

#### 氏使用の義務化
1870年10月13日（明治3年9月19日）、太政官布告により平民にも氏使用が許可された。これについて、奥富孝之は、この氏使用は浸透しなかった、としている。同年12月、叙位任官する際には従前の姓＋実名から苗字＋実名での表記に改め、翌年10月には公用文書も苗字＋実名で統一された。1872年（明治5年）5月、国民全員に実名と通称のどちらかを本人に選択させる方針に変更した。
1872年3月9日（明治5年2月1日）、徴税・徴兵・治安維持などのために国民の現況を把握する目的で、戸籍法（壬申戸籍）施行。ここでは苗字または姓が「氏」、通称または実名が「名」として登録され、一人一名主義の原則が確立した。同年8月24日の太政官布告は改氏・改名を禁止。久武綾子は、襲名や屋号を家名として使っていた庶民に混乱をもたらした、としている。そのため、1880年（明治13年)1月7日の太政官指令では改名禁止は一部緩和されている。
1875年（明治8年）2月13日の太政官布告22号では、兵籍取調の必要から氏の使用を義務化した。夫婦の氏の扱いについては、1875年12月の太政官布告で婚姻・縁組・離婚などの際に新しい氏を作って良いとされた。

#### 夫婦別氏とする太政官指令の発令
夫婦の氏に関して、妻は夫の身分に準じるので夫家の氏を称するのが穏当だが前例が無く決し兼ねる、として内務省が太政官の判断を仰いだのに対し、1876年（明治9年）3月17日に発令した太政官指令15号において「伺の趣婦女人に嫁するも仍ほ所生の氏を用ゆ可き事／但夫の家を相続したる上は夫家の氏を称すへき事」とした。前段で、妻は「所生の氏」すなわち生家の氏を用いるべきと定めた（夫婦別氏制）。なお後段は、これに先立つ明治6年の太政官布告第28号で夫の死後子もなく養子をとることも難しい場合などやむをえない場合に妻が女戸主として家督を相続することが認められたことに対応したもので、その場合の女戸主は家督相続後夫家の氏を称する。
太政官法制局が夫婦別氏制をとった理由について、「妻は夫の身分に従うとしても、姓氏と身分は異なる」「皇后藤原氏であるのに皇后を王氏とするのはおかしい」「歴史の沿革を無視」の3点が指摘されている。一方、この後明治民法公布直前まで、妻が夫家の氏を称するのが慣習だとする地方官庁からの伺いが多数出された。増本敏子らは、太政官指令後も民間の慣例では多くの場合妻は夫の氏を称していた、としている。東京府では、婚姻後も生家の氏を称する妻は僅かと報告されていた。熊谷開作は、同指令後、戸籍上妻の氏を記載しない例も氏を残す例もあった、としている。
なお、太政官指令15号による夫婦を別氏とする規定は、1891年（明治24年）の司法省指令でもそのまま残されている。

#### 民法制定までの動き
明治民法の制定以前に、いくつかの民法草案や施行されなかった旧民法などが作成されている。1872年（明治5年）、司法省が作成した民法草案「皇国民法仮規則」では、姓不変の原則を規定している（夫婦別氏）。1877年（明治10年）9月に上程された「民法草案人事編」では、「妻は夫の姓を用いる」と規定した（夫氏での夫婦同氏）。1888年（明治21年）に熊野敏三らによって作成された旧民法人事編草案（旧民法第一草案）では、妻が夫の氏を称する普通婚姻（原則）と夫が妻の氏を称する特例婚姻（双方の意思がある場合の特例）の規定が設けられた（いずれも夫婦同氏）。法律取調委員会の修正案（旧民法再調査案）では、戸主及び家族はその家の氏を称する、と規定した（夫婦同氏）。この案では、入夫婚姻に加え第一草案では認められていなかった女戸主を認めている。1890年（明治23年）10月、民法典（旧民法）家族法が公布されるも民法典論争により施行されなかった。この旧民法では戸主及び家族はその家の氏を称する、と規定された（夫婦同氏）。原則は妻は夫家の氏を称するが、入夫婚姻の場合には夫が妻家の氏を称する。

#### 夫婦同氏とする明治民法の制定
1898年（明治31年）に明治民法家族法部分が公布・施行され、法的に夫婦同氏が初めて規定された。
第746条
戸主及ひ家族は其の家の氏を称す
第788条
1.妻は婚姻に因りて夫の家に入る
2.入夫婚姻及ひ婿養子は妻の家に入る
すなわち、「妻は婚姻に因りて夫の家に入る」ため（788条1項）、妻が夫家の氏を名乗るのが原則である（746条）。ただし、入夫婚姻および婿養子の場合は、夫が妻の家に入るため、妻家の氏を名乗る（788条2項・746条）。

#### 当時の諸外国民法
フランスでは、1793年の革命法の氏の名乗りの自由化が混乱を招き翌年に覆されていたものが、フランス民法典が規定しなかったことから効力を保ち、氏不変の原則が確定した。ナポレオン体制下でフランス法が適用されていたオランダでも、1829年のオランダ民法典によって姓不変の原則が規定された。一方イタリアは、同様にナポレオン体制下にあったものの1865年に多少独自色を加えた民法典を制定している。また、ドイツ（神聖ローマ帝国）では、妻が夫の氏を称するのが慣習法として確立しており、領邦もそれに依っていた。1888年（明治21年）1月にドイツ民法第一草案が完成した。イギリスでは、コモンローの原則で、男性の場合は日本の中世・近世の武士のように氏名の改名自体が自由であったが、女性の場合は、1870年の既婚女性財産法により無効化されるまで、カヴァチャーの原則で妻が夫の所有物さながらとなり、〇〇夫人といった形で呼ばれるのが通常で、本人の氏名は消えたようになり、身内で呼ばれる結婚前からの個人名があっても本来の名前をどう捉えるのか、慣習法の世界で曖昧な状態であった。

##### 明治民法との関連
政治学者の中村敏子は、明治民法で規定された夫婦同氏の規定について、「夫婦一体」という結婚観によって同姓を強制していた西洋の影響が大きい、としている。佐藤一明、田中優子や山口一男は、明治31年の民法の同氏規定は、ドイツの影響と主張している。これに対し、法学者の滝沢聿代は、夫婦同氏規定についてドイツ民法が参照されたのは明治民法ではなく戦後の改正民法だと主張している。梅謙次郎は、明文の無い場合も含めスイス、オーストリア、イタリア、ドイツの民法では妻が夫の氏を称すると紹介しつつ、プロイセン法典（1789年）の影響は少なく、日本において入夫婚姻及び婿養子縁組で妻の家に入るのは慣習だとしている。

## 戦後の動き

### 改正民法・戸籍法の制定
戦後、1946年7月より、内閣臨時法制審査調査会と司法省司法法制審議会で民法の改正の審議が開始され、1947年12月、改正民法が成立し、翌年1月施行。夫あるいは妻の氏での夫婦同氏が規定された。婚姻に関しては、夫氏での同氏婚とする案と「氏は社会の慣習に委ねる」案があったが、最終案では夫または妻の氏を称する夫婦同氏とする案となった。また、家制度（戸主の制度）は廃止され、それに伴い婿養子や入夫婚姻の制度も廃止された。なお、これらの改正は急いで行われたことから、この家族法改正に関しては、1947年10月にこの家族法部分を可及的速やかに将来更に改正する必要があるとする国会付帯決議がなされている。（「#関連法令」参照）
同民法施行と同時に改正戸籍法も施行。戸籍は戸主と家族を記載する家の登録から、個人の登録に変わった。戸籍の編成基準は一組の夫婦と氏を同じくする子（戸籍法6条）とされた。

### 1980年代までの動き
1954年7月、早急に制定された改正親族法の再検討のため民法部会を設置。1955-1959年公表の「法制審議会民法部会身分法小委員会における親族編の仮決定及び留保事項」では「夫婦異姓を認むべきか」が挙げられた。
1960年代には、選択的夫婦別氏への支持や立法論が出てきた。
1974年には「結婚改姓に反対する会」が結成され、1975年には参議院に選択的夫婦別氏を求める請願が提出される。
1976年には、女性の地位向上の観点から、離婚時に妻が婚姻時の氏を保持できない民法規定が見直され、選択可能にする婚氏続称制度が導入された。
1984年、戸籍法が改正され、外国人の称する氏への変更を簡易に認める規定が設けられ、国際結婚では選択的夫婦別氏が実現した。同年には、「夫婦別氏をすすめる会」（現、夫婦別姓選択制をすすめる会）が東京で結成された。
1985年には日本政府が女性差別撤廃条約を批准。これに応じて政府の婦人問題企画推進本部は、社会情勢の変化に対応して婚姻・親子の法制の見直しを検討するとした。
1987年には、養子離縁時の縁氏続称が認められた。
1988年には、国立大学の女性教授が通称として旧姓を使用する権利を求めて訴訟（1993年東京地裁棄却、1998年和解、「#国立大学女性教授旧姓通称使用訴訟」参照）。同年、在日韓国朝鮮人氏名の日本語読みに関する最高裁判決で、氏名は社会的には他人から識別し特定する機能を有するが、個人から見れば人格の象徴で人格権の一内容を構成するもの、との指摘がなされた。
1989年、岐阜県各務原市の夫婦が、別氏の婚姻届不受理への不服申し立てを家裁に行い、却下された。同年、法務大臣諮問機関である婦人問題有識者会議において、選択的夫婦別氏問題が取り上げられた。

### 1990年代から2010年代まで
1991年には法制審議会が「民法の婚姻・離婚制度の見直し審議」を開始した。1996年には法制審議会が選択的夫婦別氏制度を含む「民法の一部を改正する法律案要綱」を答申した。しかし、自民党内の反対・慎重論によって同年5月に国会上程が見送りとなった。
1992年の時点では多くの選択的夫婦別氏制推進団体の存在が報告されている。
1997年にも自民党法務部会「家族法に関する小委員会」(座長：野中広務)で「旧姓続称制度」が検討されたが見送られた。また、この頃より「選択的夫婦別姓制度」とする民法改正案が議員立法により提出されるようになった。
その後も、1999年の男女共同参画社会基本法の成立および男女共同参画局の設立により選択的夫婦別姓問題は中心的課題と位置づけられた。一方で、山口智美は、これらの運動が、日本会議や神道政治連盟などの反発を呼び起こしたとの主張している。
2001年11月に法務省は選択的夫婦別氏案を再提示したが見送られた。2002年4月には、法務省は例外的夫婦別氏案を提示、意見一致せず見送りとなった。同年7月には、自民党内の選択的夫婦別姓制度を求める議員ら（野田聖子ら例外的に夫婦の別姓を実現させる会）が法案の国会提出を模索し、党内反対派に譲歩し、家裁の許可を要件とすることを盛り込んだ例外的夫婦別氏制を議員立法で自民党法務部会に提出。しかし党内合意に至らず国会提出は見送られた。その後、2010年代までは党内の議論は停滞した。
一方、立憲民主党や国民民主党、社民党、共産党などは、法制審答申以来、超党派で会期ごとに民法改正案を国会に提出し続けている。2001年には公明党も参議院に選択的夫婦別氏案を提出した。（「#超党派野党案／公明党案」を参照）
2003年（平成15年）国際連合女子差別撤廃委員会が、婚姻最低年齢、離婚届後の女性の再婚禁止期間の男女差、非嫡出子の扱いと共に「夫婦の氏の選択などに関する、差別的な法規定を依然として含んでいることに懸念を表明する」と日本に勧告。その後も2009年、2016年に勧告。これに対し、日本国政府は2008年4月に選択的夫婦別氏について、国民の議論が深まるよう努めていると報告したが、2009年8月に再度、委員会は委員会は依然差別的な法規定が撤廃されていないことについて懸念を有すると勧告したほか、「本条約の批准による締約国の義務は、世論調査の結果のみに依拠するのではなく、本条約は締約国の国内法体制の一部であることから、本条約の規定に沿うように国内法を整備するという義務に基づくべき」と勧告した。政府は2014年8月にも国連に報告書を提出したが、2016年に委員会は再度批判的勧告を出した。（「#国連女子差別撤廃委員会勧告」を参照）
一方、2010年に、民主党・社民党・国民新党の連立政権で法案提出が議論され、同年2月には1996年の法制審議会答申に沿った改正案が法務省政策会議で示された。しかし連立政権を組んだ国民新党の反対や党内からの異論があり法案提出に至らなかった。
また、多くの訴訟が起きている。2006年に別氏婚姻届不受理取り消しの申立てが却下。2011年に国に対し選択的夫婦別氏の導入を求める訴訟提議、2015年に最高裁は棄却。その後も同様の訴訟が4件提議されている。（「#選択的夫婦別氏訴訟」を参照）
2016年には、結婚後に職場で旧氏の通称使用を認めないのは人格権の侵害だとして、女性教諭が勤務先の学校法人を東京地裁に提訴、同年棄却。2017年に和解した（「#女性教諭旧姓通称使用訴訟」を参照）。
2018年以降、地方議会から国へ選択的夫婦別氏法制化を求める意見書を可決する動きが広がり、三重県議会、東京都議会、大阪府議会等で意見書が可決された。（「#地方自治体議会」を参照）
2019年の参議院選挙では、選択的夫婦別氏の是非が争点に挙げられた。

### 2020年代以降

#### 立法府の動き
2020年2月から3月にかけて、与野党超党派議員や自民党女性議員による選択的夫婦別姓導入に関する勉強会の開催が報じられた。2020年11月11日、政府は第5次男女共同参画会議の策定に向けた答申の中で、選択的夫婦別姓について「国会の議論の動向を注視しながら検討を進める」と記述。同月13日、衆議院法務委員会において自民党の稲田朋美が、結婚後も旧姓の使用を続けられる制度を提案。24日には自民党で賛成派議員を中心に「氏の継承と選択的夫婦別氏制度に関する有志勉強会」が設立された。一方、25日には自民党内で反対派議員を中心に「『絆』を紡ぐ会」設立。同月26日、自民党の女性活躍推進特別委員会委員長の森雅子らは、この問題への対応を求める提言を首相の菅義偉に提出。同年12月1日には、自民党女性活躍推進特別委員会で選択的夫婦別氏の検討を開始した。しかし同月25日に閣議決定された第5次男女共同参画基本計画では、「夫婦の氏に関する具体的な制度の在り方に関し、司法の判断も踏まえ、さらなる検討を進める」とされ、「選択的夫婦別姓」という文言は削除された。2021年3月、自民党内選択的夫婦別姓賛成派議員が、「選択的夫婦別氏制度を早期に実現する議員連盟」を発足。同年4月、自民党内の選択的夫婦別姓慎重（反対）派が、議員連盟「婚姻前の氏の通称使用拡大・周知を促進する議員連盟」を発足。これらの動きと並行して、同月、自民党は選択的夫婦別姓について議論する「氏制度のあり方に関するワーキングチーム」（座長・石原伸晃）を発足させた。
同年9月の自民党総裁選、同年10月の衆議院選挙、2024年9月の自民総裁選、同年10月の衆議院選挙、では、争点の一つとして選択的夫婦別姓が挙げられた。
2025年の第217回国会では、選択的夫婦別姓制度が焦点の一つ、と報道された。さらに、同年参議院選挙の重要な争点として選択的夫婦別姓制度が挙げられている。

#### 裁判の動き
2021年6月、事実婚夫婦による4件の選択的夫婦別氏を求めた家事審判、最高裁が却下。同月、ソフトウエア開発会社社長らによる訴訟、および東京の再婚・連れ子の弁護士夫妻による訴訟について上告棄却。2022年3月、東京都と広島県の事実婚の男女7人による訴訟について棄却、最高裁。同月、残る東京都の訴訟についても棄却、最高裁。
2022年7月、米国で認められたとされる婚姻の別姓での婚姻届の不受理に対し家事審判申し立て。
2024年3月、男女12人、選択的夫婦別姓を求める提訴、東京、札幌両地裁。（「#選択的夫婦別氏訴訟」を参照）

#### 地方自治体の動き
2020年以降も、神奈川県議会や埼玉県議会、香川県議会など、地方議会から制度の法制化を求める意見書を可決する動きが継続している。2024年３月19日には、香川県内の全議会（県議会・市町議会）が法制化や議論の活性化を国に求める意見書を採択した。（「#地方自治体議会」を参照）
またこれに加え、性的少数者（LGBTQ）のパートナー関係を公的に認める自治体の「パートナーシップ制度」において、異性の事実婚夫婦も対象に含める動きが広がっている。

#### 経済界の動き
2024年3月、経団連や経済同友会など経済団体の代表者や経営者有志、全国女性税理士連盟会長らが、首相の岸田文雄らに宛てた選択的夫婦別姓制度の導入を求める要望書を矢田稚子（首相補佐官・首相の代理として）、門山宏哲（法務副大臣）らに提出した。

#### 国際的な動き
2024年10月29日、国連女性差別撤廃委員会が日本に対し、夫婦同姓を義務付ける民法の規定を見直し選択的夫婦別姓を導入するよう勧告した。

### 年表

#### 1980年代まで
| 年月日         | 出来事                                                                         |
| -------------- | ------------------------------------------------------------------------------ |
| 1946年07月     | 内閣臨時法制調査会および司法省司法法制審議会において民法改正審議開始。         |
| 1947年05月03日 | 日本国憲法施行。                                                               |
| 1948年01月01日 | 改正民法、改正戸籍法施行。                                                     |
| 1955年07月05日 | 法制審議会民法部会、夫婦異氏を認める案を論議。                                 |
| 1959年         | パスポート、別名併記を一部認める。                                             |
| 6月29日-30日   | 法制審議会民法部会、夫婦異氏の問題はなお検討の必要があるとする。               |
| 1975年         | 国際婦人年。                                                                   |
| 9月26日        | 選択的夫婦別氏制を求める初めての請願が参議院に提出される。                     |
| 1976年06月15日 | 民法改正、離婚時の婚氏続称可能に。                                             |
| 1979年12月18日 | 国連、女子差別撤廃条約、採択。                                                 |
| 1980年07月17日 | 国連女性差別撤廃条約、日本国署名。                                             |
| 1981年09月03日 | 国連、女子差別撤廃条約、発効。                                                 |
| 1984年05月17日 | 男女雇用機会均等法、制定。                                                     |
| 1984年05月25日 | 国籍法改正、国際結婚の際に外国氏への改氏可能に。                               |
| 1985年06月25日 | 国連女性差別撤廃条約、日本国批准。                                             |
| 1986年04月01日 | 男女雇用機会均等法、施行。                                                     |
| 1987年09月26日 | 民法改正、養子離縁時の縁氏続称可能に。                                         |
| 1988年02月16日 | 最高裁、NHK日本語読み訴訟判決判示「氏名は個人の人格の象徴」。                  |
| 5月09日        | 事実婚夫婦、住民票続柄記載差別訴訟、東京地裁（1991年敗訴、2005年最高裁棄却）。 |
| 1988年11月28日 | 国立大学女性教授通称使用を求める訴訟、東京地裁。                               |
| 12月0000       | 富士ゼロックス、旧姓通称使用実施。                                             |
| 1989年01月20日 | 東京弁護士会が「選択的夫婦別姓採用に関する意見書」を法務省に提出。             |
| 5月12日        | 岐阜県各務原市の夫婦、別姓婚姻届不受理処分の取り消しを求める不服申立書を提出。 |
| 6月23日        | 別姓婚姻届不受理処分の取り消しを求める不服申立を岐阜家裁、却下。               |

#### 1990年代
| 年月日         | 出来事 |
| -------------- | --- |
| 1991年01月29日 | 法制審議会、婚姻・離婚制度全般の改正に関する論議を開始。                                                                     |
| 5月30日        | 婦人問題企画推進本部、2000年に向けての新国内行動計画第一次改訂において、夫婦の氏の法制の見直しを掲げる。                     |
| 1992年10月14日 | 東京都江東区議会、選択的夫婦別氏導入を求める請願を可決。                                                                     |
| 12月01日       | 法務相民事局参事官室「婚姻及び離婚制度の見直し審議に関する中間報告（論点整理）」、夫婦同氏制度と別氏を許容する制度との対比。 |
| 12月04日       | 東京都新宿区議会、選択的夫婦別氏を求める趣旨の請願、可決。                                                                   |
| 1993年09月20日 | 埼玉県大宮市（現さいたま市）議会、選択的夫婦別氏を求める請願可決。                                                           |
| 11月19日       | 国立大学女性教授旧姓通称使用訴訟、東京地裁、棄却。                                                                           |
| 1994年07月12日 | 法務省民事局参事官室「婚姻制度等に関する民法改正要綱試案」A案B案C案の3案が俎上に。                                           |
| 1995年08月26日 | 法制審議会民法部会、子の氏は婚姻時に統一するA案を軸にまとまる。                                                              |
| 9月12日        | 法務省民事局参事官室「婚姻制度の見直し審議に関する中間報告」                                                                 |
| 1996年01月16日 | 法制審議会民法部会、「民法改正要綱案」決定。                                                                                 |
| 2月26日        | 法制審議会、民法の一部を改正する法律案要綱を法相に答申。                                                                     |
| 3月22日        | 徳島県議会、選択的夫婦別氏に反対する意見書を提出。                                                                           |
| 6月18日        | 長尾立子法務大臣、法案提出を断念。埼玉県新座市、市職員の旧姓使用を4月に遡って実施。                                          |
| 6月20日        | 茨城県議会、選択的夫婦別氏に反対する意見書提出。                                                                             |
| 7月12日        | 千葉県議会、選択的夫婦別氏に反対する意見書提出。                                                                             |
| 10月25日       | 日本弁護士連合会、選択的夫婦別氏並びに非嫡出子差別撤廃を求める決議。                                                         |
| 1997年03月13日 | 民主党、衆議院に選択的夫婦別氏を認める民法改正案提出。                                                                       |
| 3月14日        | 長崎県議会、選択的夫婦別氏に反対する意見書提出。                                                                             |
| 3月27日        | 法学者260人「選択的夫婦別姓制度の導入と婚外子相続分の平等化の実現を求めるアピール」                                          |
| 6月05日        | 社民、さきがけ、参議院に選択的夫婦別氏を認める民法改正案を提出。                                                             |
| 6月06日        | 平成会、参議院に選択的夫婦別氏を認める民法改正案を提出。                                                                     |
| 9月29日        | 熊本県議会、選択的夫婦別氏に反対する意見書を提出。                                                                           |
| 1998年03月27日 | 国立大学女性教授旧姓通称使用訴訟、東京高裁、和解成立。                                                                       |
| 6月08日        | 超党派野党（平和・改革、共産、社民、さきがけ）、衆議院に選択的夫婦別氏を認める民法改正案を提出。                             |
| 7月25日        | 政府、女子差別撤廃条約実施状況第4回報告、選択的夫婦別氏を「引き続き検討」。                                                  |
| 1999年06月23日 | 男女共同参画社会基本法施行。                                                                                                 |
| 12月10日       | 超党派野党（民主、共産、社民、さきがけ）、衆参両議院に選択的夫婦別氏を認める民法改正案を提出。                               |

#### 2000年代
| 年月日         | 出来事 |
| -------------- | --- |
| 2000年01月20日 | 超党派野党（民主、共産、社民）、参議院に選択的夫婦別氏を認める民法改正案を提出。                                                                                             |
| 9月26日        | 男女共同参画審議会答申において、夫婦同氏制など家族に関する法制の見直しを提言。                                                                                               |
| 10月31日       | 超党派野党（民主、共産、社民、無所属の会）、参議院に選択的夫婦別氏を認める民法改正案を提出。                                                                                 |
| 2001年03月29日 | 女性取締役通称使用訴訟、人格権侵害として慰謝料を認める。大阪地裁。 |
| 5月08日        | 民主党、衆議院に選択的夫婦別氏を認める民法改正案提出。 |
| 5月10日        | 超党派野党（民主、共産、社民、さきがけ）、参議院に選択的夫婦別氏を認める民法改正案提出。                                                                                     |
| 7月03日        | 千葉県議会、「民法改正法案の採択を求める意見書」を提出。 |
| 6月20日        | 公明党、参議院に選択的夫婦別氏を認める民法改正案を提出。 |
| 10月01日       | 国家公務員の旧姓使用が可能に。 |
| 10月11日       | 内閣府男女共同参画会議基本問題専門調査会、「選択的夫婦別姓制度に関する審議の中間まとめ」発表。                                                                               |
| 10月11日       | 愛知県議会、「選択的夫婦別姓制度導入の検討についての意見書」を可決。 |
| 11月13日       | 超党派野党（民主、共産、社民）、参議院に選択的夫婦別氏を認める民法改正案提出。                                                                                               |
| 11月13日       | 自民党法務部会に法務省「選択的夫婦別氏制」民法改正試案および反対議員作成の通称使用を認める戸籍法改正案が提示。                                                               |
| 2002年04月10日 | 自民党法務部会に例外的夫婦別氏制度の法務省試案が提示。 |
| 7月24日        | 自民党法務部会に例外的に夫婦の別姓を実現させる会が法案を提示。 |
| 9月13日        | 政府、女子差別撤廃条約実施状況第5回報告、選択的夫婦別氏「制度の導入に向けて努力」。                                                                                          |
| 2003年05月27日 | 超党派野党（民主、共産、社民）、参議院に選択的夫婦別氏を認める民法改正案を提出。                                                                                             |
| 7月08日        | 女子差別撤廃条約実施状況第4回・第5回報告に対する国連女子差別撤廃委員会最終コメント、「夫婦の氏の選択などに関する、差別的な規定を依然として含んでいることに懸念を表明する」。 |
| 2004年03月11日 | 自民党、職業上の理由などで必要な場合に家庭裁判所の許可を得て別姓を認める改正案の国会提出を見送る。                                                                           |
| 5月14日        | 超党派野党（民主、共産、社民）、衆参両議院に選択的夫婦別氏を認める民法改正案を提出。                                                                                         |
| 2005年03月30日 | 超党派野党（民主、共産、社民）、参議院に選択的夫婦別氏を認める民法改正案を提出。                                                                                             |
| 2006年03月20日 | パスポートに旧姓を併記し得る基準が緩和され、学者や記者だけでなく、「職場で旧姓使用が認められており、業務により渡航する者」も可能となる。                                     |
| 4月25日        | 別姓婚姻届不受理処分の撤回を求める不服申立て、東京家裁、却下。 |
| 5月31日        | 超党派野党（民主、共産、社民）、参議院に選択的夫婦別氏を認める民法改正案を提出。                                                                                             |
| 6月08日        | 超党派野党（民主、共産、社民）、衆議院に選択的夫婦別氏を認める民法改正案を提出。                                                                                             |
| 2007年05月18日 | 超党派野党（民主、共産、社民）、参議院に選択的夫婦別氏を認める民法改正案を提出。                                                                                             |
| 2008年04月22日 | 超党派野党（民主、共産、社民）、参議院に民法改正案提出。 |
| 4月30日        | 政府、女子差別撤廃条約実施状況第6回報告、「選択的夫婦別氏制度について、国民の議論が深まるよう引き続き努めている」                                                            |
| 2009年04月24日 | 超党派野党（民主、共産、社民）、参議院に民法改正案を提出。 |
| 8月07日        | 女子差別撤廃条約実施状況第6回報告に対する国連女子差別撤廃委員会最終見解、「夫婦の氏の選択に関する差別的な法規定が撤廃されていないことについて懸念を有する」                  |

#### 2010年代
| 年月日         | 出来事 |
| -------------- | --- |
| 2010年02月05日 | 創生「日本」（会長・安倍晋三）、夫婦別姓反対の運動方針を採択。 |
| 2月19日        | 法務省政策会議で、選択的夫婦別氏の導入を盛り込んだ民法改正案が提示。 |
| 3月24日        | 岩手県議会、「夫婦別姓制度の導入及び婚外子相続差別の撤廃のための民法の一部改正を求める意見書」を提出。                                                                               |
| 2011年02月14日 | 男女5人、違憲を争い選択的夫婦別氏を求める国家賠償提訴、東京地裁。 |
| 2月24日        | 別姓婚姻届3度提出、不受理処分の撤回を求め、却下、東京地裁。 |
| 2013年05月29日 | 男女5人、違憲を争い損害賠償請求、棄却、東京地裁。 |
| 6月03日        | 旧姓通称使用訴訟、元教諭と神奈川県の和解成立。 |
| 9月10日        | 別姓婚姻届訴訟、却下、最高裁。 |
| 12月04日       | 非嫡出子の相続分が嫡出子の半分とする規定を削除する法改正成立。 |
| 2014年03月28日 | 男女5人、控訴棄却、東京高裁。 |
| 6月23日        | 日本学術会議が、提言「男女共同参画社会の形成に向けた民法改正」において選択的夫婦別氏制導入を提案。                                                                                   |
| 9月05日        | 第2次安倍改造内閣の松島みどり法務大臣は就任直後の会見で、旧姓使用など現実的な運用の改善を検討する意向。                                                                              |
| 2015年02月15日 | 改正商業登記規則が施行され、役員登記において旧姓の併記を行うことが認められた。 |
| 2月18日        | 事実婚の夫婦合わせて5人が「夫婦別姓を認めない民法の規定は憲法違反」として、日本国政府に対し損害賠償を求めた訴訟の上告審で、最高裁第3小法廷は、審理を大法廷に回付し、憲法判断される。 |
| 6月12日        | 超党派野党（民主、共産、社民、および無ク・無所属議員）、参議院に選択的夫婦別氏を認める民法改正案を提出。                                                                             |
| 12月16日       | 事実婚の夫婦合わせて5人が「夫婦別姓を認めない民法の規定は憲法違反」として、日本国政府に対し損害賠償を求めた訴訟で、最高裁判所大法廷、棄却。ただし裁判官15人のうち、5人は違憲判断。   |
| 12月25日       | 第4次男女共同参画基本計画決定。法改正について「司法の判断を踏まえ、検討を進める」 |
| 2016年03月07日 | 国連女性差別撤廃委員会が日本に対し、「過去の勧告が十分に実行されていない」「実際には女性に夫の姓を強制している」として、民法改正を求める再度の勧告。                                 |
| 5月12日        | 超党派野党（民進、共産、社民、生活）、衆議院に選択的夫婦別氏を認める民法改正案を提出。                                                                                               |
| 6月03日        | 東京都町田市の女性教諭が旧姓使用を求め勤務先の学校法人を提訴。 |
| 10月11日       | 町田市の女性教諭による旧姓使用を求める裁判で、東京地裁は棄却。 |
| 2017年03月17日 | 町田市の女性教諭による旧姓使用を求める裁判で和解成立。旧姓使用を認める内容。 |
| 3月30日        | 総務省、「職員が旧姓を使用しやすい職場環境づくりの推進について」事務連絡。 |
| 6月06日        | 「女性活躍加速のための重点方針2017」、マイナンバーカード、旅券、銀行口座への旧姓使用拡大を明記。                                                                                     |
| 7月03日        | 最高裁、裁判所職員の旧姓使用に関する通達。9月1日より可能に。 |
| 7月05日        | 男女共同参画局、全国銀行協会に対し銀行口座等の旧姓使用の協力を要請。 |
| 7月28日        | 特許庁、全職員の旧姓使用に関する通達。9月1日より可能に。 |
| 8月31日        | 国の行政機関における職員旧姓使用に関する各府省庁官房長等申し合わせ。 |
| 2018年01月09日 | ソフトウエア開発会社社長ら男女4人、国際結婚と異なり日本人同士の結婚で夫婦別氏が選択できないのは「法の下の平等」を定めた憲法に反するとして国家賠償提訴。                              |
| 3月14日        | 東京と広島の事実婚のカップル4組が、東京家裁、同立川支部、および広島家裁に別姓の婚姻届の受理を求める審判の申し立て。                                                                  |
| 5月10日        | 東京と広島の事実婚当事者らが、同3か所に、別姓の婚姻届が受理されず法律婚ができないのは違憲だとして、国家賠償提訴。                                                                    |
| 6月14日        | 超党派野党（立憲、国民、無所属の会、共産、自由、社民）、衆議院に選択的夫婦別氏を認める民法改正案を提出。                                                                             |
| 6月18日        | 映画監督と映画プロデューサーの夫婦、国外で別氏で結婚した夫婦であることの確認を求め、東京地裁に国家賠償提訴。                                                                         |
| 6月19日        | 超党派野党（立憲、共産、希望の会（自由・社民）、沖縄の風）、参議院に選択的夫婦別氏を認める民法改正案提出。                                                                           |
| 8月10日        | 東京の再婚・連れ子の弁護士夫妻が、連れ子再婚を想定しない現行法について東京地裁に国家賠償提訴。                                                                                       |
| 2019年03月15日 | 三重県議会、選択的夫婦別氏の法制化を求める意見書を可決。 |
| 3月25日        | ソフトウエア開発会社社長ら男女4人による選択的夫婦別姓を求める訴訟棄却、東京地裁。 |
| 4月01日        | 京都府の弁護士による役員登記に関する審査請求、棄却、京都地方法務局。 |
| 6月03日        | 超党派野党（立憲、共産、社民）、衆議院に同性婚および選択的夫婦別姓を認める民法改正案提出。                                                                                           |
| 6月18日        | 「女性活躍加速のための重点方針2019」国家資格等における旧姓使用拡大を明記。 |
| 6月19日        | 東京都議会「選択的夫婦別姓の法制化を求める請願」可決。国への意見書提出は見送り。 |
| 7月21日        | 参議院選挙で選択的夫婦別氏が争点の一つに。 |
| 9月14日        | 第1次選択的夫婦別姓訴訟の原告、死去。 |
| 9月30日        | 再婚・連れ子の弁護士夫妻による訴訟、棄却、東京地裁。 |
| 10月02日       | 東京と広島の事実婚当事者による訴訟のうち、東京地裁における事実婚当事者3名による訴訟、棄却、東京地裁。                                                                                |
| 10月25日       | 大阪府議会、選択的夫婦別姓制度の法制化に関する意見書、可決。 |
| 11月05日       | 住民票、マイナンバーカードへの旧姓併記開始。 |
| 11月14日       | 東京と広島の事実婚当事者による訴訟のうち、東京地裁立川支部における事実婚当事者6名による訴訟、棄却。                                                                                  |
| 11月19日       | 東京と広島の事実婚当事者による訴訟のうち、広島地裁における訴訟、棄却。 |
| 12月01日       | 運転免許証への旧姓併記開始。 |

#### 2020年代
| 年月日         | 出来事 |
| -------------- | --- |
| 2020年01月22日 | 衆院代表質問で国民民主党代表の玉木雄一郎が選択的夫婦別氏の導入を求めたところ、自民党の女性議員から、それなら結婚しなくていい、との趣旨のヤジが飛び、波紋。                                                          |
| 2月14日        | 選択的夫婦別氏を考える超党派国会議員勉強会に与野党議員約40人が出席。 |
| 2月26日        | ソフトウエア開発会社社長ら男女4人による訴訟、棄却、東京高裁。 |
| 2月27日        | 選択的夫婦別氏を求める超党派集会に野党4党首、公明党副代表出席。 |
| 3月06日        | 自民党女性議員による議連「女性議員飛躍の会」、選択的夫婦別氏に関する勉強会。 |
| 3月23日        | 滋賀県議会、「選択的夫婦別姓制度の法制化を求める意見書」を可決。 |
| 3月25日        | 神奈川県議会、自民党会派提案の選択的夫婦別氏の議論を求める意見書、可決。 |
| 3月26日        | 再婚・連れ子の弁護士夫妻による訴訟、棄却、東京高裁。 |
| 6月19日        | 自民党幹事長代行の稲田朋美が選択的夫婦別氏に理解を示したことをきっかけに、自民党筆頭副幹事長の高鳥修一らは稲田が会長を務める伝統と創造の会から離反し、保守団結の会を発足させた。                                    |
| 7月01日        | 「女性活躍加速のための重点方針2020」で、地方議会における旧姓使用の調査実施を明記。 |
| 9月16日        | 東京と広島の事実婚当事者による訴訟のうち、広島高裁における訴訟、棄却。 |
| 10月08日       | 自民党政調会長の下村博文が、選択的夫婦別氏について「議論していかなければいけない重要なテーマだ」と表明。 |
| 10月09日       | 男女共同参画担当相の橋本聖子が、選択的夫婦別氏導入に向けた議論に取り組む姿勢を表明。 |
| 10月09日       | 公明党の女性委員会（委員長：公明党副代表の古屋範子）が、首相の菅義偉に選択的夫婦別氏導入などの内容を含む提言「真の男女共同参画社会の実現へ すべての女性が安心して希望を持って生きられる社会をめざして」を申し入れ。 |
| 10月20日       | 東京と広島の事実婚当事者による訴訟のうち、東京地裁の事件の控訴審で、東京高裁が控訴を棄却。 |
| 10月23日       | 東京と広島の事実婚当事者による訴訟のうち、東京地裁立川支部の事件の控訴審で、東京高裁が控訴を棄却。 |
| 11月06日       | 首相の菅義偉は、以前に選択的夫婦別氏を推進する立場で議員活動をしていたことを認めつつ、そのように主張してきたことに「責任がある」と述べた。                                                                          |
| 11月11日       | 政府、第5次男女共同参画会議の策定に向けた答申の中で、選択的夫婦別氏に関し「国会の議論の動向を注視しながら検討を進める」と記載。                                                                                     |
| 11月13日       | 男女共同参画担当相の橋本聖子、男女共同参画会議の答申に対し「深刻な少子高齢化を食い止めるために、非常に重要で配慮すべき」と表明。                                                                                    |
| 11月13日       | 自民党の稲田朋美が衆議院法務委員会で、結婚後も旧姓使用を続けられる制度の新設を提案。 |
| 11月24日       | 自民党有志議員、選択的夫婦別氏制導入に向けた「氏の継承と選択的夫婦別氏制度に関する有志勉強会」立ち上げ。 |
| 11月25日       | 自民党の選択的夫婦別氏制反対派議員を中心に「『絆』を紡ぐ会」立ち上げ。 |
| 11月26日       | 自民党の保守系議員による「保守団結の会」、選択的夫婦別氏に関する勉強会。 |
| 11月26日       | 自民党女性活躍推進特別委員会委員長の森雅子ら、選択的夫婦別氏をめぐり「真正面から対応していくこと」を求める提言を首相の菅義偉に提出。                                                                                |
| 12月01日       | 自民党女性活躍推進特別委員会、選択的夫婦別氏制の検討開始。 |
| 12月09日       | 事実婚夫婦による3件の選択的夫婦別氏を求めた家事審判で最高裁大法廷回付、決定。 |
| 2021年01月29日 | 法学者や弁護士ら1022人、選択的夫婦別氏の早期実現を求める共同声明。 |
| 1月30日        | 高市早苗元男女共同参画担当ら反対派国会議員50名、47都道府県議会議長のうち自民党所属の約40名に選択的夫婦別姓制度導入に賛同する意見書を採択しないように求める文書を送付し波紋。                                        |
| 3月17日        | 同性婚訴訟、違憲判断、札幌地裁。 |
| 3月19日        | 滋賀県議会、選択的夫婦別姓を求める意見書、可決。岡山県議会、選択的夫婦別姓反対の意見書、可決。 |
| 3月25日        | 自民党内の選択的夫婦別氏推進派議員による「選択的夫婦別氏制度を早期に実現する議員連盟」が発足。 |
| 3月25日        | 岩手県議会、選択的夫婦別姓を求める意見書、可決。 |
| 4月01日        | 自民党内の選択的夫婦別氏慎重（反対）派議員による「婚姻前の氏の通称使用拡大・周知を促進する議員連盟」が発足。 |
| 4月02日        | 自民党、「氏制度のあり方に関するワーキングチーム（WT）」（座長：石原伸晃）、会合。 |
| 4月21日        | 国外で別氏で結婚した夫婦であることの確認を求める訴訟、請求は棄却するも原告夫婦の婚姻関係を有効とする判決、東京地裁。                                                                                                |
| 6月07日        | 東京都議会、選択的夫婦別姓について議論を求める意見書、可決。 |
| 6月23日        | 事実婚夫婦による4件の選択的夫婦別氏を求めた家事審判のうち3件で特別抗告を棄却、申し立て却下の原審確定、最高裁。 |
| 6月24日        | ソフトウエア開発会社社長ら男女4人による訴訟、上告棄却、最高裁。 |
| 6月25日        | 事実婚夫婦による4件の選択的夫婦別氏を求めた家事審判のうち残る1件、特別抗告、棄却、最高裁。 |
| 6月25日        | 東京の再婚・連れ子の弁護士夫妻による訴訟、上告棄却、最高裁。 |
| 7月02日        | 埼玉県議会、選択的夫婦別姓について議論を求める意見書、可決。 |
| 7月02日        | 北海道議会、選択的夫婦別姓について議論を求める意見書、可決。 |
| 9月29日        | 自民党総裁選挙、選択的夫婦別姓が争点の一つに。 |
| 10月01日       | 特許出願における発明者氏名の旧氏併記が可能に。 |
| 10月08日       | 香川県議会、選択的夫婦別姓について議論を求める意見書、可決。 |
| 10月21日       | 愛知県議会、選択的夫婦別姓について議論を求める意見書、可決。 |
| 10月31日       | 衆議院選挙で選択的夫婦別氏が争点の一つに。 |
| 12月16日       | 自民党「選択的夫婦別氏制度を早期に実現する議員連盟」総会。 |
| 2022年03月22日 | 立川と広島の事実婚の男女7人による訴訟、棄却、最高裁第三小法廷。 |
| 3月24日        | 東京都の事実婚男女による訴訟、棄却、最高裁第一小法廷。 |
| 6月08日        | 超党派野党（立憲、国民、社民、共産、れいわ）、衆議院に選択的夫婦別氏を認める民法改正案を提出。 |
| 7月04日        | 映画監督と映画プロデューサーの夫婦、米国で認められたとされる婚姻の別姓での婚姻届の不受理に対し家事審判申し立て、東京地裁。                                                                                          |
| 8月30日        | 選択的夫婦別姓制度に関する政府の世論調査の質問変更に関する問題、野党が法務省へヒアリング。 |
| 10月27日       | 自民党「選択的夫婦別氏制度を早期に実現する議員連盟」会合。 |
| 2023年03月06日 | 立憲民主党、衆議院に同性婚および選択的夫婦別姓を認める民法改正案を提出。 |
| 3月08日        | 選択的夫婦別姓を求める院内集会、与野党国会議員（公明、立憲、国民、維新、共産、れいわ）が参加。 |
| 3月09日        | 自民党「選択的夫婦別氏制度を早期に実現する議員連盟」総会。党内議論の再開を求める決議。野田聖子元総務相や岩屋毅元防衛相、小渕優子党組織運動本部長ら出席。                                                            |
| 5月14日        | 選択的夫婦別姓に関する超党派国会議員勉強会。自民、立憲民主、共産など8党の国会議員が呼びかけ。 |
| 7月07日        | 岩手県議会、選択的夫婦別姓を求める意見書、可決。 |
| 2024年01月17日 | 日本経済団体連合会（経団連）、選択的夫婦別姓の導入を政府に要望。 |
| 3月08日        | 男女12人、選択的夫婦別姓を求める訴訟提議、東京・札幌地裁。 |
| 3月08日        | 経団連、経済同友会、新経済連盟、全国女性税理士連盟、日本跡取り娘共育協会、選択的夫婦別姓の早期実現を求めるビジネスリーダー有志の会、および一般社団法人「あすには」が、選択的夫婦別姓を求める要望書を政府に提出。    |
| 3月13日        | 選択的夫婦別姓制度の実現を求める集会、与野党議員が参加。 |
| 3月19日        | 香川県内全議会（県議会・市町議会）、法制化や議論の活性化を国に求める意見書を採択。全国初。 |
| 4月01日        | 相続登記において旧姓併記可能に。 |
| 5月09日        | 選択的夫婦別姓に賛成する自民党の議員連盟、総会。経団連と会合。 |
| 6月10日        | 経団連、選択的夫婦別姓を求める提言。 |
| 6月19日        | 「選択的夫婦別姓」の導入に慎重な立場の議員でつくる自民党の議員連盟、会合。 |
| 6月21日        | 選択的夫婦別姓に賛成する自民党の議員連盟、国会内で会合。経団連から提言受け取り。 |
| 6月25日        | 自民党茂木敏充幹事長、選択的夫婦別姓に関する党内の作業チームによる検討再開の方針。 |
| 6月28日        | 経団連、選択的夫婦別姓制度を求める提言書を小泉龍司法相、上川陽子外相、加藤鮎子こども政策相に提出。 |
| 7月03日        | 徳島県議会、選択的夫婦別姓の議論を求める意見書を可決。 |
| 7月04日        | 岩手県議会、選択的夫婦別姓の導入を求める意見書を可決。 |
| 7月10日        | 経団連、選択的夫婦別姓制度を求める提言書を渡海紀三朗(自民党政調会長)に提出。 |
| 7月18日        | 自民党「氏制度のあり方に関する検討ワーキングチーム」（座長：逢沢一郎）会合。 |
| 8月29日        | 自民党「氏制度のあり方に関する検討ワーキングチーム」会合。 |
| 9月27日        | 自民党総裁選で選択的夫婦別姓が争点の一つに。 |
| 10月17日       | 国連女性差別撤廃委員会、日本女性政策対面審査。 |
| 10月27日       | 衆議院選挙で選択的夫婦別姓が争点の一つに。 |
| 10月29日       | 国連女性差別撤廃委員会、日本に対し選択的夫婦別姓の導入を勧告。 |
| 12月06日       | 長野県議会、選択的夫婦別姓導入を求める意見書、可決。 |
| 2025年01月16日 | 映画監督と映画プロデューサーの夫婦による米国で認められたとされる婚姻の別姓での婚姻届の不受理に対する家事審判申し立て、却下。東京地裁。                                                                              |
| 1月28日        | 公明党、選択的夫婦別姓制度導入を推進するプロジェクトチーム、初会合。 |
| 2月12日        | 自民党、「氏制度のあり方に関する検討ワーキングチーム」会合。 |
| 2月26日        | 選択的夫婦別姓を求める院内集会。与野党議員参加。 |
| 3月06日        | 自民党、「氏制度のあり方に関する検討ワーキングチーム」選択的夫婦別姓に関して経団連にヒアリング。 |
| 3月11日        | 自民党、「氏制度のあり方に関する検討ワーキングチーム」会合。 |
| 3月12日        | 選択的夫婦別姓に反対する超党派議員集会。与野党議員参加。 |
| 3月14日        | 自民党、「氏制度のあり方に関する検討ワーキングチーム」会合。 |
| 4月30日        | 立憲民主党、衆議院に選択的夫婦別姓を認める民法改正案提出。 |
| 5月19日        | 日本維新の会、「旧姓の通称使用を拡大する法案」を衆院に提出。 |
| 5月22日        | 自民党、「氏制度のあり方に関する検討ワーキングチーム」会合。 |
| 5月28日        | 国民民主党、衆議院に選択的夫婦別姓を認める民法改正案提出。 |
| 7月20日        | 参議院選挙で選択的夫婦別姓制度が争点。 |

## 訴訟
選択的夫婦別姓制度導入をめぐっては、1989年、2006年に家裁への不服申し立て、2011年に国家賠償訴訟が提議され、訴えは退けられた。2018年1月に戸籍法規定に関する国家賠償訴訟、同年5月に事実婚夫婦による国家賠償訴訟、同年6月に、外国で結婚した日本人別氏夫婦による婚姻を確認する訴訟、同年8月に再婚同士でそれぞれ連れ子のいる夫婦の国家賠償訴訟がおきたが、いずれも最高裁で棄却された。その後、2024年3月に新たに選択的夫婦別姓を求める訴訟が起きている。
また、通称として旧姓を使用する権利を求めた民事裁判として、国立大学教授夫婦別姓通称使用訴訟（1993年東京地裁判決）、女性取締役通称使用訴訟（2001年3月判決）、神奈川元高校男性教諭通称使用訴訟（2013年横浜地裁和解）、女性教諭通称使用訴訟（2016年東京地裁判決）がある。また、他にも旧姓での役員登記に関する審査請求（2019年裁決）がある。

### 選択的夫婦別氏訴訟

#### 1989年家事審判
1989年5月12日、岐阜県各務原市の夫婦が、市が別氏の婚姻届を受理しなかったのは基本的人権の侵害であり違憲だとして、岐阜家庭裁判所に不服申立書を提出。同家裁は同年6月23日、「夫婦の同姓は一体感を高める上で役立ち、第三者に夫婦であることを示すためには必要」として、申立て却下。

#### 2006年家事審判
2006年4月25日、東京家裁は、別姓婚姻届不受理取り消しの申立てに対し「立法政策の問題であることは確定した解釈」だとして却下。

#### 2011年訴訟
2011年（平成23年）2月に、元高校教師らが、民法750条の夫婦同氏規定が憲法13条、14条1項、24条1項及び2項に違反するとして訴えた。
2015年（平成27年）12月16日、最高裁判所大法廷は「名字が改められることでアイデンティティが失われるという見方もあるが、旧姓の通称使用で緩和されており、日本国憲法に違反しない」「我が国に定着した家族の呼称として意義があり、呼称を1つに定めることには合理性が認められる」として、現在の民法規定を合憲とし訴えを棄却。男性裁判官10名が合憲とした一方、女性裁判官の3名全員を含む5名が違憲として反対した。反対意見を出した山浦善樹裁判官は、立法の不作為を理由に国の損害賠償責任も認めた。多数意見は氏の変更で「仕事上の不利益」「アイデンティティーの喪失感」などが生じることは一定程度認めており、裁判長寺田逸郎は補足意見で「人々のつながりが多様化するにつれて、窮屈に受け止める傾向が出てくる」と指摘。選択的夫婦別氏が「合理性がないと断ずるものではない」とするとともに「制度の在り方は、国会で論ぜられ、判断されるべき事柄にほかならない」として立法に委ねた。

#### 2018年1月訴訟
2018年1月9日、ソフトウエア開発会社サイボウズ社長の青野慶久、女性1名、事実婚の男女の計4名が、戸籍法上国際結婚では同氏か別氏かを選べるのに、日本人同士では選べないのは憲法上の「法の下の平等」に反すると提訴。
2019年3月25日、東京地裁は原告の請求を棄却。2020年2月26日、東京高裁が原告の控訴を棄却。2021年6月24日、最高裁が原告の上告を棄却した。

#### 2018年3月家事審判
2018年3月、東京都と広島県の事実婚のカップル4組は、婚姻届の「婚姻後の夫婦の氏」の欄で双方の氏の欄にチェックを記入して役所に提出し不受理となったため、東京家裁、同立川支部、広島家裁の3カ所で、受理を求める家事審判を申し立てた。2019年3月28日、東京家裁と立川支部は申し立てを却下。2020年12月9日、これらのうち3件の特別抗告審のそれぞれについて最高裁大法廷への回付が決定。2021年6月23日、最高裁大法廷は抗告を棄却し、申し立てを却下した原審が確定した。決定は15人の裁判官の内11人の多数意見。4人は違憲判断だった。同月25日、残る1組についても特別抗告を棄却する決定。これに対し、同年7月26日、世田谷区の事実婚夫婦が再審申し立てを行ったが、同年9月17日、最高裁第三小法廷、棄却。
この決定に関連して、2021年10月の最高裁裁判官の国民審査において、この最高裁決定において夫婦別姓を認めない民法の規定を「合憲」とした裁判官の罷免を求める率が他の裁判官よりも高かった、と報道されている。

#### 2018年5月訴訟
2018年5月10日、夫婦別氏の婚姻届が受理されず法律婚ができないのは違憲だとして、前節3月の家事審判原告の一部を含む事実婚当事者が国に損害賠償を求め、同3か所の地裁で提訴。
この訴訟では、同氏を選べば法律婚ができるが、別氏を選ぶとできないのは「信条」によるカップル間の差別であり、憲法14条違反だとして、民法・戸籍法の違憲性を主張。また、法律婚に限定された法益権利・利益（共同親権、相続権、税法上の優遇措置、不妊治療など）が与えられず、夫婦として社会的承認も得られないなど差別がある、両性の実質平等が保たれていないことが憲法第24条、国際人権規約（自由権規約）と女性差別撤廃条約に違反していることも問う、と主張。原告は異なるが、弁護団は2011年訴訟と同じ弁護士が中心となって担当した。
2019年10月2日、東京地裁は請求を棄却。11月14日、立川支部、19日広島地裁も請求棄却。2020年9月16日、広島高裁が広島の事件の原告控訴を棄却、同26日に原告が上告。同年10月20日、東京地裁判決に対する控訴審で東京高裁が控訴を棄却。同23日、同立川支部の事件の控訴審で東京高裁が控訴棄却。いずれの原告も最高裁へ上告。2022年3月22日、これらのうち立川と広島の2事件について、最高裁、棄却。賠償請求の棄却については5名の裁判官の判断が全員一致した一方、夫婦別姓を認めない民法の現規定について5名の裁判官のうち2名が「違憲」判断とした。同月24日、残る東京都の事実婚男女2名の事件についても請求棄却。
最高裁での棄却後、同訴訟弁護団は2023年秋を目途に第3次訴訟を準備中と報道され、2024年3月、第3次訴訟が提議されることになった。

#### 2018年6月訴訟
2018年6月18日、1997年にアメリカ合衆国ニューヨーク市で適法に成立した夫婦別氏婚が日本の戸籍に反映されないのは立法の不備であり憲法24条違反に違反するとして、映画監督の想田和弘と舞踏家で映画プロデューサーの柏木規与子の夫妻が、国を相手取り婚姻関係の確認と慰謝料を求めて東京地方裁判所に提訴。2021年4月21日、東京地裁は請求を棄却した一方で、原告夫婦が別姓のまま婚姻関係にあることについては認める判決。原告は控訴せず判決は確定。2022年6月13日、夫妻は戸籍への記載を求め婚姻届を東京都千代田区役所に提出したが、区は受理しなかった。これに対し夫妻は2022年7月に東京家裁に不服申し立てを行った（「#2022年7月家事審判」を参照）。

#### 2018年8月訴訟
2018年8月10日、東京都文京区の弁護士と女性が、民法750条の夫婦同氏強制は初婚しか想定しておらず、立法府の法改正懈怠により精神的苦痛を受けたとして、国に損害賠償を求める訴訟を東京地裁に起こした。原告夫婦双方に元配偶者との間の子（連れ子）がいるが、現民法は子どもへの影響等を想定しておらず法改正が必要と主張。これに対し、2019年9月30日、東京地裁は、最高裁大法廷判決以後の議論の高まりは認めながらも、憲法違反といえるような事情の変化は認められないとして棄却。同10月11日、東京高裁に控訴。2020年3月26日、同棄却。原告は上告の方針。2021年6月25日、最高裁で上告が棄却され、敗訴が確定。

#### 2022年7月家事審判
2018年6月訴訟原告でもあった映画監督の想田和弘と舞踏家で映画プロデューサーの柏木規与子の夫妻（「#2018年6月訴訟」を参照）は2022年6月に、米国の婚姻証書を添え、戸籍への登録のために必要な婚姻届を改めて同区に提出したものの受理されなかったため、2022年7月4日、別姓での婚姻届の受理を認めるよう求め、東京家庭裁判所に審判を申し立てた。前の裁判において、東京地方裁判所が「結婚は日本でも有効に成立している」と認めた一方「戸籍については家庭裁判所に申し立てるほうが適切だ」としたことを受けたもの。2025年1月16日、東京家庭裁判所は受理を認めず。原告は東京高等裁判所に即時抗告予定と報道されている。

#### 2024年3月訴訟
2024年3月、夫婦別姓を認めない民法や戸籍法の規定は憲法違反だとして、30～60代の男女計12人が、別姓のまま婚姻できる地位の確認や損害賠償を求め、提訴。東京、札幌の両地裁。

### 旧姓通称使用訴訟

#### 国立大学女性教授旧姓通称使用訴訟
1988年、国立大学の女性教授が通称として旧姓を使用する権利を求め、訴訟を起こした。1993年に東京地裁は判決で、通称名も「人が個人として尊重される基礎となる法的保護の対象たる名称として、その個人の人格の象徴となりうる可能性を有する」が、同一性を把握する手段として戸籍名の使用は合理性があり、通称名が国民生活に根づいていない、また大学は業績の公表などで通称使用を配慮しており、違法性はないとして棄却。控訴の後、1998年、東京高裁にて旧姓使用を認める和解が成立した。国は研究報告や論文などで通称使用を認め、2001年には公務員の通称使用が認められた。

#### 女性取締役旧姓通称使用訴訟
2001年3月29日、被告の会社が女性取締役に対し夫が当該会社を退職したことに伴い支障がなくなったことを理由に婚姻氏を名乗ることを命じたのは人格権の違法な侵害だったとして、精神的苦痛に対する慰謝料が認められた。大阪地裁。

#### 男性元高校教諭旧姓通称使用訴訟
2012年4月、男性元高校教諭が教員異動の新聞発表に際して旧姓の通称が認められず、精神的苦痛を被ったとして神奈川県を提訴（横浜地裁）。2013年1月、神奈川県は旧姓使用取扱要綱を改正し、同年6月に和解が成立。

#### 女性教諭旧姓通称使用訴訟
2016年には、結婚後に職場で旧姓の通称使用を認めないのは人格権の侵害だとして、女性教諭が勤務先の学校法人を東京地裁に提訴。東京地裁は同年に「旧姓を戸籍姓と同じように使うことが社会に根付いているとまではいえず、職場で戸籍姓の使用を求めることは違法ではない」として請求を棄却。その後控訴審で高裁より和解勧告が出され、2017年に学校側が、時間割などの文書や日常的な呼び方で旧姓の使用を全面的に認める形で和解が成立。

#### 京都府弁護士役員登記審査請求
2018年に京都府の弁護士が、京都地方法務局に対し、旧姓での役員登記申請を却下したのはプライバシー権の侵害だとして却下処分の取り消しを求めた審査請求で、同局は2019年、却下は適法として請求を棄却。

## 賛否の論点
現況の民法に対し、アイデンティティ喪失、間接差別、改氏の不利益などの理由から、別氏のままの婚姻を選択できる制度の導入が検討され、訴訟も起きている。一方で、親と子が異なる氏となるのは問題とする主張や、旧姓の通称使用拡大で十分との主張などの反対論・消極論がある。

### 議論状況分析
我妻栄は、1961年の著作で、民法750条の夫婦同氏規定には以下の２つの批判があるとした。
- 妻が改氏することが多い一方で改氏しない側が戸籍筆頭者となるのは、夫婦の平等の理想の向上に害がある。
- 知名度が高い場合などの妻の改氏は妻にとっても社会的に不利である。

法務委員会調査室の内田亜也子は、2010年の論考で、選択的夫婦別姓について、戦後個人の価値観が多様化し賛成論が広がってきたとしている。反対論は、
- 夫婦とその未成年の子からなる集団を『家族』とし、その構成員の氏が同一であることが望ましいという考え方に基づいている

と解釈している。一方、賛成論は、
- これからの家族法は、家族を構成する個人相互の関係として規律するべき
- 家族法の個人主義化は行き過ぎだが、現行家族法の公序の組替えが必要
- 個人としての独立性を示すとともに、家族の一体性をも示したいという要請にも配慮する形で導入すればよい

の3つに分けられる、としている。
社会学者の阪井裕一郎は2011年の論考で、「同姓原則論者」の中にも男女平等の観点から創姓や複合姓を提唱する論者やフェミニストもいる一方、「家名の継承」等の理由から「選択的夫婦別姓法制化」を求める保守層もおり、選択的夫婦別姓をめぐる論争は、「同姓＝家族主義、保守」/「選択的夫婦別姓＝個人主義、リベラル」のような二項対立ではない、としている。その上で阪井は、議論は
- 夫婦同姓原則論（複合姓論、創姓論の導入を主張しつつ法制化に反対する論を含む）
- 選択的夫婦別姓法制化賛成論（家名の継承などの理由による賛成も含む一般的な賛成論）
- 法律婚批判、戸籍制度廃止（届からの自由を求める論。法制化には反対）
- 選択的夫婦別姓法制化賛成、戸籍制度廃止（届からの自由への次善策としての賛成論）

に類型化できる、としている。

### 各論

#### 人権・多様性
|                                                    | 選択的夫婦別姓への積極・賛成論 | 消極・反対論 |
| -------------------------------------------------- | --- | --- |
| 個人の尊重・人格権・自己決定権・アイデンティティー | 日本学術会議は、夫婦同氏の強制は人格権の侵害であり、個人の尊厳の尊重と婚姻関係における男女平等を実現するために選択的夫婦別氏制度を導入すべき、としている。日本学術会議や水野紀子（法学者）は、同氏強要は個人の尊厳・両性の平等を定める憲法第14条、憲法第24条に抵触する、と主張。日本弁護士連合会は、一方の氏の変更を強要する夫婦同氏制は、憲法第13条で保証された人格権を尊重していないと主張。2011年訴訟の原告団も、婚姻に当たりの氏変更を強制する民法750条は、憲法13条が保障する人格権のうちの氏名権を侵害する、と主張した。日本学術会議や二宮周平（法学者）は、民法2条の解釈基準と矛盾をきたす、としている。 佐々木くみ（東北学院大学・法学者）は、民法750条における婚姻時の氏の変更という要件は、憲法第13条の人格権としての「氏の変更を強制されない自由」と憲法第24条で保障される「婚姻の自由」の双方の自由を同時に満たすことができず、十分な合理性も認められず憲法第24条に違反する、としている。 宮内義彦（オリックス元会長・社長・グループCEO）らは、現制度のように法律婚が強制力を持つ社会は窮屈で非寛容である、と主張している。 吉田晋（朝日新聞記者）は、利便性や不利益のみにではなく、姓を人格の象徴と考える人たちの「個人の尊厳」が問われている、としている。 山田昌弘（社会学者）は選択肢が広がることはよいと主張。また、反対論は感情論に過ぎないと批判した。 福岡県弁護士会は、「選択制」であるから、別氏にすると家庭が崩壊すると思う人は同氏を選択すればよいとしている。 朝日新聞は社説で、選択的夫婦別姓反対を叫ぶ人たちには、他人への寛容さが欠けている。それは、自分なりの生き方を選ぶ少数者に対する差別や偏見にさえつながりかねない、と主張している。 林美子（ジャーナリスト）は、個人の尊厳やアイデンティティーは大切であり、違う立場や考え方や感じ方の人を認めようとしないのは全体主義への下り坂だ、と反対論者を批判している。 青野慶久（ソフトウエア開発会社サイボウズ社長）は、現状の通称使用では人格が分離したような感覚を受け、精神的苦痛が大きいとしている。 松浦千誉（拓殖大学教授）は、1976年に、「夫や妻という個人が全面に出てきた時、（選択的）夫婦別姓は当然のこととして受けれられるだろう」「現在を女にとって独立の人格の権利・義務の過渡期としてとらえる時、別姓でも同姓でも選べる道を開いておく制度が望ましい」と述べている。 山田卓生（法学者）は、1984年に、「氏不変の原則と自己決定権から『別姓を原則として改姓したいものは改姓してもよい』とする方がよりスッキリする」と述べている。 立石直子（法学者）は、1960年代、1970年代の民法改正を通じて導入された婚氏続称制度、縁氏続称制度と比較したとき、婚氏ならば制限なく、離婚や離縁において縁氏ならば7年以上の実績によりその続称が保障されるのに対し、婚姻前の氏については、少なくとも16年以上の使用実績があるにもかかわらず制度保障がないことは整合性を欠く、としている。 | 稲田朋美（政治家）は、選択的夫婦別姓に反対していた2010年の時点では、選択的夫婦別氏運動は一部の革新的左翼運動等に利用されていると主張。一部の法案における子の姓の選択が婚姻届提出時であることについて、年齢や健康上の事情により子が授からない場合に選択させることは人権侵害、と主張。また、改氏する者の不利益は改善されず、別氏の間接強制になりえる、とも主張していた。ただし、2018年に「通称使用で2つも姓を用いるのは混乱を招く」「高齢者同士の結婚も多い」とし立場を転じている。 宮崎哲弥（評論家）は、1996年の著書において、夫婦同姓の強制は人格権侵害というが、親の姓の使用強制や親による子の命名も同様に人格権の侵害に当たるはず、と主張し、人格権を根拠にするならば姓氏全廃を主張しないとおかしい、と主張している。 |
| 多様性・多様な価値観                               | 日本学術会議は日本社会は1980年代後半以降、国際的な男女平等の潮流と女性の経済的自立の傾向から、家族観、婚姻観、男女の生き方や役割観に変化があり、社会における男女の働き方、家族形態は多様化し、夫婦同氏制を支える立法事実は変化している、としている。 出口治明（ライフネット生命保険会長兼CEO）らは、多様な価値観を認めることが現代の日本では求められている、としている。 宮崎裕子（最高裁判所判事）は、最高裁判所判事として初めて結婚前の旧姓を使い始めたことについて「選択的夫婦別姓なら全く問題ない。価値観が多様化する中、可能な限り選択肢を用意することが非常に重要」としている。 佐藤莉乃（公益財団法人せんだい男女共同参画財団）は多様な家族の形を尊重すべきと主張。 日本経済新聞は、別姓強制ではなく希望する人には認めようとするもので、多様性を認める発想こそ社会に必要と主張。 青野慶久は、氏名制度はもっと多様化していくべき、としている。 | |
| プライバシー論                                     | 井戸田博史は、婚姻により強制的に氏を変更させられ新たな氏を世間に公表させられることはプライバシー侵害と主張。 ジョン・C.マーハ（地域研究学者）は、夫婦同姓は強制的に婚姻状態の公表につながり女性のプライバシー権が侵害され人権問題にもなる、としている。 西日本新聞は、他人へ離婚や再婚を宣言することを忌避し事実婚を選択した例を紹介。 2018年1月に選択的夫婦別姓を認めない戸籍法を国に訴えた裁判で原告は、夫婦別氏の選択を認めない現行法はプライバシー権を侵害している、と主張。 | |
| 平等・差別論                                       | 民法の規定は、夫又は妻の氏のいずれを称するかを夫婦の選択にゆだねているものの、実際には妻の側が改氏する割合が2014年の厚生労働省の調査で全体の96.1%といわれており、日本学術会議などは、女性の間接差別に当たり男女平等に反すると主張している。林陽子（国連女子差別撤廃委員会委員長）も、夫婦の98%（2015年の報道では96%）において女性が改姓することは、女性の間接差別にあたる、と主張している。 選択的夫婦別姓を求める2018年5月訴訟において原告は、夫婦同姓を望むか、別姓を望むかは、個人の生き方に関するものであり、「信条」によって差別的取り扱いをすることは、法の下の平等を定めた憲法14条1項に違反する、と主張している。さらに、2016年には約96%の夫婦において、妻が改姓しており、夫婦間の「実質的な平等」は保たれていない。これは、憲法24条に定めた「婚姻の自由」に違反する、とも主張している。 村上春樹（作家）は、「結婚したからどちらかが姓を変えなくちゃならないというのは、憲法に保障された男女同権とあきらかに矛盾することです。そんなの不公平」と述べている。 二宮周平（法学者）は、国際結婚では現在の制度でも夫婦別姓が可能であるが、日本国民同士の婚姻で夫婦別姓が認められないのは不公平と主張。 日本学術会議は、国民の意識が変化しつつあり、別氏が選択でないため事実婚で我慢せざるを得ず婚姻の自由が侵害されている人たちにも平等に婚姻の権利を与える必要がある、と主張している。 大塚玲子（ジャーナリスト）は、離婚時に離婚前の姓と旧姓を選べるのに、結婚時に旧姓を選べないのはおかしい、とする。 土堤内昭雄（日本フィランソロピー協会シニアフェロー）は、結婚観が多様な現代において同姓規定が問われるようになっているとし、氏にアイデンティティを感じている人同士で一方が改姓しなければならない場合は、人権侵害にあたる可能性があるとしている。 國重徹（政治家・弁護士）は、男女で同じ名前をつけることも増えており、現制度では同姓同名を避けられない場合がありうるため不合理としている。 久保利英明（弁護士）は「（選択的夫婦）別姓がだめなら、仮に亀井静香という人がいて、荒川静香という人と結婚したらどうする」と述べている。 木村草太は、この問題は、「女性」というマイノリティの問題と女性の中の「働く女性」というマイノリティの問題の重なった複合差別だとしている。 | 秦郁彦（現代史家）は、夫婦の96.1%が夫の姓を選んでいることについて、この数字には養子による改姓が除外されており、もし改姓したくない女性が相手に改姓をお願いすれば受け入れる男性も多いのではないか、と主張している。 佐々木俊尚（ジャーナリスト）は、反対派は、選択的夫婦別姓が導入されると同姓を選択した夫婦への批判の危惧や、「リベラル」への嫌悪から反対しているのではないか、と推測している。 |

#### 社会システム・コスト
|                                        | 選択的夫婦別姓への積極・賛成論 | 消極・反対論 |
| -------------------------------------- | --- | --- |
| 社会的損失・経済的損失・コスト・利便性 | 江上敏哲（情報学者）らは、職業上、氏の変更が業績の連続性や信用、キャリアにとって損害となる場合もある、と主張している。 井戸田博史（法史学者）は、現在の制度において、長年月社会生活を行ってきた者が姓を変えることは、多大の社会的損失ならびに個人的損失をもたらす、とする。氏の変更の際の様々な手続きは面倒でコストがかかる（朝日新聞）、などの指摘もある。 三浦義隆（弁護士）は、姓は変わらない方が便利とする。 宮内義彦（オリックス シニア・チェアマン）は、社会で活躍している女性などが結婚によって姓を変更するときに周囲に与える混乱を指摘する。 奥野正寛（経済学者）は、結婚しても旧姓を選択できれば、女性の国際的な活躍の場を広げられるとする。 旧姓を用いていた期間は晩婚化によって以前よりも長く、共働き家庭も増えており、損失はより大きくなっている。1997年にはすでに、共働き世帯の数が専業主婦世帯の数よりも多くなっており、2014年時点では共働き世帯が1077万世帯、男性雇用者と専業主婦からなる世帯は720万世帯、と共働き世帯が大幅に専業主婦世帯を上回っている。 青野慶久（ソフトウエア開発会社社長）は、ビジネスにおいて名前はブランドであり、変えると経済的にも損失と述べている。 安里睦子（ナンポー代表取締役社長）は、制度を変えない限り「女性で役員や経営者になる人ほど、ビジネスの場で壁にぶつかる」としている。 小川淳子（ゴルフライター）は、プロアスリートにとっても、改姓のデメリットがあるとしている。 八幡彩子（熊本大教授・教育学）は、名刺、戸籍名だけでは結婚前と同一人物の論文だと理解してもらえず、使い分けは煩雑、と述べる。 岩田規久男（経済学者）は、夫婦別氏を選択できるようになることによって、ほかの人が不利益をこうむることはない、と主張している。 牟田和恵（大阪大学）は、現実の不便や苦労を感じなくても良い人々が反対するのはおかしい、と主張している。 山口一男（社会学者・シカゴ大学教授）は、選択的夫婦別姓制度の導入はパレート改善的であり、自由主義的社会制度設計の基本概念にかかわるもので、自由至上主義者、社会民主主義者などの立場に関係なく支持できるとしている。 串田誠一（政治家）は、「夫婦が同姓同名だった場合、不動産登記簿謄本はどうなるのか。強制執行したときに、夫のものだと思ったら妻のものだったということもあり、家庭内の問題ではなく、社会的な混乱」と主張した。 黒岩幸子（岩手県立大教授・外国語教育学者）は、女性の自立や男女平等といったことではなく、人生の途中で姓が変わるのは不便であり、単に選択的夫婦別姓の方が合理的、としている。 そのほか、改姓する際にさまざまな手続きを行う必要があり、これが負担であるとの指摘がある。改姓する際のコストについて、必要な手続きだけでも100以上にのぼる例や、改姓手続きで投資や経営する会社の取引が滞った例などが報道されている。山本淑子（ライター）は、このようなコストが改姓する側のみに負担がかかることについてはそれを不平等だと指摘している。 | 八木秀次（日本教育再生機構理事長・新しい歴史教科書をつくる会元会長）は、職業上の不便も各業界や組織・団体、あるいは個別法規の改正で足り、民法改正の必要性とするには足りない、と主張している。 小谷野敦は、導入には反対し、簡易に氏名変更できるようにする方が先決、としている。 倉本圭造（経営コンサルタント）は、「別立ての制度」を通して当事者の「具体的な困りごと」を解消することが重要だと主張している。 |
| 少子化問題                             | 山田昌弘（社会学者）は、家名存続のために選択的夫婦別姓を求める声も多いことからもわかるように、夫婦同姓強制は婚姻の障害になっており、少子化の一因となっていると指摘している。 板本洋子（全国地域結婚支援センター代表）は、婚姻率が下がっていることが少子化の大きな原因であり、選択的夫婦別姓を認めることは婚姻率を高める可能性が高く、少子化対策として非常に有効な施策と考えられ、特に農村などでは特に跡取り男女の未婚者も多く夫婦同姓の規定は結婚の障害となっている、とする。 小笠原泰（明治大学教授）、渡辺智之（一橋大学教授）は、出生率を改善するには、選択的夫婦別姓制度すら認めないような家族観は抜本的に見直す必要があると主張している。 冷泉彰彦（作家）は、制度導入が必要な理由の一つとして、「『嫁入りして家長の姓に合わせる』という価値観が男尊女卑につながり、結果として家事や育児の共同分担が遅れ、非婚少子化を招いている」ことを挙げている。 夏野剛（ドワンゴ代表取締役社長）は、選択的夫婦別姓を実現したり、子育てのセーフティネットを手厚くすることで出生率の2が見えてくる、と主張している。 勝間和代（評論家・株式会社監査と分析取締役）は、少子化を食い止めるには、選択的夫婦別氏を含む少子化対策や男女共同参画社会の推進に役たちそうなものはすべて実施すべきと主張。 | 松田茂樹（中京大学教授）は、同姓・別姓問題は婚姻数の増減・少子化解消に対し中立的だと主張している。 |

#### 旧姓通称使用・旧姓併記
|                      | 選択的夫婦別姓への積極・賛成論 | 消極・反対論 |
| -------------------- | --- | --- |
| 旧姓併記について     | 旧姓併記について、たとえ旧姓を併記できたとしても、婚姻により強制的に氏を変更させられ新たな氏を世間に公表させられることはプライバシー侵害である、アイデンティティの問題は解決されない、等の主張がある。また、選択的夫婦別姓の法制化がなされれば不要な、旧姓通称使用のための旧姓併記などを住民票等で可能とするシステム改修費用も莫大、との指摘もある。 また、住民票やマイナンバーカードなどへの旧姓併記後も、旧姓で口座開設や契約ができる範囲は一部にとどまる、と報道されている。マイナンバーカードについては、旧姓を併記しているとワクチン接種の電子証明が発行できない等のトラブルが当初報道された。現行法規制との整合性がネックになるなど、政府による民間への協力要請にも限界があるとの指摘もある。役員登記における旧姓併記は中途半端で、より一層不便であるとの主張もある。日本国旅券に旧姓を表示した場合でも、この処置は「国際規格に準拠しない例外的な処置」でありICチップには旧姓名は入らず、旧姓でビザ（査証）をとることは困難であり、海外での仕事や生活に支障が及ぶことが多いとの指摘がある。 さらに、外務省は2019年にパスポートへの旧姓併記が複数の姓を公証しているように見えるため詐欺行為等の犯罪に利用する者が現れる可能性を指摘している。複数の旧姓を持つ場合に、現行の旧姓併記はパスポートと住民登録などで異なる旧姓を用いることができるといったことから、金融等におけるリスクの指摘もあるとされる。 | |
| 旧姓通称使用について | 通称の使用は二つの名前の管理が必要であり企業の負担が大きい、旧姓の通称使用は、二重の姓を使い分けるのは不便 、戸籍上の姓と職場での姓が違うために混乱が生じる、などの指摘もある。また、旧姓の通称使用に関してはマネーロンダリングなどの悪用の懸念もあるとの指摘もある。世界的に名前を2つ持つ、という国はなく、国際的には通用しない、との指摘もある。 また、姓が2つある生活はアイデンティティが2つに分裂するような感覚がある、といった意見も見られる。旧姓を通称使用したとしても、法律上ではなく通称というものは本人にとって嬉しいものではない、通称使用によって夫婦同姓を規定する民法による不利益が緩和される、といった意見があるが、そのようなことはない、といった主張がある。改姓を原因とするうつ症状で通院したなどの例も報道されている。 朝日新聞は、社説において、旧姓通称使用は中途半端で限界があり、住民票などのシステム改修だけで自治体に176億円の補助を行うのは税金の無駄遣いとして、選択的夫婦別氏導入を主張している。 青野慶久（ソフトウエア開発会社社長）は、「旧姓との使い分けに日々無駄なコストを払うのは社会全体にとっても非効率。法的根拠を与えればそれだけで済む」と主張 、「マイナンバーカード等に旧姓を併記できるようにする」ためのシステム改修に100億円の予算を取るという総務省発表について、戸籍法上の不備があるために、国民が税金として納付した公金を100億円も支出せざるを得なくなった事態は国家的損失としか表現できない、と国家にも不利益とする。また「サイボウズ社の契約を結ぶ時、必ず法務部に確認をして、通称名である「青野」か、婚姻の姓で署名すべきか区別した上で、契約書作成をする必要がある。このタイムラグが迅速な経済活動が求められる株式会社において大きなロス」とする。 また青野は、「ビジネスの世界で一分一秒の短縮をしているのに、二重の姓の手間はかなりのストレス」で、株の名義が戸籍姓で公表されるため、投資家からは社長が自社株を保有していないと誤解されることもあったとしている。 稲田朋美（政治家）は、2018年に、「通称使用で2つの姓を用いるのは混乱を招く」と主張。 冷泉彰彦（作家）は、パスポートの旧姓併記について、トラブルがおきないように運用するのは困難であり、選択的夫婦別姓を導入するのが現実的、と指摘している。 関口礼子（元図書館情報大学教授・旧姓通称使用訴訟原告）は、旧姓通称使用について「根本的に、女性を一人の人間として認めるというものではない。中途半端な修正でお茶を濁すというものでしかない」とし、「これでは、優秀な女性たちが海外に出てしまうか、結婚しようとしないかで、日本の将来にかかわってくるのが目にみえている」とする。 森沢恭子（政治家）は、旧姓では場合によっては選挙の立候補ができないなどハードルがある、としている。 鬼丸かおる（元最高裁判事）は、通称はあくまで通称であって本当の名前ではなく、また、通称を認めるということは公的制度を利用する度に複雑な手続きが要求される、としている。 日本弁護士連合会は、通称使用の不便を解消する方法として、戸籍に通称を記載し運転免許証や日本国旅券等にも通称を使用できるようにする、徹底した通称使用制度も観念上は考えられなくはないが、選択的夫婦別姓制度による解決が合理的、としている。 | 日本会議は、旧姓使用拡大で不利益は解消できる、と主張している。 山谷えり子は旧姓の通称使用拡大で十分と主張している。 |

#### 歴史・伝統論
舘幸嗣や榊原富士子らは、夫婦同氏の歴史は100年余、としている。井戸田博史は、女性が婚姻後も生家の氏姓を保つ慣行は武士法を通して古来より明治の前半期まで伝えられてきた、としている。これらに対し、坂田聡は、現行法の「氏」は前近代の「苗字」に相当すると主張し、夫婦同氏の伝統は5、600年と主張している。熊谷開作は現行法の改正論には歴史の検討が不可欠と主張している（1970年）一方、大藤修は、現行法の改正論と歴史は切り離して議論すべきと主張している（2012年）。
|            | 選択的夫婦別姓への積極・賛成論 | 消極・反対論 |
| ---------- | --- | --- |
| 歴史・伝統 | 日本学術会議は、夫婦同氏は日本の伝統文化ではなく、明治民法で家制度が確立した結果生じたもの、としている。 千田有紀（武蔵大教授・現代社会論）は、「明治以降の夫婦同姓が家族本来のかたち、という考え自体が『日本の伝統』と呼べるのかは疑問」だとし、「（選択的夫婦）別姓を認めると家族の一体感が損なわれる」という反対論に根拠はないとしている。 出口治明（ライフネット生命保険会長兼CEO）は、妻問婚であった平安時代などを想起すれば日本も夫婦別姓の国だった、とした上で、経済協力開発機構（OECD）に加盟している世界の先進国で法律婚の条件に同姓を強要している国が日本のみ、と指摘している。 野田聖子（政治家）は、夫婦同姓の歴史は明治時代以降のものであり、郵便局の歴史と同じ、とし、その郵便局も民営化という改革がなされたのに、明治時代の役人が決めた夫婦同姓を日本の伝統だと言い続ける保守の政治家には違和感を覚える、としている。 山田昌弘（社会学者）は、（中国や韓国と同じく）夫婦別姓が日本の伝統で、現在の夫婦同姓制度は、明治政府が西洋化政策の一環として法律で強制したものとし、多様性を認めるべきと主張。 吉田信一（法学者）はたとえ僅か100年程度の歴史しかない夫婦同氏を日本の伝統と仮に認めたとしても、「伝統の強制」はするべきではない、と主張している。 田中優子（法政大学総長）は江戸時代の武家は夫婦別姓だったので同姓の選択肢はなく、今は別姓の選択肢がないが、選択肢がある方がよいと主張している。 山口一男（社会学者・シカゴ大学教授）は、「夫婦同姓（同氏）」が法制化したのは、改正民法が公布された明治31年以降であり、これは当時のドイツ（ドイツ帝国）をモデルにしたものと考えられており日本の伝統とは言えない。また、女性の職業人が大多数となった現代には、何が伝統であろうと個人の選好を尊重しない制度の継続は全く合理的でない、としている。 佐藤優（元外務省主任分析官）は、江戸時代の日本人の大半は苗字をもっておらず、現制度はここ百数十年の話、としている。 | 産経新聞は、「同姓がもたらす家族の一体感」は、日本の伝統・文化、と主張している。 小谷野敦は、近世の「夫婦別姓」は男尊女卑思想の現れだと主張し、守るべき伝統ではないと主張している。 |

#### 家族制度
|            | 選択的夫婦別姓への積極・賛成論 | 消極・反対論 |
| ---------- | --- | --- |
| 家名・祭祀 | 日本農業新聞は、例えば長男長女が結婚した場合、選択的夫婦別姓制度導入により双方の墓を守る選択肢が従来より増える可能性もあると指摘している。 祭祀の主宰やお墓の継承は別姓でも可能である。「○○家の墓」は普遍的なものではないし、「○○家の墓」には「○○」以外の氏の人の遺骨を納めてはいけないという規制はない。また、少子化のため、一人っ子同士の結婚が増えており、選択的夫婦別姓問題に関係なく、自由な方法が工夫されつつある（日本弁護士連合会）。 「実家の名前を継承したい姉妹の会」は、氏の継承問題の解決のために選択的夫婦別氏導入を求めている。 | |
| 戸籍制度   | 橋下徹（政治家・弁護士）は、現在の戸籍制度は廃止あるいは、完全個人戸籍とするべき、とし、マイナンバー制度などを用いれば、しっかりした制度を構築することが可能、としている。あるいはその次善策として、現戸籍制度を維持しつつ、夫婦別姓（氏）にしたときだけ個人単独戸籍とすることも可能、としている。反対派が「戸籍に一緒に入ることで家族の一体性が確保できる」と主張するのであれば、外国人にも適用するよう主張するべきで、反対派は論理が破綻している、としている。 木村草太（法学者）は、「現在の戸籍は、『夫婦同一戸籍原則』と、『同一戸籍同氏原則』の2原則に基づき編さんされているが、外国人にはこれが適用されていないことからもわかるように、法律婚の効果を享受するための必須な原則ではない。日本人同士の婚姻でも、夫婦別々に単独戸籍を作ることは容易なはず。」としている。 松田澄子（山形県立米沢女子短期大学）は、日本が戸籍制度を輸出した台湾や韓国では現在別姓となっており、選択的夫婦別姓制度は導入可能だとし、別姓を選んだ夫婦別々の戸籍を作ればよいと主張している。また、松田は、完全夫婦別姓論者の代表として佐藤文明をあげ、夫婦別姓を求めるのであれば、戸籍制度を廃止して個人の身分登録制とし、「家」ごとの登録を崩すことで、女性だけではなく在日外国人や非嫡出子も含めた社会的弱者への差別の根源をなくすべきという主張を紹介している。 小島慶子（エッセイスト）は、現在の戸籍制度は、非婚化が進みパートナーシップや生き方が多様化した今の日本ではもう無理があるのでは、と述べている。 新見正則（医学者）は、選択的夫婦別氏をあえて否定する理由はない、個人番号があれば姓に関係なく個人の特定が可能であるため、「結婚したら全く新しい姓を名乗るようなシステム」でも良いと述べている。 大藪順子（フォトジャーナリスト、元全米性暴力調査センター名誉役員）も、マイナンバー制度に全ての人が登録されることで戸籍制度は必要なくなり、選択的夫婦別姓制度を導入する好機、と主張している。 | 秦郁彦（現代史家）は、戸籍制度を持たない国と夫婦の姓に関する仕組みを比較することはできない、と主張している。 久武綾子（歴史学者）は1989年の論考において、日本の氏は戸籍と密接な関係にあるため、簡単に選択的夫婦別氏は導入できないし、夫婦同姓も別姓も文化であり、国によって違いがあってもよいし、十分な議論がなされておらず時期尚早、と主張していた。 |

#### 家族のあり方
法務委員会調査室の内田亜也子は、選択的夫婦別姓に対する賛成論と反対論は、伝統的家族モデルの維持に関する議論において大きく対立している、とする。
|                | 選択的夫婦別姓への積極・賛成論 | 消極・反対論 |
| -------------- | --- | --- |
| 家族観         | 多くの選択的夫婦別姓制度賛成論において、日本の「家族の一体感が損なわれるなどを理由とした」反対論は、時代遅れ、との主張が見られる。 山口一男（社会学者・シカゴ大学教授）は、反対論で見られる「選択的別姓が家族を崩壊させる」という主張について、理論的にも離婚率への影響もなく、選択的夫婦別氏制度を導入した国で離婚率が上がったという実証例もないとしている。 琉球新報は社説において、家族の絆が壊れるとの指摘に根拠はなく、事実婚の家族に一体感がないと決めつけるのは失礼と主張。 井戸田博史（歴史学者）は、現在の制度では夫の氏を婚氏とする（夫婦同姓の98%）ことは、夫の「家」に入ることになり、「嫁」と意識されることに結びつき、結婚する女性にとっては、姓の変更が男性への従属を意味するように感じられる、と主張している。 奈良新聞のコラム「国原譜」では、結婚によって女性が夫の「家」に入るという意識は今も根強いが、負の側面がある、としている。 青野慶久（サイボウズ代表取締役社長）は、選択的夫婦別姓が導入されれば、固定したまま長く続いてきてしまった「男女の役割分担観」や「日本の家庭こうあるべき」みたいなのが、いろいろあるようになってよい、と述べる。 師岡カリーマ・エルサムニー（文筆家）は、「日本の強制的な同姓制度で無理やり繋ぎ止められた家族が幸せとは思えない」として、家族の絆を重視するならば導入を検討するべきだ、としている。 夫婦同姓制度とは家父長制度、父権制であり、あるいはそれに準じる意識がDVの原因となっているとの指摘がある(R.E. Dobash,K. Yllo,,松島京)。 水無田気流（社会学者）は、選択的夫婦別姓は、同姓を選択したい夫婦はこれまで通り同姓を選択し得る以上、「家族を壊す」との批判には当たらない、と主張している。選択的夫婦別姓が導入されても恐らく多数派は選択しないと考えられるが、切実に必要とする人たちがいることは事実であり、「他人の生き方」まで拘束したいという意見はおかしいのではないか、形骸化した「理念としての家族像」ではなく生きた現実の家族生活を見るべき、と述べている。 榊原富士子（弁護士）によれば、反対論に民法750条の立法目的が「家族の一体感の醸成」であったなどという主張が見られることがあるが、東京地方裁判所は平成25年の判決において、そのような主張は明確に退け、立法時の資料に忠実に同姓を強制する制度が「婚姻制度に必要不可欠のものであるとも、婚姻の本質に起因するものであるとも説明されていない」と認定している。 稲田朋美（政治家）は、2018年に「高齢者同士の結婚も多い」ことを選択的夫婦別姓を求める理由の一つに挙げている。 橋下徹（政治家・弁護士）は2010年の大阪府議会において、選択的夫婦別姓への反対論として挙げられる「家族のきずな」について、自身も母親と姓が異なるが子どもの立場で悪影響を受けたこともなく、姓と家族のきずなというものを簡単に同一視することは危険だと批判している。 | 内田亜也子（法務委員会調査室）は、「選択的夫婦別姓は伝統的な家族モデル、親族間関係、家系、慣習（墓、介護問題等）を崩壊させる」といった反対意見がある、としている。 百地章（日本会議理事）は、国際規約（10条1項）で国による家族保護が定められている、と主張し、選択的夫婦別姓制度がそれに逆行する、と主張している。また、百地は、現在の夫婦同姓制は「家族を保護」しようとした憲法の精神にふさわしい、などとも主張している。また、百地は、夫婦別姓を導入すると容易に家系をたどれなくなり、「祖先を敬うという日本人の道徳観に悪影響を与える可能性」もある、とも主張している。 八木秀次（日本教育再生機構理事長・新しい歴史教科書をつくる会元会長）は、選択的夫婦別氏を認めると姓は家族の呼称とは呼べなくなり同姓家族にも影響が及ぶため、一国の制度のあり方として国民全員が議論するべき、と主張。 日本会議は、「夫婦同姓制度は『家族』を表すファミリーネームとしての意義がある」と主張し、夫婦同姓・親子同姓の原則を維持すべき」と主張。 高橋史朗（親学推進協会会長・日本会議政策委員）は、選択的夫婦別氏が家族の絆を崩壊させるとして反対。 神道政治連盟のメディア神政連Web Newsによれば、森隆夫（教育学者・親学推進協会特別委員）は、夫婦が別姓になれば、家族のきずなが弱まる、親と異なる姓がトラウマを招く、親子別姓がいじめに発展する、孤独感が増す危険性がある、と主張している。 加藤彰彦（明治大学教授）は、「正論」誌上で、選択的夫婦別姓制度は、親族関係を調整する慣習法の破壊であり、祖父母という子育ての重要なサポート源を失わせ、出生率を低下させる可能性が高い、などと主張している。 選択的夫婦別姓に反対する日本政策研究センターの機関誌「明日への選択」によれば、石原輝（弁護士）は、反対する理由として、最小単位の社会集団は夫婦であるべき、と主張している（1995年）。 清湖口敏（産経新聞記者）は、姓に固執して結婚をあきらめる女性（または男性）がいるとしたら、その程度のもので「別れたらよい」などとしている。 宗教法人の新生佛教教団を母体とする宗教紙の日本時事評論は、選択的夫婦別姓は「離婚奨励」「結婚制度否定」だと主張し、「家族崩壊」につながり「薬物依存症」を増やし犯罪も誘発し社会荒廃を招く、などと主張している。 |
| 子に関する議論 | 木村草太（憲法学者）は、民法の同姓規定が、別姓希望カップルやその子どもを法律婚から排除し、家族の一体感にも子どもの利益にもマイナスの影響を与えている、としている。 山口一男（社会学者・シカゴ大学教授）は、反対論でよく見られる「両親が別姓だと子どもがいじめにあう」といった意見について、そのようないじめは「他者の自由への不寛容による心理コスト」が原因であり、そのために同姓を強制するのは本末転倒であり、禁止するべきなのはいじめや差別行為の方だと指摘している。 本田和子（児童学者）は、子供への悪影響は不寛容な社会の風潮が原因であり、意識革命によって画一志向を払拭すべきだと主張している。 内田亜也子（法務委員会調査室）は、選択的夫婦別氏制が法制度化され社会に周知されれば偏見に基づく「いじめ」等もなくなるとの意見がある、としている。 大塚玲子（ジャーナリスト）は、実際に事実婚夫婦の子供にインタビューを行い、その家族は仲が良かったこと、（反対論でよく言われるような）子供がかわいそう、といったことはなかったこと、子供としても選択的夫婦別姓の早期導入を望んでいることを紹介した上で、社会全体が「多様な価値観」を認めるようになれば楽になる人や、力を発揮できる人が増えていく、としている。 | 秦郁彦（現代史家）は、選択的夫婦別姓の問題は親子別姓となる点であり、子の姓を決める名案が存在せず、しわ寄せは子どもにいく、と主張している。 阿比留瑠比（産経新聞記者）は、選択的夫婦別姓では、別姓を選択した夫婦に子供が生まれた場合、子供は必ず片方の親と別姓になり、夫婦のあり方や親の自由だけの問題ではなく子供の人権にも影響を及ぼす、と主張している。 八木秀次（日本教育再生機構理事長・新しい歴史教科書をつくる会元会長）は、選択的夫婦別姓制度の導入により、夫婦の間に生まれた子供の姓（氏）を夫と妻のどちらの姓にするのか、どの時点で決めるのか、複数生まれた場合はどうするのか、などの問題が生じてくる、と主張している。 百地章（日本会議理事）は、選択的夫婦別氏制度導入については、親子別姓をもたらし、「親子の一体感の希薄化や子供の不安感などが生じ、成育に支障を来す」と家族の崩壊につながる、と主張している。 山口意友（玉川大学教授）は、2007年の著書で、選択的夫婦別姓においては、夫婦間で子供を自身の姓にしたいとの争いが起きるなどと主張している。山口は、子供に成年後自ら改姓する選択権を与えるとしたとしてもその選択をさせるのは残酷、などと主張している。 |
| 事実婚について | 事実婚は法律上の婚姻ではないため、入院時などの家族関係の証明、海外赴任時の配偶者ビザの問題、など日常生活上の問題、相続法・税法上の問題、成年後見の問題等がある。また、子は戸籍上非嫡出子（婚外子）として扱われ、単独親権に服し、父母が共同で親権を行うことができない。（詳細は「事実婚#事実婚における問題点」参照） | |
| 同性婚との関係 | 鈴木賢（法学者）は、同性婚について、同性カップルへの法的保障を考えれば同性同士の法律婚も認めていくべき、とし、その上で、実際に同性間での婚姻を認めるとなった場合には、婚姻時にそのどちらかが姓を変えることはおかしいとの声が上がると考えられるため、その場合には異性間の婚姻においても夫婦同姓の規定の改定は避けては通れない、としている。 | |

#### 現在の情勢・状況
|                          | 選択的夫婦別姓への積極・賛成論 | 消極・反対論 |
| ------------------------ | --- | --- |
| 世論に関する議論         | 村木厚子（元事務次官）は、2017年の内閣府による世論調査について、法改正容認派は70歳以上で5割を切るものの、60代では6割、50代以下では8割を超え、いずれの世代でも選択的夫婦別姓容認派が多い、婚姻の中心となる20代、30代で容認派が過半数と指摘。「国民の意見が大きく分かれている」とは言えないとしている。 日本政府が世論が分かれていることを法案提出に至らない理由としてあげたことに対して、国際人権規約Ｂ規約人権員会は、法に関する態度の正当化のために統計調査を語るべきでないと批判している。 国連女性差別撤廃委員会は、本条約の批准による締約国の義務は、世論調査の結果のみに依拠するのではなく、本条約は締約国の国内法体制の一部であることから、本条約の規定に沿うように国内法を整備するという義務に基づくべき、としている。 井田奈穂（「選択的夫婦別姓・全国陳情アクション」事務局長）は、一部の選択的夫婦別姓反対派が、内閣府の世論調査を反対派が多数派であるように解釈しているのは間違いである、と主張している。 | 百地章（日本会議理事）は、選択的夫婦別姓に賛成している人の大多数は消極的な賛成だと主張し、少数のために制度を改変するべきではない、と主張している。 窪田順生（ノンフィクションライター）は、選択的夫婦別姓の世論調査に関して、マスコミは「自分たちにとって都合の悪い回答は報道していない、と主張している。 |
| 宗教界の動きに関する議論 | 川橋範子（宗教学者・名古屋工業大学教授）は、神道界が右傾化するとともに、男女共同参画や選択的夫婦別姓に対し反対運動を行っていることに関して、選択的夫婦別姓に反対といったことは宗教界で言うべきようなことではない、と述べている。 井上順孝（宗教学者）は、神社本庁が反対の立場であることについて、夫婦別姓は東アジアでは一般的で、日本が夫婦同姓を義務づけたのは明治期のことであり、神社本庁が明治期に生まれた「創られた伝統」を日本にふさわしい伝統として享受している、と主張している。 | 宇佐美典也（元経産官僚）は、選択的夫婦別姓の導入により霊園の維持、経営が苦しくなる可能性が高いと考える神社仏閣が懸念を持っているのではないか、と主張している。 |
| 国際情勢                 | 日本経済新聞は、女子に対するあらゆる形態の差別の撤廃に関する条約批准から30年経っても夫婦同姓を強制している日本は国際的にも非難の対象となると主張している。 日本はこれまでに3回、女性差別撤廃委員会から民法750条の改正を勧告されているが、2018年5月訴訟において原告は、日本は自由権規約と女性差別撤廃条約に批准しており、憲法98条2項によって、日本は条約を遵守する義務がある、と主張している。 出口治明（ライフネット生命保険会長兼CEO）は現行法の状況は歴史的にも世界的にも「ガラパゴス的」と主張している。 国際連合女性事務局長のプムジレ・ムランボヌクカは、「男女の平等を確かなものにするため、選択肢を持たなければならない。」として日本法を批判している。 青野慶久（ソフトウエア開発会社社長）は、政府が「世界中で夫婦同氏を義務付けている国は、日本以外に知らない」との答弁を行っている一方で、日本が批准している女子差別撤廃条約の条約機関から日本は3回、夫婦同氏を定めた法律の規定を改定すべきという勧告を受けているが、そのような日本の姿勢は、日本だけでなく国際的な活動を行っている個々の日本企業への信頼をも損なう、としている。 棚村政行（法学者・早稲田大学教授）は、「日本は先進国の中でも、アジアの近隣諸国と比べても、選択的夫婦別姓が認められておらず、遅れていることは明らか」としている。 黄浄愉（家族法学者・輔仁大学）は、「今日の国際的な立法趨勢として、婚姻の際に、同姓にするか別姓のままにするかは夫婦の選択に任せ、子の姓についても夫婦の協議によって定めることが採用されている。こうして姓は、次第に集団的呼称から個人的呼称になりつつある。」としている。 床谷文雄（家族法学者）は、夫婦同姓が社会常識であった多くの国で、裁判や法改正を通じて別姓が認められてきた経緯があり、そこでは、普遍的な人権である個人の尊重、人格権、平等の権利が指導理念となって、人及び家族の姓をめぐる制度の見直しが行われてきた、としている。 | 秦郁彦（現代史家）は、世界の姓名事情は多彩であり、「女性差別」とは無関係だと主張している。 |
| 立法府の動きに関する議論 | 榊原富士子らは、1996年に法制審議会が答申した民法改正案要綱が、立法府で長期にわたり放置されているのは異常、と主張する。 葛西大博（毎日新聞記者）は、最高裁判決は「選択的夫婦別姓制度について合理性がないとするものではなく、国会で論じられるべき」としており、それを怠るのは司法の軽視にもあたる、と主張している。 宮内義彦（オリックスシニア・チェアマン）は、かつて自民党内で提案された選択的夫婦別姓法案が党議拘束によって成立しなかったことについて、「『自分自身で自分の名前を決めよう』という提案に、党議拘束をかける必要はない」「政党内の結束も大事だが、課題の内容によっては、党派色を抜いて一人一人の良識で考え、答えを出すべきもの」として、批判している。 河野太郎（行政改革担当相）は、「国会で党議拘束を外して議員が思うところを述べて議論する、決をとることがあってもいい」と述べている。 大串博志（政治家）は、男女同数をめざして女性の政治参画が進んでいけば選択的夫婦別姓の問題も大きく進む、としている。 野田聖子（政治家）は、2015年に、自民党の女性活躍政策に対して「女性が別姓を名乗れないことによる損失をわかっていない」と批判した。また、2016年には、立法府が時代に適応した法律を作らないのは立法府の怠慢だとしている。 小池信行（弁護士）は、法案を提出し、衆参両院の法務委員会で議論をし、地方でも公聴会などを開くべき、としている。 | |

### その他の議論

#### 2015年最高裁判決についての論評
| 判決批判 | 判決支持 |
| --- | --- |
| 木村草太（憲法学者）は、民法750条には「氏の変更を強制されない自由の侵害」も「男女間の不平等」」も存在しないとし、合憲判決へのメディアの反発が強いとはしながらも、「原告の主張に対する法律論としては筋が通っており、やむをえない」と述べている。しかし、「氏の変更を容認するカップル」と「氏の変更を容認しないカップル」間には不平等が存在するとし、選択的夫婦別姓を認めるか、事実婚にも法律婚と同等の権利を与えることによって解消できるとしている。また、民法750条は「別姓希望カップルやその子どもを法律婚から排除するだけ」で、「家族の一体感にも子どもの利益にも、かえってマイナスの影響を与えてしまっている」としている。 三浦まり（政治学者）は、裁判官出身か弁護士出身かという前職のプロフィルが反映された判決だとしている。 新見正則（医学者）は、裁判官の男女比率が男女ほぼ同数であれば違憲となった可能性を挙げ、家族のあり方もいろいろであってよいとし、個人番号があれば姓に関係なく個人の特定が可能と主張している。 下重暁子（作家）は、「先進国で夫婦同姓が残っているのは日本だけ」であり、合憲判決は「時代遅れで恥ずかしい」と主張している。 土堤内昭雄（日本フィランソロピー協会シニアフェロー）は、世界的には同性婚の広がりなどがみられるように結婚観が多様になり、全ての夫婦に対して法律が一律に同姓を規定する国は少なく、多様な価値観に基づく議論を期待する、としている。さらに、少子高齢化という人口構造の変化がシルバー民主主義をもたらし、社会制度づくりの意思決定の議論に歪を与えてはならない、とも述べる。 伊藤正志（毎日新聞論説委員）は、毎日新聞の論説で、合憲判決について女性の理解を得られるのかは疑問とし、女性が改姓することで「屈辱感を抱いたり、不便を感じたりする人は少なくない」ため、選択的夫婦別氏導入を進めるべきと主張している。 東京新聞の社説では、「高裁で人格権の一部だと判断された姓を一方だけが変えなくてはならないのは差別的」と報じている。 愛媛新聞は、合憲判決について、「国際的にも時代遅れで、不当な女性差別との批判も強い」とし、家族の絆や「幸せの形」も人によって異なる中、「法が個人を生きづらくし、逆に差別や排除の理由になってしまっては本末転倒」と報じている。 琉球新報は、社説で、国会に判断を委ねる判決であるとし「法の番人」としての責任を果たしていないとし、国会での法改正を急ぐべきと報じている。 泉徳治（元最高裁判事）は、政治家は常に多数を強く意識するため少数者の人権を守ることができるのは裁判所しかないのに、「今回の判決は、裁判所が果たすべき役割を果たしておらず残念」と批判している。 山浦善樹（元最高裁判事）は、「家族をめぐる裁判は、裁判官の人生観や家族観に左右される。過去の価値観にとらわれないでほしい」「どんな結論が出ても、繰り返し訴えていくことが大事だ。いずれ、国際基準からみて、日本の状況を恥ずかしいと思う裁判官が多数になる」としている。 鬼丸かおる（元最高裁判事）は、判決について、「男性は家の問題になると、他の事案には民主的だった方もかなり強硬に反対された」と述べ、「様々な事件への視点が男女で変わるなら、人口比で女性の最高裁判事を増やすべき」としている。 | 産経新聞は、選択的夫婦別姓導入について、「国会で論じられ、判断されるべきだ」とした判決は妥当と主張し、別氏を「希望しない」が8割を超えている世論を考慮すべきと主張している。通称使用の広がりにより、多数意見が「通称使用が広がることにより、不利益は緩和され得る」とし、また、一部補足意見は子供視点での議論を求めている、と産経新聞は主張している。 八木秀次（日本教育再生機構理事長・新しい歴史教科書をつくる会元会長）は、この裁判は最高裁が家族を「社会の自然かつ基礎的な集団単位」と位置づけた判決だと主張するとともに、世界人権宣言第16条と国際人権規約A規約（経済的、社会的及び文化的権利に関する国際規約）第10条の内容を踏まえた家族共同体の意義を重視した判決だと主張している。 |

#### 2016年旧姓通称使用訴訟判決に関する論評
2016年の女性教諭による旧姓通称使用訴訟の東京地裁判決に関して様々な論評がある。
- 日本経済新聞は、2016年10月16日の社説において、判決は社会の流れを理解していないと批判。また2015年12月の第一次選択的夫婦別姓訴訟最高裁判決で「改姓不利益は通称使用で一定程度は緩和される」と判断したこととも食い違う、と批判している[782]。
- 毎日新聞は、2016年10月13日の社説において、旧姓使用が広がっている実情への理解が欠けた判決だと批判。2015年12月の第一次選択的夫婦別姓訴訟最高裁判決で、「旧姓使用が社会的に広まることで、改姓することの不利益は一定程度緩和される」としたこととも整合しない、と批判している[783]。
- 二宮周平（法学者）は、この地裁判決は、2015年12月の第一次選択的夫婦別姓訴訟最高裁判決の前提だった通称使用を『社会的に受け入れられていない』と真っ向から否定しており、最高裁からすれば、選択的夫婦別姓を認めよと言われているようなもの」としている[784]。
- 被告側の理事は、「今回の裁判は、『個人のアイデンティティーvs.学校のアイデンティティー』という構図になってしまった。でも、別姓を認める法律があれば、こんな戦いをせずに済んだはず」としている[784]。

#### 2021年最高裁判決についての論評
2021年の最高裁判決に関しても様々な論評がある。
- 毎日新聞は2021年6月24日の社説において、時代に逆行する判断として批判している[785]。
- 朝日新聞は2021年6月24日の社説において、反対意見を出した4人の意見の方が説得力がある、とし、判決を批判している[786]。
- 日本経済新聞は2021年6月23日の社説において、この判決は議論を国会に促すものとしている[787]。
- 櫻井龍子（元最高裁判事）は、この最高裁判決は、将来違憲判断が出る可能性を示唆したものだとしている[788]。また、櫻井は、選択的夫婦別姓の世論での反対は高齢者層に多いが、最高裁判事の年齢層もその層である、と指摘している[789]。

## 賛否の状況

### 政治状況

#### 国政選挙
2019年の第25回参議院議員通常選挙や2021年の第49回衆議院議員総選挙や2024年の第50回衆議院議員総選挙、2025年の第27回参議院議員通常選挙において、選択的夫婦別氏が争点の一つ、と報道された。

#### 国政各政党

##### 導入に積極的・賛成している政党
- 公明党: 選択的夫婦別氏導入に積極的[144][791][792]。2001年に民法改正案を衆議院に提出[6]。2002年には党大会重点政策として選択的夫婦別姓導入を掲げ、2005年、2007年、2009年、2010年[793][794][25][注釈 101]、2021年[796][797][798][注釈 102]、2022年[805][806]、2024年[807]、2025年[808]には、公約に選択的夫婦別姓制度の導入を挙げている。2021年8月には、地方議員に対し各議会での選択的夫婦別姓を求める意見書の採択を呼びかけた[809]。2023年5月には党女性委員会が政府に対し選択的夫婦別姓の導入を提言している[810]。2025年1月には選択的夫婦別姓制度の導入に向けたプロジェクトチームを設置（座長矢倉克夫）[811]。
- 立憲民主党: 2017年の衆議院選挙[812][813]、2019年の参議院選挙[814][815][816]、2021年衆議院選挙[817][798]、2022年参議院選挙[818]、2024年衆議院選挙[819][820]、2025年参議院選挙[808]において選択的夫婦別姓の実現を公約として挙げた。2018年[451]、2022年[497][821]には超党派で、2025年[130]には単独で、民法改正案を衆議院に提出している。
- 国民民主党: 2019年参議院選挙公約[822][823]、2021年衆議院選挙公約[824][798]、2022年参議院選挙[825]、2024年衆議院選挙[826]、2025年参議院選挙[808]において、選択的夫婦別氏実現を挙げている[注釈 103]。2018年[451]、2022年[497][139]に超党派で民法改正案を衆議院に、2025年[829]には単独で衆議院に提出している。
- 日本共産党: 2003年、2004年、2005年、2007年、2010年[793]、2014年[830][831]、2021年[798]、2022年[832]、2024年[833]、2025年[834]等に発表した政策や選挙公約において選択的夫婦別姓制度実現を挙げている[注釈 104]。衆参両院において選択的夫婦別氏法案を提出してきた[835]。2022年にも超党派で提出している[497][138]。
- 社会民主党: 選択的夫婦別氏導入に賛成[144]。1999年に発表した人権政策大綱でも実現を掲げ、2004年参議院選挙、2007年参議院選挙、2009年衆議院選挙[793]、2009年衆議院選挙[836]、2016年参議院選挙[837]、2017年衆議院選挙[838]、2019年参議院選挙[839]、2021年衆議院選挙[798]、2022年参議院選挙[840]、2024年衆議院選挙[841]、2025年参議院選挙[842]等、選挙公約に選択的夫婦別姓制度導入の実現を盛り込んでいる。2018年[451]、2022年[497][138]には超党派で民法改正案を提出。
- 沖縄の風: 2018年に選択的夫婦別氏のための民法改正案を参議院に超党派で共同提出している[843][注釈 105]。
- れいわ新選組: 2021年衆議院選挙[798]、2022年参院選[154]、2024年衆院選[848]、2025年参院選[808]では公約として選択的夫婦別姓を挙げている[注釈 106]。2022年には超党派で選択的夫婦別姓を実現する民法改正案を提出している[497][138]。

##### 党内の賛否が分かれている政党
- 自由民主党: 野田聖子が2002年に例外的に夫婦の別姓を実現させる会を立ち上げるなど選択的夫婦別氏制導入を目指したが断念[141][142][143][144][注釈 107]。その後自民党は、野党であった2010年の党公約においては選択的夫婦別氏導入反対を掲げた[855][795][856][注釈 108]。2012年の政権公約では民主党の夫婦別姓制度導入法案に反対する、とした[859]。2015年には、党の姿勢として選択的夫婦別氏制度に反対あるいは積極的でないと報道された[144][795][631][注釈 109]。2019年にも同党は選択的夫婦別姓に「後ろ向き」と報道されている[863][注釈 110][注釈 111]。一方、2020年になって、自民党議員を含む与野党超党派による選択的夫婦別姓に関する勉強会や同党女性議員による議連「女性議員飛躍の会」による選択的夫婦別姓に関する勉強会の開催が報道されている[348][328]。同年11月には、選択的夫婦別姓制度導入に賛同する議員を中心に「氏の継承と選択的夫婦別氏制度に関する有志勉強会」が立ち上げられた[351][注釈 112]。一方、同月、反対する議員を中心とする「『絆』を紡ぐ会」も立ち上げられた[352]。2021年3月25日には、賛成派議員による議連「選択的夫婦別氏制度を早期に実現する議員連盟」が発足[356]。同年4月1日には、選択的夫婦別姓制度制度導入に慎重な（反対する）議員による議連「婚姻前の氏の通称使用拡大・周知を促進する議員連盟」が発足[357]。同月2日には、「氏制度のあり方に関するワーキングチーム」（座長：石原伸晃）の初会合が行われた[358][359][360]。同年9月の自民党総裁選挙では選択的夫婦別姓が争点の一つに挙げられた[361][注釈 113]。産経新聞は2022年11月に、党執行部や重鎮を含め自民党内で容認論が拡大しつつある、と報道している[499][注釈 114]。2024年7月に「氏制度のあり方に関する検討ワーキングチーム」再開（座長：逢沢一郎）[523]。2024年9月の総裁選でも争点の一つに選択的夫婦別姓が上げられ[363]、同年10月の衆議院選挙では公約で、氏制度について課題等を整理し合意形成に努める、とした[873]。2025年6月には首相の石破茂が、党議拘束を外す案について一つの考え方であると述べた[874]。

##### 代替案等を主張している政党
- 日本維新の会: 2019年参議院選挙や2021年衆議院選挙の公約では、「同一戸籍・同一氏の原則を維持しながら旧姓使用にも一般的な法的効力を」を掲げた[165][166][798][注釈 115][注釈 116]。代表の松井一郎は、2021年10月、党議拘束を外し採決し結論を急ぐべき、としている[876]。2022年参議院選挙の公約では、「戸籍制度及び同一戸籍・同一氏の原則を維持しながら、旧姓使用にも一般的な法的効力を与える制度（維新版選択的夫婦別姓制度）の創設など、結婚後も旧姓を用いて社会経済活動が行える仕組みの構築を目指す」とした[877]。2024年衆議院選挙における公約においても「維新版・選択的夫婦別姓の導入を推進」としている[878]。2025年参議院選挙においても同様[808]。2025年には「旧姓を法的に通称使用できるようにする法案」を衆議院に提出している[879]。
- 参政党: 2025年参議院選挙で選択的夫婦別姓に反対し、旧姓通称使用を広げる法制度の整備を公約[808]とした。

##### 過去の政党
- NHK党: 2022年参院選の公約で、法務省が提示している代替案「例外的夫婦別氏制度」の検討の提案をするとした[154]。
- 社会保障を立て直す国民会議: 同会派を含む5野党・会派と市民連合は、共通政策として「選択的夫婦別姓の実現」を掲げた[880]。
- 自由党: 2018年、超党派での選択的夫婦別氏制度導入のための民法改正案の衆議院への提出に参加[451][注釈 117]。
- 民進党: 前身の民主党時代から選択的夫婦別氏制度導入のための民法改正に意欲的だった[883][131][884][885][886][437][438][887]。2001年、2003年、2005年には選挙公約において選択的夫婦別姓導入を掲げている[793]。しかし、民主党政権時には連立政権を組んだ国民新党の反対や党内からの異論があり法案提出には至らなかった[144][888]。維新の党と合流前の2016年2月には、共同で選択的夫婦別姓と再婚禁止期間短縮等を柱とする「民法の一部を改正する法律案」を共同議員立法として登録[889]、民主党から民進党への党名変更時には、党の柱として挙げる「民進党11の提案（共生イレブン）」の中に、選択的夫婦別姓の実現を盛り込んでいる[890][注釈 118]。2016年には、民進党を含む超党派野党4党が選択的夫婦別姓の導入を盛り込んだ民法改正案を衆議院に提出している[445][133]。
- 希望の党: 2017年の結党会見において細野豪志が、選択的夫婦別姓にも取り組む、と述べた[892]。同年、衆議院選挙公約で選択的夫婦別姓を検討していることが報道された[893]。2018年5月に解党。
- 日本のこころ: 幹事長（当時）の中野正志が選択的夫婦別氏に反対する談話を出すなど、党として反対の立場[894]。
- 維新の党: 党分裂前の2014年の時点では「選択的夫婦別姓について反対」を掲げていた[895]。しかし、2015年の党分裂後の賛否は不明と報道された[144]。さらにその後、2016年2月に民主党と共同で選択的夫婦別姓と再婚禁止期間短縮等を柱とする「民法の一部を改正する法律案」を共同議員立法として登録した[889][注釈 119]。維新の党は2016年3月に『民進党』に合流[896]。
- 国民新党: 2010年の政策宣言において、選択的夫婦別氏に対し「反対」としていた[25]。
- 新党さきがけ: 選択的夫婦別氏の民法改正案を、1997年から2001年にかけて、2000年を除き毎年提出していた[6]。
- 新進党: 選択的夫婦別氏法案を議員立法で国会に提出[882]。

#### 地方自治体議会
2018年以降、地方議会から国へ選択的夫婦別氏法制化を求める意見書を可決する動きが広がり、
2024年12月16日までに435件の制度導入を求める意見書が地方議会で可決されている。都道府県議会での可決状況は以下のとおり。
| 意見書                         | 可決した都道府県議会 |
| ------------------------------ | --- |
| 選択的夫婦別姓に賛成する意見書 | 千葉県[408](2001年)、愛知県(2001年[908]、2021年[495])、三重県[338]、大阪府[341](2019年)、滋賀県(2020年[909]、2021年[488])、神奈川県(2020年)[377][注釈 122]、東京都[340][注釈 123]、北海道[910][494]、香川県[379][911](2021年)、徳島県[520]、長野県[526][912]（2024年）、岩手県(2010年[913]、2021年[490]、2023年[505]、2024年[521])、福島県議会[914]、兵庫県議会[915]（2025年）、埼玉県（2021年[378][494]、2025年[916]）。 |
| 選択的夫婦別姓に反対する意見書 | 徳島県[408][注釈 124]、茨城県[408]、千葉県[408](1996年)、長崎県(1997年)[408]、熊本県(1997年[408]、2021年[917])、和歌山県、宮崎県(2010年)[918]、岡山県(2021年)[489]。 |
これらの動きに関連しては、2021年1月に高市早苗ら自民党内の反対派国会議員が50名連名で選択的夫婦別姓制度導入に賛成する意見書を採択しないように求める文書を47都道府県議会議長のうち自民党所属の地方議会議長約40人に送付していた、と報道された。一方、公明党は2021年8月に、同党地方議員に対し各議会での選択的夫婦別姓を求める意見書の採択を呼びかけている。

### 各種団体の賛否状況

#### 経済団体
選択的夫婦別氏導入に積極的・賛成
- 日本経済団体連合会は、2024年1月に、日本の約95％の夫婦は女性が改姓しており女性活躍機会を奪うことと、旧姓の通称使用にとどまることによる経済的損失についての視点から多様性社会の実現を目指して政府に導入を要望している[919][506]。同年6月には、選択的夫婦別姓の早期実現を求める提言を公表している[515][920][921]。
- 経済同友会は、選択的夫婦別姓制度に賛成し、2024年に政府に対し選択的夫婦別姓を要望している[922][510]。
- 新経済連盟は、2024年に選択的夫婦別姓の実現を政府に要望している[509]。
- 「日本取締役協会」は選択的夫婦別姓を求める会長声明を公表している[923][924]。
- 「選択的夫婦別姓の早期実現を求めるビジネスリーダー有志の会」は選択的夫婦別姓の実現を求めている[925]。
- 日本跡取り娘共育協会[926]は、選択的夫婦別姓導入を求めている[927]。

#### 学術団体
選択的夫婦別氏導入に積極的・賛成
- 日本学術会議は、選択的夫婦別氏制度導入を提言[7][928]。
- 男女共同参画学協会連絡会の代表理事の佐藤宣子は、選択的夫婦別姓について、旧姓通称利用によってトラブルの発生する状況は早急に解消すべき、としている[929]。
- 日本女性学会は夫婦同氏の強制が差別的規定だとして法改正を要望[930]。
- 総合女性史学会[931]は、選択的夫婦別氏制度導入を国会に強く要請している[932]。

#### 職能団体
選択的夫婦別氏導入に積極的・賛成
- 士業系団体
  - 日本弁護士連合会は、国会に選択的夫婦別氏の積極審議を求めている[933]。
  - 全国司法書士女性会は、選択的夫婦別氏制度導入が必要と主張[934]。
  - 全国女性税理士連盟は選択的夫婦別氏制度導入を要望し、各党に要望行っている[935][936]。
  - 日本女性法律家協会は選択的夫婦別氏制度導入を求めている[937]。
  - 日本組織内弁護士協会は2021年、選択的夫婦別姓制度の導入を提言[938][939]。
  - 全国保険医団体連合会は、選択的夫婦別姓の導入を求めている[940]。
- 労働組合系団体
  - 全国労働組合総連合は、ただちに選択的夫婦別氏のための法改正が必要との事務局長談話を発表[941]。
  - 日本労働組合総連合会井上久美枝総合政策推進局長は、一刻も早い導入が必要、としている[942]。
  - 日本自治体労働組合総連合は、2023年の自治労連ジェンダー平等宣言の中で選択的夫婦別姓に取り組むとしている[943]。
  - 日本退職者連合は、2025年に公明党に対し選択的夫婦別姓制度の早期実現に向けた要望を出している[944]。

#### 政治／社会運動団体
選択的夫婦別氏導入に積極的・賛成
- 「選択的夫婦別姓・全国陳情アクション」は、選択的夫婦別氏制法制化を求める市民団体[945][946][注釈 125]。同団体は、2023年に「一般社団法人あすには」を設立[950][951]。
- NPO法人の「ｍネット・民法改正情報ネットワーク」は、選択的夫婦別氏を求めて運動[952][953][391]。
- 国連NGO女性団体の「新日本婦人の会」は、選択的夫婦別氏実現を求めている[954][955][注釈 126]。
- 「日本婦人団体連合会」は選択的夫婦別姓の実現を求めている[957][955][注釈 127]。
- 「実家の名前を継承したい姉妹の会」は、氏の継承問題の解決のため選択的夫婦別氏を求めて運動している[712][713]。
- 「夫婦別姓選択制実現協議会」は、「夫婦別姓のままで法律婚ができるように民法を改正してもらう」活動を行っている。顧問に野田聖子[958][959]。
- 「夫婦別姓選択制をすすめる会」は、1984年に発足した、選択的夫婦別氏の実現を目指す市民団体[960][961][962]。
- 「選択的夫婦別姓を実現する会・富山」は、2011年夫婦別姓訴訟支援者らでつくられた、選択的夫婦別氏のための民法改正を求める団体[963][964][965]。
- 「別姓訴訟を支える会」は、夫婦別姓訴訟を支援し、選択的夫婦別氏早期実現を目指す団体[373][966]。
- 「NPO法人選択的夫婦別姓の実現を願う会」は選択的夫婦別氏の実現を目指す団体[967][968][注釈 128]。
- 「別姓を考える会」は宮城県を中心に活動している選択的夫婦別氏を求める団体[969][970][971]。

選択的夫婦別氏導入に消極的・反対
- 日本会議[注釈 129]は、選択的夫婦別氏導入に反対している[979]。2010年には、日本会議は「夫婦別姓に反対し家族の絆を守る国民大会」と題された大規模集会を開催し、複数の国会議員[注釈 130]も参加[980][981]。
  - 日本会議に関連した議員連盟である日本会議国会議員懇談会も、選択的夫婦別姓制度導入への反対運動を行っている[982][983]。2025年1月の会合では「旧姓の通称使用の法制化を目指し、夫婦同姓制度の維持」をその方針として「確認」している[984][注釈 131]。
  - 日本会議女性部「日本女性の会」(2001年設立)[985][986]が積極的に選択的夫婦別姓への反対運動を行っている[980][975][987][注釈 132]。2025年2月にも同団体が反対の街宣運動を行っていることが報道されている[985]。
  - 日本政策研究センター[注釈 133]は、機関誌「明日への選択」などの同団体出版物上などで選択的夫婦別姓反対の論説を掲載している[992][993][994]。
  - 「新しい歴史教科書をつくる会」は、他社の公民の教科書が「日本社会と国家を解体するために（選択的）夫婦別姓や外国人参政権を説いている」と主張し、『新しい公民教科書』は「家族解体、国家解体の傾向と闘」っているとしている[995]。
  - 親学推進協会会長（当時）の木村治美[注釈 134]は、「親学の観点からすれば、（選択的）夫婦別姓は家族を崩壊させる」と主張[997]。同団体は、選択的夫婦別姓や性教育に批判的[998][999][739]な高橋史朗（日本会議政策委員、新しい歴史教科書をつくる会副会長[998]）が提唱する「親学」[注釈 135]を推進する団体[1001]。日本会議事務総長の椛島有三は、「親学は男女共同参画に対する対案」と述べている[1001][1002]。親学推進協会は2022年に解散[1003]。
  - 全国教育問題協議会[注釈 136]は選択的夫婦別姓に反対している[1005]。

#### 宗教団体
選択的夫婦別氏導入に積極的・賛成
- 公益財団法人の日本キリスト教婦人矯風会は、選択的夫婦別氏制度導入を求めている[1006][1007]。
- 真宗大谷派解放運動推進本部女性室の発行する広報誌『あいあう』では家族形態の多様化が今後の寺院・教団に与える影響を重要視しており、夫婦別姓訴訟原告によるコラムを掲載するなどしている[1008]。
- 日本ナザレン教団社会委員長の阿部頌栄は、選択的夫婦別姓の議論について、パートナーの一方が極端に負担を強いられる制度になっていないかが重要、としている[1009]。

選択的夫婦別氏導入に消極的・反対
- 宗教法人の神社本庁の関係団体である神道政治連盟[注釈 137]は、選択的夫婦別氏反対を主張しそれを国会議員に働きかけてきた、とされる[1010][740][1011]。神社本庁は、機関誌「神社新報」でも選択的夫婦別氏制制度導入への反対論を展開している[1012][1013]。神道政治連盟は2013年の参議院選挙で、有村治子（自民党）[注釈 138]を支援したとされる[1015]（詳細は「神道政治連盟#選挙応援」を参照）。福島みずほによれば、個人的には賛成でも、神道政治連盟の推薦を受けているために表明できない自民党若手女性議員がいるとされる[1016]。しんぶん赤旗は、1996年に法制審議会が答申した際、神社本庁や日本遺族会を背景とした自民党議員などから唐突に選択的夫婦別氏制制度導入への反対の声があがったと報道している[1017][注釈 139]。2021年の衆議院選挙では、神政連中央本部が、選択的夫婦別氏制度の導入に反対することなどを求める公約書を自民党の国会議員と交わしたとされる[1019]。また、2022年には、自民党の衆参議員が参加した関連団体神道政治連盟国会議員懇談会の会合において配布された冊子に選択的夫婦別姓や同性婚についての内容が書かれ、その中に性的マイノリティーに対する差別的な内容が含まれていたことが報道された[1020]。さらに、神道政治連盟の埼玉県本部など地方本部は2023年の統一地方選挙において、選択的夫婦別氏制度の導入に反対することなどを求める公約書（政策協定書）を各自治体の候補者に送っている[1019][注釈 140]。同連盟は2024年の衆議院選挙においても、議員を推薦するのにあたって「選択的夫婦別姓」に反対することなどを約束する「公約書」の提出を求めている[1021]。
- 宗教法人の世界平和統一家庭連合（旧統一教会）[注釈 141]は、選択的夫婦別姓に反対している[1023]。同宗教団体は「猛烈に」ジェンダーバッシングを行っているとされる[975][1024]。毎日新聞は、この宗教団体の関連団体が掲げる「夫婦別姓阻止」などの政治的主張が、自民党の政策に反映された疑いもある、としている[1025][注釈 142]。関連政治団体に国際勝共連合があり、運動方針の一つに「選択的夫婦別姓に潜む共産主義の策動を阻止する」をあげ[1028]、反対するチラシの配布なども行っている[1029]。同宗教団体を母体とする宗教紙の世界日報でも選択的夫婦別氏制制度導入への反対論を展開している[1030][1031][1032]。同宗教団体機関紙「世界思想」でも選択的夫婦別姓反対論を展開している[1033]。関連団体の世界平和連合は、選択的夫婦別氏を危険としている[1034]。
- 宗教法人の新生佛教教団[注釈 143]は、特に2000年代前半に男女共同参画に反対する活動を行っている[976]。同団体を母体とする宗教紙の日本時事評論でも、男女共同参画や選択的夫婦別氏制制度導入に対し反対論を展開している[1036]。その後、同紙は男女共同参画反対の活動よりも原子力発電所推進に活動の軸を置くようになっている、との指摘が2012年になされている[976]一方、2018年3月2日の記事において、選択的夫婦別姓制度導入への反対論を行っている[744]。2004年の参議院選挙では、同教団は山谷えり子（自民党）[注釈 144]を推薦[1039]。また、2013年の参院選では、同教団は衛藤晟一（自民党）[注釈 145]を支援したとされる[1015]。
- 宗教法人の幸福の科学を母体とするWeb媒体TheLibertyWebは、選択的夫婦別氏に否定的である[1041][1042]。同宗教団体を母体とする政治団体の幸福実現党は、2022年の参院選でのアンケートに対し、選択的夫婦別姓に対し「反対」と回答している[1043][注釈 146]。

その他
- 天理教の表統庁に直属する諮問機関である「天理やまと文化会議」は、2004年の出版物において、夫婦同姓であるべきか否かといった形式にこだわることなく、それぞれの社会や文化の状況に応じて対処していくという姿勢が妥当、としている[1045]。

#### 報道機関
以下の報道機関が社説等で姿勢を示している。
| 選択的夫婦別氏導入に積極的・賛成 | 選択的夫婦別氏導入に消極的・反対              |
| --- | --------------------------------------------- |
| 日本経済新聞[634][1046][1047][1048][1049][1050][1051][1052]、朝日新聞[1053][1054][1055][1056][1057][692][1058]、毎日新聞[1059][1060][1061][1062][1063]、讀賣新聞[1064][1065][1066]、東京新聞・中日新聞[1067][1068][777][1069][1070][1071][1072]、日本農業新聞[631]、北海道新聞[1073][1074][1075]、陸奥新報[1076][1077]、東奥日報[1078]、岩手日報[1079]、デイリー東北[1080]、秋田魁新報[9][1081]、河北新報[1082][1083][1084]、山形新聞[1085][1086]、福島民友新聞[1087]、下野新聞[1088]、茨城新聞[1089][1090][1091]、千葉日報[1092]、神奈川新聞[1093][1094][1095]、信濃毎日新聞[1096][1097][1098][1099][1100]、山梨日日新聞[1101]、静岡新聞[1102]、北日本新聞[1103][1104][1105][1106]、新潟日報[1107]、京都新聞[1108][1109][1110][1111][1112]、神戸新聞[1113][1114][1115][1116][1117]、山陽新聞[1118][1119]、中国新聞[1120][1121][1122][1123][1124]、山陰中央新報[1125][1126]、徳島新聞[1127][1128][1129][1130][1131]、高知新聞[1132][1133]、愛媛新聞[1134][1135][1136][1137]、西日本新聞[1138][1139][1140][1141]、大分合同新聞[1142][1143]、熊本日日新聞[1144]、宮崎日日新聞[1145][1146][1147][1148]、南日本新聞[1149][1150][1151]、沖縄タイムス[745][1152][1153][1154][1155][1156]、琉球新報[1157][1158][1159][1160][1161][1162]、ジャパンタイムズ[1163]。 | 産経新聞[1164][1165][1166][710][1167][1168]。 |

### 世論調査

#### 政府系機関世論調査

##### 家族の法制に関する世論調査
内閣府は、1996年から約5年ごとに「家族の法制に関する世論調査」を実施している。
1996年～2017年の調査では、夫婦が婚姻前の名字（姓）を名乗ることを希望している場合には、夫婦がそれぞれ婚姻前の名字（姓）を名乗ることができるように法律を改めてもかまわない」「夫婦が婚姻前の名字（姓）を名乗ることを希望していても、夫婦は必ず同じ名字（姓）を名乗るべきだが、婚姻によって名字（姓）を改めた人が婚姻前の名字（姓）を通称としてどこでも使えるように法律を改めることについては、かまわない」「婚姻をする以上、夫婦は必ず同じ名字（姓）を名乗るべきであり、現在の法律を改める必要はない」の三択の選択肢が設けられたが、このうち2つ目に関する選択肢について、この調査項目を作成した法務省は「国会議員から通称使用ではどうか、という意見が出たので加えた」としている。2021年の調査から選択肢の文言が変化した。2021年の調査で設けられた3つの選択肢について、法務省が調査前に内閣府から「選択的夫婦別姓と現行制度の2択でやるべき」と事前に指摘されていたにもかかわらず、設問では旧姓の通称使用の法制度導入を含めた3択となった、と指摘されている。
2017年以前の調査
| 調査                       | 選択制の法制化に賛成[注釈 150] | 夫婦は必ず同じ名字（姓）を名乗るべきだが、通称としてどこでも使えるように法律を改めることに賛成[注釈 151] | いずれの法制化にも反対[注釈 152] |
| -------------------------- | ------------------------------ | --- | -------------------------------- |
| 1996年6月[1178]            | 32.5%                          | 22.5% | 39.8%                            |
| 2001年5月[1179]            | 42.1%                          | 23.0% | 29.9%                            |
| 2006年12月[1180]           | 36.6%                          | 25.1% | 35.0%                            |
| 2012年12月[1181][注釈 153] | 35.5%                          | 24.0% | 36.4%                            |
| 2017年12月[1186][注釈 154] | 42.5%                          | 24.4% | 29.3%                            |
2021年調査
| 調査                        | 選択制の法制化に賛成[注釈 155] | 現在の制度である夫婦同姓制度を維持した上で、旧姓の通称使用についての法制度を設けることに賛成[注釈 156] | いずれの法制化にも反対[注釈 157] |
| --------------------------- | ------------------------------ | --- | -------------------------------- |
| 2021年12月[1174] [注釈 158] | 28.9%                          | 42.2%                                                                                                  | 27.0%                            |

##### 男女共同参画白書
2022年、内閣府男女共同参画局は、男女共同参画白書令和4年版において、独身の男女に対する調査（「令和3年度 人生100年時代における結婚・仕事・収入に関する調査」）を行い、積極的に結婚したいと思わない理由として「名字・姓が変わるのが嫌・面倒だから」に「当てはまる」、「やや当てはまる」は、20代、30代女性で25.6%、40代以上女性で35.3%だった。男性では20代、30代で11.1%、40代以上で6.6%だった。一方、結婚したい理由としては「好きな人と同じ苗字にしたい」に「当てはまる」「やや当てはまる」は、20代、30代女性で5.5%、40代以上で2.2%、男性では、20代、30代で2.3%、40代以上で0.6%だった。

###### 人生100年時代における結婚・仕事・収入に関する調査
内閣府が2021年度に20歳以上70歳未満の2万人を対象に行った調査。
独身者を対象に「積極的に結婚したいと思わない理由（複数回答）」について回答を性別で比較した場合に、男女で最も差が開いた理由は、「名字・姓が変わるのが嫌・面倒だから」で、該当すると回答した女性は31.9%、男性は8.6%だった。

##### その他
男女共同参画局の調査によると、2023年の婚姻した夫婦において、夫の姓を選んだ夫婦は94.5%、妻の姓を選んだ夫婦は5.5%だった。
| 調査                                     | 調査機関                               | 実施年           | 調査結果 |
| ---------------------------------------- | -------------------------------------- | ---------------- | --- |
| 婦人に関する世論調査                     | 総理府                                 | 1976             | 「夫婦が別々の姓を名のることを認めた方がよいと思う」が20.3%、「認めない方がよいと思う」が62.1%[1199]。 |
| 婦人問題に関する有識者調査               | 内閣総理大臣官房婦人問題担当室         | 1977             | 賛成43.4%、反対45.8%[626]。 |
| 女性に関する世論調査                     | 総理府                                 | 1987、1990       | 「夫婦別姓をみとめる方がよい」に対し、1987年調査では賛成13%、1990年調査では賛成29.5%[194]。 |
| 基本的法制度に関する世論調査             | 総理府                                 | 1994             | 「選択的夫婦別姓制度」に対し賛成が27.4%[194][注釈 159]。 |
| 全国家庭動向調査                         | 国立社会保障・人口問題研究所           | 1993-2023、5年毎 | 既婚女性を対象に5年ごとに行われている調査で、「夫、妻とも同姓である必要はなく、別姓であってもよい」に対し、1993年は35.4%、1998年は39.0%、2003年は46.0%、2008年は42.8%、2013年は41.5%、2018年は50.5%[1201][1202]、2023年は61.0%が賛成[1203][1204][1205]。 |
| 家族と性と多様性にかんする全国アンケート | 法政大学、国立社会保障・人口問題研究所 | 2023年2-3月      | 「妻と夫の姓（名字）を同じにしなくても、法的に結婚できる制度（選択的夫婦別姓制度）」への賛成割合は83.9%[1206][1207]。 |

#### 大手報道機関調査・報道

##### 2019年以前
| 時期          | 実施者                             | 調査結果 |
| ------------- | ---------------------------------- | --- |
| 1994年9月27日 | 朝日新聞                           | 賛成58%、反対34%。要綱試案A案には賛成51%[626]。 |
| 2009年        | 産経新聞                           | 賛成48%、反対41%[1208][118]。 |
| 2009年        | 毎日新聞                           | 賛成50%、反対42%[1209][118]。 |
| 2009年        | 朝日新聞                           | 賛成48%、反対41%[1210][118]。 |
| 2009年12月    | 朝日新聞                           | 調査では、賛成49%、反対43%[1211][118]。 |
| 2009年        | 読売新聞                           | 国会議員意識調査。賛成43%、反対40%[1212][118]。 |
| 2014年        | 毎日新聞                           | 賛成は52%、反対は40%[1213]。 |
| 2015年        | 日本経済新聞                       | 働く既婚女性の77%、仕事上の旧姓使用者の83%が、選択的夫婦別氏に賛成[1214]。 |
| 2015年11月    | 朝日新聞                           | 賛成が52%、反対が34%[1215]。 |
| 2015年        | NHK                                | 「夫婦別姓に関する世論調査」（RDD追跡法）において、夫婦は「同じ名字 名乗るべき」に対し、賛成が45.9%、反対が49.7%。年代別では、反対が賛成を上回ったのは70代以上のみで、50代以下では賛成が6割を超えた[1216][1217][1218]。                                                              |
| 2015年        | 毎日新聞                           | 賛成は51%、反対は36%。また、73%が同姓を、13%が別姓を選ぶとした[1219][1220]。 |
| 2015年12月    | 産経新聞・フジニュースネットワーク | 賛成は51.4%、反対42.3%であり、選択できる場合に別氏を希望するかについては、13.9%、20代では21.1%が「希望する」だった[1221]。 |
| 2015年12月    | 朝日新聞                           | 賛成49%、反対40%だった(固定電話方式)[1222]。 |
| 2016年        | 読売新聞                           | 賛成が38%、反対が61%。賛成する理由のトップは「夫婦別姓を認めることは時代の流れだから」の48%、反対する理由のトップは「子どもと親で姓が異なることに違和感があるから」の75%だった(郵送方式)[1223]。                                                                                     |
| 2016年3-4月   | 朝日新聞                           | 賛成47%、反対46%[1222]。 |
| 2017年        | 朝日新聞                           | 賛成が58%で、反対が38%。50代以下では賛成が6割を超える一方、70代以上では反対が52%を占めた[1224]。 |
| 2019年        | 毎日新聞・埼玉大学                 | 「戸籍上も通称も夫婦は同じ姓を名乗る方がよい」が36%、「戸籍上は夫婦で同じ姓を名乗り、旧姓を通称として使えるようにした方がよい」が27%、「それぞれが戸籍上でどちらの姓を名乗るか選べるようにすればよい」が35%。30歳未満では過半数が選択的夫婦別氏を支持、70歳以上では61%が反対[1225]。 |
| 2019年11-12月 | 日本経済新聞                       | 働く女性の74.1%が賛成。反対は25.9%[1226][1227]。 |

##### 2020年代前半
| 時期               | 実施者                                             | 調査結果 |
| ------------------ | -------------------------------------------------- | --- |
| 2020年1月          | 朝日新聞                                           | 賛成が69%、反対が24%。自民党支持層では賛成が63%、反対が31%。また、女性では賛成が71%、男性では賛成が66%。特に50代以下の女性は8割以上が賛成(固定・携帯)[1222]。 |
| 2020年3月-4月      | 朝日新聞・東京大学谷口研究室                       | 賛成が57%、どちらともいえない、が25%、反対が17%。自民支持層でも、賛成が54%、どちらともいえないが25%、反対が21%で、自民支持層では3年前の調査と比べ賛成が25%増加した[1228]。 |
| 2020年10月         | 早稲田大学・「選択的夫婦別姓・全国陳情アクション」 | 賛成が71%、反対が14%（対象7000人）。「別姓にできなかったことで結婚をあきらめたことや事実婚にしたことがある」は94人いた。都道府県別の調査で最も賛成割合の高かったのは沖縄、低かったのは愛媛[1229][1230][1231][1232]。                                                                             |
| 2020年10月29日     | 日本経済団体連合会                                 | 女性活躍推進の上で見直しが必要な社会制度について聞いたアンケート。回答会員企業273社のうち46社が「夫婦同氏制の見直し」を挙げた[388][1233]。 |
| 2020年10-11月      | 読売新聞・早稲田大学                               | 「法律を改正して、夫婦別姓を認めるべきだ」に対し、賛成、あるいはどちらかと言えば賛成は56%、どちらかと言えば反対、あるいは反対は43%（郵送法、3000人対象、2022人回収）[1234]。 |
| 2020年12月         | 毎日新聞・社会調査研究センター                     | 賛成が49%、反対が24%[1235]。 |
| 2021年1月          | 時事通信                                           | 賛成は50.7%、反対は25.5%。自民支持層では賛成41.5%、反対36.9%、公明党支持層では、賛成57.4%、反対27.7%[1236]。 |
| 2021年3月26-28日   | NHK放送文化研究所                                  | 「同じ名字か、別の名字か、選べるようにすべきだ」が56.9%、「夫婦は、同じ名字を名乗るべきだ」が39.7%[1237][1238]。 |
| 2021年3月29日      | 日本経済新聞                                       | 賛成が67%、反対が26%。18～39歳では84%、40～50代では74%、60歳以上では55%が賛成。自民支持層での賛成は64%、立憲民主党支持層での賛成は70%[1239]。 |
| 2021年3-4月        | 共同通信                                           | 選択的夫婦別姓を認めるべきだとの考えに「どちらかといえば」も含め賛成が計60%、反対は計38%[1240]。 |
| 2021年4月          | JNN                                                | 賛成63%、反対26%[1241]。 |
| 2021年4月          | 朝日新聞                                           | 法律改正に賛成が67%、反対が26%[1242]。 |
| 2021年4月19日      | 時事通信                                           | 賛成が59.7%、反対が24.1%[1243]。 |
| 2021年4月          | 北海道新聞                                         | 全道世論調査。賛成が68%、反対が24%[1244]。 |
| 2021年4月          | 日本跡取り娘共育協会                               | 女性経営者調査。30.9％が「改姓が結婚をためらわせる要因になった」、61.8％が改姓に伴う手続きの煩雑さやコストが「経営者として不便・不都合を感じた」と回答。選択的夫婦別姓制度があれば「別姓を選ぶ」は64.4％、相手と相談して決めるなど「その他」が16.3％だった[667][1245]。                          |
| 2021年11-12月      | 読売新聞・早稲田大学                               | 「法律を改正して、夫婦別姓を認めるべきだ」に対し、賛成22%、どちらかと言えば賛成38%、どちらかと言えば反対25%、反対13%[1246]。 |
| 2021年12月-翌年1月 | 毎日新聞・埼玉大学                                 | 「同じ姓を名乗るか、お互いのそれまでの姓を名乗るのか、選べるようにすべきだ」が44%、「夫婦は同じ姓を名乗るべきだ」が30%、「戸籍上は同じ姓にし、旧姓を通称として利用できるようにすべきだ」が25％。40代以下の過半数が選択的夫婦別姓を支持したのに対し、70歳以上では50％が夫婦同姓を支持した[1247]。 |
| 2022年7月15-16日   | 日本労働組合総連合会                               | 夫婦の姓のあり方に関し「同姓でも別姓でも構わない」が全体で64.0%、「同姓であるべき」が18.3%。選択的夫婦別姓が導入された場合に「夫婦同姓がよい」は、既婚者は62.3%、独身者では39.3%[942][1248]。 |
| 2022年7-8月        | 読売新聞・早稲田大学                               | 「法律を改正して、夫婦別姓を認めるべきだ」に対し、賛成20%、どちらかと言えば賛成39%、どちらかと言えば反対26%、反対13%[1249]。 |
| 2023年2月-3月      | 朝日新聞・東京大学                                 | 選択的夫婦別姓に対し賛成60%、反対13%。自民支持層では、賛成53%、反対17%[1250]。 |
| 2023年6月-7月      | 新潟県知事政策局                                   | 新潟県民調査。選択的夫婦別姓は「賛成」34.5%、「どちらかといえば賛成」28.2%[1251][1252]。 |
| 2023年9月          | ビッグローブ                                       | 「選択的夫婦別姓が制度化されたら結婚したい（もしくは夫婦別姓に変更したい）」に対し「そう思う」は25-29歳で41.6%、Z世代では39.7%[1253][1254]。 |
| 2024年3月          | 社会調査研究センター                               | 選択的夫婦別姓制度の導入について「賛成」51%、「反対」15%、「どちらとも言えない」33%[1255][1256][1257]。 |
| 2024年4月          | NHK                                                | 「選択的夫婦別姓」について、「賛成」62%、「反対」27%[1258]。 |
| 2024年5月          | 共同通信                                           | 選択的夫婦別姓に賛成は76%[注釈 160]。自民支持層で66%[1259][1261]。 |
| 2024年5月          | 日本経済団体連合会                                 | 日本経済団体連合会会員企業女性役員調査。「『選択的夫婦別姓制度』を導入し、本人が望めば別姓を選べるようにした方が良い」82%。「通称使用が可能である場合も、何かしら不便さ、不都合、不利益が生じる」88%[1262][1263]。                                                                               |
| 2024年6月          | 毎日新聞                                           | 選択的夫婦別姓に賛成57%、反対22%[1264]。 |
| 2024年7月          | NHK                                                | 選択的夫婦別姓に「賛成」59%、「反対」24%[1265]。 |
| 2024年7月          | ロイター                                           | ロイター企業調査。選択的夫婦別姓に賛成５割、反対１割(506社送付、246社回答)[1266]。 |
| 2024年7月          | 朝日新聞                                           | 選択的夫婦別姓に「賛成」73%、「反対」21%。自民党支持層では賛成64%、反対30%。女性では賛成79%。30代では賛成87%[1267]。 |
| 2024年7月          | FNN                                                | 選択的夫婦別姓に賛成66.6%、反対25.5%。女性では賛成69.5%、反対22.1%。賛成は20代以下93.3%、30代79.4%、40代91.7%、50代69.1%、60代71.3%、70歳以上43.9%。自民支持層では賛成55.5%[1268]。 |
| 2024年7月          | 日本経済新聞・テレビ東京                           | 選択的夫婦別姓に賛成69%、反対23%。18〜39歳は賛成が8割。自民党支持層で賛成は6割弱[1269]。 |
| 2024年7-8月        | 共同通信                                           | 全国都道府県知事・市区町村長調査。選択的夫婦別姓に賛成78%[注釈 161][1270]。 |
| 2024年9月          | 毎日新聞                                           | 選択的夫婦別姓の制度導入に賛成は50%、反対は28%[1271]。 |
| 2024年10月         | 共同通信                                           | 選択的夫婦別姓への政党支持層別の賛成は、自民党63.7%、立憲民主党72.6%、日本維新の会71.0%、公明党74.3%、共産党85.9%、国民民主党69.0%。年代別の賛成は30代以下76.5%、40～50代72.8%、60代以上56.1%。男女別の賛成は女性70.2%、男性63.3%[1272]。                                                        |
| 2024年10月         | 日本テレビ・読売新聞                               | 選択的夫婦別姓について、18歳と19歳で賛成48%、どちらかといえば賛成31%。全年代で賛成が最多数[1273]。 |
| 2024年10月         | 共同通信                                           | 衆院選当選者(465人)調査。選択的夫婦別姓制度の導入について、「どちらかといえば」を含め「賛成」71.9%[1274]。 |

##### 2020年代後半
| 時期        | 実施者                   | 調査結果 |
| ----------- | ------------------------ | --- |
| 2025年1月   | 読売新聞                 | 「夫婦は同じ名字とする制度を維持しつつ、通称として結婚前の名字を使える機会を拡大する」43%、「法律を改正して、選択的夫婦別姓制度を導入する」29%、「夫婦は同じ名字とする今の制度を維持する」25%[1275]。                                                                                            |
| 2025年1月   | 産経新聞                 | 「夫婦同姓制度を維持した上で、旧姓の通称使用を広げる」が45.2%、選択的夫婦別姓賛成が37.5%、反対14.7%[1276]。 |
| 2025年1月   | 毎日新聞                 | 選択的夫婦別姓に賛成42%、反対23%。自民党支持層では賛成40%、反対28%。通称利用拡大の賛成者では選択的夫婦別姓の制度導入にも賛成が61%[1277]。 |
| 2025年1月   | 共同通信                 | 選択的夫婦別姓制度の導入に賛成59.4%、反対32.7%[1278]。 |
| 2025年2月   | 読売新聞                 | 「夫婦は同じ名字とする制度を維持しつつ、通称として結婚前の名字を使える機会を拡大する」46%、「法律を改正して、選択的夫婦別姓制度を導入する」27%、「夫婦は同じ名字とする今の制度を維持する」24%[1279]。                                                                                            |
| 2025年2月   | 産経新聞・FNN            | 「法整備に賛成」28.0%、「法整備に反対」18.7%、「旧姓の通称使用を広げる」51.7%[1280]。 |
| 2025年2月   | 朝日新聞                 | 選択的夫婦別姓制度導入に賛成63%、反対29%。自民支持層で賛成59%[1281]。 |
| 2025年2月   | 毎日新聞                 | 選択的夫婦別姓制度の導入と旧姓の通称利用拡大の両方を進めるべき24％、別姓制度の導入を進めるべき22%。あわせた導入に賛成は46%。旧姓の通称利用の拡大を進めるべきは22％[1282]。 |
| 2025年2月   | 共同通信                 | 選択的夫婦別姓の導入に賛成は61.2%、反対が32.1%[1283]。選択的夫婦別姓制度の導入ではなく旧姓の通称使用拡大によって名字変更で生じる問題や不便が解決しないは58.1%。解決するは32.9%[1284]。 |
| 2025年2月   | 日本労働組合総連合会     | 「夫婦の氏は選択できる方がよい」46.8%。「同氏がよい」26.6%。40代女性では「選択できる方がよい」57.6%[1285][1286]。 |
| 2025年3月   | 産経新聞、FNN            | 「夫婦同姓制度を維持した上で、旧姓の通称使用を広げるべきだ」との回答が44・8%で前回調査の6.0%減。反対は16.6%で2.1%減、賛成は35.8%で7.8%増[1287]。 |
| 2025年3月   | 日本経済新聞             | 日本経済新聞読者調査。選択的夫婦別姓導入に賛成63%。改姓した既婚者のうち「夫婦別姓が選択できたならば別姓を選択したかった」45%、女性では52%。「制度が実現した場合に旧姓に戻せるなら戻したい」29%。「仕事や日常生活で旧姓を使っている」25%、うち「旧姓通称使用に限界を感じたことがある」4割[1288]。 |
| 2025年3月   | 慶応大・「あすには」     | 事実婚に関する意識調査。事実婚を選んだ理由としては「自分や相手の改姓を望まない」が最多で28.9%（20代では約4割）。選択的夫婦別姓の法制化後に法律婚をする49.1%[1289]。 |
| 2025年4月   | 産経新聞・FNN            | 「夫婦同姓制度を維持した上で、旧姓の通称使用を広げるべきだ」48.3%、法整備「反対」17.3%、「賛成」30.9%[1290]。 |
| 2025年3-4月 | 共同通信                 | 選択的夫婦別姓に賛成71%、反対27%[1291]。 |
| 2025年4-5月 | 男女共同参画学協会連絡会 | 研究者（関係学会会員）アンケート。男性の60.6%、女性82.7%が賛成。改姓・通称使用は女性では72.6%、男性では4.6%。通称使用でのトラブルが一つ以上あるとしたのは女性82.4%、男性52.6%[1292][1293]。 |
| 2025年5月   | 朝日新聞・東京大学       | 選択的夫婦別姓について自民党の支持層で賛成が49%である一方、同党衆院議員では34%が賛成[1294]。 |
| 2025年5月   | 毎日新聞                 | 選択的夫婦別姓制度導入について「賛成」38%、「反対」23%[1295]。 |

## 各国の状況
過去には日本以外にも夫婦同氏とする規定を持つ国（ドイツ、オランダ、イタリア、ノルウェー、フィンランド、タイ、トルコ、南アフリカ等）もあったがそれぞれ改正等がなされ、2014年時点では、法的に夫婦同氏と規定している国家は日本のみとなっている。

### アジア

#### 東アジア
東アジア地域においては、伝統的に夫婦別姓が多い。
 日本
夫婦同姓が法的に義務付けられている。ただし、外国で別姓のまま現地の方式で行った婚姻は戸籍登録前でも有効とされる。国際結婚では同姓、別姓から選択可。
 韓国
不文法として「姓不変の原則」があり、夫婦別姓である。
朝鮮においては10世紀初頭の高麗の時代より姓が急速に広まり、さらに李氏朝鮮が法制度上戸口式（戸籍）に姓の記載を義務づけ、「同姓同本不婚」（姓、本貫が同じであれば婚姻できない）、「姓不変」（生涯姓は変わらない）、「異姓不養」（養子は姓、本貫が同じ場合にのみ可能）が定着した。日本の監督下にあった1909年に日本の戸籍に相当する「民籍法」が成立。民籍には戸主、本貫が記録された。日韓併合後、1912年には「朝鮮民事令」が施行され、日本の民法の規定が適用されたが、朝鮮の慣習として「同姓同本不婚」「姓不変」「異姓不養」は踏襲された。1940年の民事令改正で「創氏改名」が行われ、夫の姓に合わせる夫婦同姓が終戦まで強制された。大韓民国成立後、創氏改名は廃止されたものの、戸主制度、同姓同本不婚については踏襲された。同姓同本不婚の規定は、1997年憲法裁判所が違憲の決定をし、1999年に廃止された。2005年には長男が全財産を相続するとする戸主制度が廃止された。2008年には、血統主義に立脚した正当な理由のない制度だとして戸籍制度が廃止され、個人を登録する形になった。
以前は子の姓・本貫は法的に父親姓・本貫とするとされていたが、2008年の民法改正の際に母親姓・本貫とすることが可能となった。ただし、「子は父親姓と本貫に従う」という民法第781条1項を残したまま、「婚姻届提出の際に夫婦間で同意すれば、母親姓に従うことができる」とされたため、母親姓とするためには婚姻の際に明示的に届けなければならない。2008年より、離婚後に母が子を引き取った場合には、子の姓を母の姓に変更することも可能になった。なお、2021年5月に夫婦協議により母親姓を継がせられる民法改正案が提出されているほか、2021年の同国女性家族部が発表した新たな家族政策の骨組みを盛り込んだ「第4次健康家庭基本計画」では、2025年までに夫婦の協議により母親の姓を継がせられるよう民法を改正する、とされている。
 北朝鮮
現行法に婚姓に関する規定はなく、各自の姓を継続使用できる。法的には夫婦の権利平等。同姓同本不婚の規定は無い。2001年2月に女子差別撤廃条約（CEDAW）に加入している。
 中国
基本は夫婦別姓だが、複合姓（冠姓・冠夫姓:妻が自分の姓の前に夫の姓を付加）、夫婦同姓も選択可。1950年の婚姻法において「自己の姓名を使用する権利」が認められ、相手方の家族等に関係なく夫婦自らの意志での選択が可能。
旧中国の一般の習慣では妻は無姓無名、あるいは夫の姓を用いていたが、1949年成立の中華人民共和国において同姓、別姓、結合姓が認められた。1980年改正で、子の姓は両親のいずれかから選択することになり、2001年改正でより夫婦平等が強調された法文となった。伝統的には父の姓が用いられる。中島恵は、2016年以降一人っ子政策が見直され子が2人まで認められるようになり、第一子は父親の姓に、第二子は母親の姓にする、という動きが都市部の一部で起きている、としている。また、中島や斎藤淳子は、子供が複合姓とすることは現在認められていないが、近年、夫婦の姓の一方を子の姓に、もう一方を子の名前の最初に用いる例が増えている、としている。
なお中国にも戸籍制度があり、是非には議論がある。
 中華民国（台湾）
夫婦別姓または複合姓（冠姓）の選択が可能。1985年民法では原則冠姓、当事者が別段の取決めをした場合は別姓とされていた。1998年の改正で、原則として本姓をそのまま使用し、冠姓にもできる、と改められた。職場では以前から冠姓せず本姓を使用することが多かった。2018年の調査では冠姓を用いている者は4.74%で、そのうち女性が99.83%だった。2010年改正では、成人の自由改姓が認められた。
子の姓は、原則的に父系の姓が適用されていた（入夫の場合は逆）が、1985年の改正で、母に兄弟がない場合は母の姓にもできるようになり、兄弟別姓も可能となった。しかし男女平等原則に反するとして、2008年の戸籍法改正で両親が子の姓を合意し、署名を入れ提出することになった。合意がない場合は役所が抽選で決める。さらに養子も本姓を維持可能になった。
 モンゴル
夫婦は別氏。なお、モンゴルの氏名は、氏＋父称（父親の名）＋名（本人の名）からなっている。氏は1925年に一度廃止されたが、1999年に再び用いるようになった。

#### 東南アジア
タイ
現行法では同氏、別氏、結合氏からの選択制。1913年の個人氏名法により国民全員が氏を持つことが義務化された。この時点では、別氏、妻が改氏する同氏、から選択可だった。1941年に妻が改氏する夫婦同氏制に転換。この同氏強制に対し2003年に憲法裁判所より違憲判決が下り、2005年に現行法に改正された。子の氏は父母のどちらかから選択可。
 フィリピン
2010年以前は、結婚時に、妻は自分の氏に夫の氏をミドルネームとして加えるか、夫の氏を用いるか、夫のフルネームにMrs.をつけるかからの選択だった。しかし、2010年に、裁判所は、女性の権利の尊重の観点から、自分の氏のみを用いてもよいとの判断を下した。2017年時点で夫婦別氏が可能となっている。
 マレーシア
婚姻時に氏は変更されない。
 シンガポール
別氏、同氏を選択可能。多くは別氏。
 インドネシア
通常は夫婦は別氏。通称として夫の氏を名乗ることも多い。男性側の改氏も可能。伝統的には結婚した女性は夫の姓（苗字）にすることがあり、外国人男性と結婚した際も相手の姓とする例がある。
 東ティモール
別氏の多い地域も、改氏、複合氏の多い地域もある。
 ブルネイ
妻は夫とは別に自身の氏を用いてよい。
 ミャンマー
国民の9割以上が氏を持たず、結婚時に人名は変わらない。名前の節は1つの場合もあれば、多数の場合もある。
 ベトナム
結婚時に名前は変わらない。名前は2つから5つ程度の名前からなり、最初の名前がファミリーネーム、最後の名前がギブンネームである。両親の伝統や好みによって、ミドルネームはない場合もあれば、複数ある場合もある。ベトナム政府は2017年に、戸籍制度の撤廃を発表している。
 カンボジア
婚姻で氏は変わらない。名前は「氏、名」の順。氏としては、中国やベトナムと同じ氏も多い。多くの場合子の氏は父親の氏をつけるが、父親の名を子の氏とすることもあり、兄弟が異なる氏を持つこともある。
 ラオス
別氏または同氏。

#### 南アジア
インド
インドの法体系はコモン・ローであり、結婚時の氏に関する厳密な法律的な規定は存在せず、同氏、別氏を選択可。氏名は自由に変更することが可能である。2012年以降婚姻の登録が義務となったが、登録時には、改氏する場合には新氏を届ける。ヒンズー教徒は夫婦同氏とする一方、シーク教徒は常に男性は「Singh」、女性は「Kaur」を氏として持ち、婚姻で変化しない。マハーラーシュトラ州では、婚姻時に婚前の氏を保持できることが2011年に明文化されている。2017年には首相のナレンドラ・モディが、女性が結婚後にパスポートを変更する必要はない、と述べている。
 ネパール
婚姻すると、女性は、自身の父または母の氏、夫の氏のいずれかを用いることができる。
 ブータン
氏は「家の名」ではなく個人それぞれに名付けられる。婚姻時に改氏しない。
 バングラデシュ
婚姻時に女性が改氏することもしないこともある。
 スリランカ
何も手続きを行わなければ、婚姻時に改氏はない。改氏したい場合は婚姻時より使いはじめ、証明などの必要が出た際に手続きを行う。
 モルディブ
婚姻を理由とした改氏は法的に認められていない。
 パキスタン
別氏または夫の氏。イスラム法では夫の氏に変えることを求めておらず、イスラム系住民は別氏が多い。
 アフガニスタン
女性は伝統的には婚姻時に改氏しない。西欧と接点のある女性は改氏することもある。

#### 中央アジア
カザフスタン
別氏、同氏、複合氏から選択可。すでに複合氏の場合追加できない。改氏しても離婚時に戻せる。
 ウズベキスタン
別氏、同氏から選択可。
 キルギス
別氏、同氏、複合氏から選択可。すでに複合氏の場合追加はできない。改氏した場合離婚時に戻せる。
 トルクメニスタン
別氏、同氏から選択可。
 タジキスタン
別氏、同氏、複合氏から選択可。

#### 南コーカサス
アゼルバイジャン
別氏、同氏、複合氏から選択可。
 アルメニア
別氏、同氏、複合氏から選択可。
 ジョージア
別氏、同氏、複合氏から選択可。

#### 中東・西アジア
中東や北アフリカのアラブ諸国では、イスラム教徒の女性は伝統的には婚姻時に改氏しない。なお、アラブ圏における人名の表記は基本的には1)誰の親か、2)本人名、3)父祖の血統を表す父称群、4)出自名、5)尊称あるいはあだ名、からなる、とされる。
 トルコ
同氏、別氏、複合氏からの選択制。2001年の法改正により女性の複合氏がまず認められ、2014年に婚前の氏のみを名乗ることを認めないことに対し憲法裁判所において違憲判決が下され、2015年9月より家庭裁判所に申請することで婚前氏を継続できるようになった。2024年1月からは、民法においても司法手続きを経ずに婚前の氏のみを名乗ることができるとされた。
 イスラエル
別氏、同氏、ミドルネーム（複合姓）から選択可。
 イラン
通常、婚姻時に改氏しないが、夫の氏を後ろに加える女性もいる。1976年までは妻を含め家族の氏を決める権利が夫にあったが、現在では、家族のいずれの成員も氏を自身で決めることができる。
 イラク
通常は婚姻時に改氏しないが、西欧風に夫の氏にする女性もいる。
 サウジアラビア
婚姻時に改氏しない。養子縁組でも改氏しない。
 クウェート
婚姻時、女性は改氏しない。
 バーレーン
婚姻時、女性は改氏しない。
 カタール
婚姻時に改氏できない。
 アラブ首長国連邦
伝統的に婚姻時に改氏しない。
 シリア
イスラム教徒の女性は婚姻時に改氏しない。改氏する女性もいる。
 オマーン
女性は婚姻の際に改氏しない権利を持つ。
 イエメン
慣習で、女性は婚姻の際には改姓しない。
 パレスチナ
伝統的に、婚姻時に女性が改姓することはない。
 ヨルダン
婚姻時、女性は改氏しない。

### ヨーロッパ

#### 欧州連合
1978年にヨーロッパ理事会閣僚協議会において「民法における夫婦の平等に関する決議」がなされ、スウェーデン、デンマークなどが別姓の選択を認めるよう民法を改正し、現在は夫婦同姓を規定する国はない（以下参照）。

#### 西ヨーロッパ
イギリス
英国の法体系はコモン・ローであり、伝統的に氏に関する法律の規定はなく、詐害の意図がない限り氏を自由に変更でき、同氏も別氏も複合氏も選択できる。伝統的には妻が夫の氏を称する。同氏とする場合も、どちらかの氏とする、併記する、ハイフンでつなぐ、合成して新たな氏を作る、同氏にした上で改氏した側のみ旧氏をミドルネームとして加える、関係ない新しい氏を作成する、など様々な夫婦が見られる。2016年のYouGovの調査では婚姻した女性の89%が夫の氏を用いていた。婚姻には宗教婚と民事婚の2通りあるが、いずれも改氏はせず、同氏や複合氏など改氏する場合は、別に改氏のための証書（ディード・ポール）を作成する必要がある。子の氏は公序良俗に反しなければ自由につけられる。2004年に同性カップルが婚姻と同等の保護を受けられる「シビル・パートナーシップ」制度ができたが、2018年よりこの制度を異性カップルでも用いることができるようになった。
 アイルランド
別氏、同氏、結合氏（ハイフンで結ぶ）、複合氏（自己の氏をミドルネームとし配偶者の氏を称する）から選択可。子の氏は父、母、あるいはその両方から選択する。
 フランス
法に規定はなく、「氏名不変の原則」から改氏しない。第一共和政下で制定された「姓名不変に関する1794年8月23日法」によって「いかなる市民も出生証明書に記載されている以外の姓名を名乗ることはできない」とされた。「通称に関する1985年12月23日法」により、1986年から、通称が可能となり、通称として出生氏と継承できなかった親の氏をハイフンでつなげた連結氏（順序自由）、出生氏とパートナーの氏をハイフンでつなげた連結氏（順序自由）、女性の場合に夫の氏、を選ぶことができる。さらに2013年からは男性の場合は妻の氏を選ぶことができるようになった。通称を用いる場合、パスポートに通称を記載することができる。1999年、同性カップルの共同生活に関する契約PACSが法制化されたが、異性カップルも対象とするようになった。
2004年以前は子の氏は父の氏としていたが、2005年改正法は父母のどちらかか、両者の氏をハイフンでつないだ複合氏を選択可能にしている。申請しなかった場合は父親の氏となる。2013年からは、夫婦が子の氏について一致できなかった際は父母の氏のアルファベット順の結合氏となる。養子は養子の氏と養親の氏の結合氏となる。2022年に、いかなる者も一生に一度、自身と氏の異なる親の氏に変更、あるいは自身の氏のその氏を追加することができるようになった。フランスの国立統計経済研究所（INSEE）が調べた2014年統計によると、結婚した95%は父親の姓を子どもにつけている。事実婚でも、子どもは75%が父親の姓、11%が母親の姓、11%が父・母の順の複合姓を選択している。

 オランダ
別氏、同氏、複合氏（選択配偶者の氏の後に自己の氏を後置）から選択可。2001年時点では、夫の氏は不変、妻は夫の氏（同氏）または自己の氏（別氏）を称する。妻は自己の氏を後置することもできる、と報告されている。かつては婚姻後妻は夫の氏に改氏するとされていたが、氏名法が改正され選択制となった。子の氏はどちらの氏でも構わないが、同じ両親の子の氏はいずれも同じとしなければならない。
 ベルギー
婚姻によっては氏は変更されない。2014年以前は子の氏は父親のみとされていたが、2014年の法改正で父親、母親、または両親の氏からの複合氏（複数の子がいる場合、氏の順序は同じ）から選択可能となった。複合氏の順序について合意できない場合はアルファベット順。
 ルクセンブルク
婚姻によって法的な氏は変更されない。ただし、配偶者の許諾があれば、その氏を通称として使用できる。離婚後も元配偶者の許諾があれば用い続けることができる。なお、1982年より、氏あるいは名の変更が可能となった（十分な変更理由が必要）。子の氏に関しては、かつては父の氏と定められていたが、2006年の法改正により父の氏、母の氏、複合氏（順序は問わない）より選択可能となった。
 ドイツ
同氏、別氏、複合氏（片方のみ）より選択可。2024年4月までは、双方とも複合氏とすることはできなかったが、2024年5月より、双方とも複合氏とする選択が可能となった。かつては1900年発効の民法典により夫の出生氏での同氏が民法で規定されていたが、1957年に複合氏が認められ、さらに1976年に夫婦の合意の元で妻の出生氏を家族の氏とすることが認められた（合意が得られない場合は夫氏での同氏）。しかし1991年にこれらの規定が連邦憲法裁判所で違憲とされ、1993年の民法改正で、夫婦の氏を定めない場合は別氏とする選択制となった。ドイツ語協会（GfDS）の2016年の調査によると、婚姻時の氏の選択は、夫氏婚が約75%、別氏婚（夫婦双方とも改氏しない）約12%、複合氏が約8%、妻氏婚約6%だった。婚姻で氏を変更して後離婚・死別した場合には、旧氏に戻す選択肢の他、旧氏を婚氏に加える二重氏を選択することもできる。
子の氏に関しては、親権が父母それぞれにある場合には、どちらの氏とすることも可能であるが、子一人ごとに氏を変えることはできない。複合氏はできない。離婚しても子供の姓を変更出来ない。そのほか、養子の氏に関しては、養親の氏、あるいは養子縁組前の氏と養親の氏の複合氏から選択可能。

 オーストリア
1811年民法では妻は夫の氏、子は父の氏、とされていた。1995年より定めがない時は夫氏としつつも選択肢が追加され、原則夫の氏、決定がある場合は妻の氏を称する、あるいは自己の氏を後置する複合氏、とされていたが、2013年4月以降、婚前に特に手続きしないかぎり原則別氏になった。夫の氏に変更、あるいは複合氏を選択するためにはそのように婚姻前に手続きを行わなければならない。子の氏には出生時に定める。父母が別氏の場合は、父母の氏、複合氏のいずれかから選択。子の氏を定めない場合は母の氏となる。
 スイス
2013年以前は、夫の氏が優先。正当な利益があれば妻の氏を称したり、自己の氏を前置する複合氏も可能とされていたが、2013年以降、婚前に特に手続きしないかぎり原則別氏に変更された。配偶者の氏や複合氏を選択するためには婚姻前に手続きが必要。別氏の場合、子の氏は婚姻時あるいは第一子の出生時に、父あるいは母の氏より選択する。第二子以降は第一子と同じ氏とする。
 リヒテンシュタイン
同氏、別氏、複合氏から選択可。別氏の場合の子の氏は親が決定。

#### 南ヨーロッパ
イタリア
選択制。1865年の最初の民法典では、第131条「家族の長は夫であり、妻は夫の市民的身分に従い夫の姓を名乗る」とされ、さらに1942年の民法典第144条でも同じ内容が踏襲された。この婚姻時に妻が夫の氏にならうという民法規定は1975年まで存在していたが、1961年の最高裁判決で妻は婚姻で本来の氏の使用権を失うのではなく、夫の氏の使用権を得ると解釈され夫婦別氏が可能となった。さらに、1975年に民法が改正され、明示的にも同氏、別氏、結合氏より選択可能となった。1997年には、国務院が本人確認のために有効なのは結婚前の姓のみと認めるとともに、1998年には外務省が「パスポートについて、既婚女性が自らの姓の後に、夫の姓を添えるかどうかは任意である」と通達している。なお、イタリアの離婚率は0.9%（2011年）である。
一方、子の氏に法的な規定はなく、慣習法は父親の氏としていた。これに対し、母の氏を選択できるようにするべき、との判決が2014年に欧州人権裁判所において出され、さらに2016年には国内の憲法裁判所においても子の氏として父の氏しか選択できないのは違憲とされた。2018年時点で、子の氏として、従来どおり父親の氏をつける選択肢に加え、父親の氏に母親の氏を加えた複合氏をつける選択肢があった。未婚の母親で、父親が認知していない場合には母親の氏のみを子につけることができる。これらは出生時に決定する。さらに2022年、子の氏が自動的に父親の氏を継ぐことに対して差別的であるとの最高裁判決が出され、原則として父母の姓の父母が同意した順での複合姓を子の氏とし、父母が同意した時のみいずれか片方の親の氏を子の氏とする、とした。
 スペイン
個人の名は、一般的には「名、父方の祖父の氏、母方の祖父の氏」だが、1999年に「名、母方の祖父の氏、父方の祖父の氏」でもよいと法改正された。順序は父母の合議による。兄弟でこの順序は統一される。夫婦の氏に関する規定は民法にはなく改氏の義務は無いが、女性は「de+夫の父方の氏」を後置する、「母方の祖父の氏」を「夫の父方の氏」に置き換える、「母方の祖父の氏」を「de+夫の父方の氏」に置き換える、などの選択が可能である。
 ポルトガル
別氏、または複合氏（配偶者の氏を自己の氏に前置または後置）から選択可能。1977年の法改正で別氏が選択可能になった。2011年の時点では、既婚女性の60%が婚前の氏をそのまま用いている。子の氏は父の氏と母の氏を付与するが、順序は定められておらず、兄弟で順序が異なってもよい。
 ギリシャ
別氏、複合氏から選択可。かつては妻が婚姻時に夫の氏に倣うのが伝統だったが、1983年の法改正で別氏が義務づけられ、同氏は選択できなくなった。その後、2008年の法改正で、自身の氏に配偶者の氏をハイフンで結び付加する複合氏が選択可能となった。
 マルタ
別氏、同氏、結合氏から選択可。結合氏は稀。
 キプロス
原則では婚姻で改姓することはなく、改姓する場合には手続きが必要である。

#### 北ヨーロッパ
北欧では、かつては父親の個人名の後ろに-sonや-senという接尾辞をつけた父称姓が主流だった。現在でもアイスランドではそのような父称姓が主流である。
 スウェーデン
選択制で、1983年の氏名法では同氏または別氏、自己の氏または配偶者の氏を中間氏（ミドルネーム）にもできたが、2016年の新法で二重氏が許容されるとともに中間氏は取得できなくなった。その後2019年の新法では創氏も可能となった。子の氏については、1983年の氏名法では、両親が別氏の場合、父か母の氏から選択する。その場合他方の氏を中間氏とすることもできた。なお複数の子がいるときは同じ氏としていた。2016年新法では、別氏夫婦の子の場合に父か母の氏、あるいはそれらの二重氏、父母いずれかの名前に-son（息子）、-dotter（娘）を付加した氏、父母が同じである他の子の氏から選択、となり、中間氏は選べなくなった。
 ノルウェー
選択制。婚姻時、妻が夫の氏に加え自己の氏を中間氏とするのが46%、夫の氏に変更するのは34%、別氏は20%、と2016年に報告されている。1923年以前は父称を用いており、婚姻時に改氏する伝統もなかったが、1923年の氏名法によって、婚姻時に妻が夫の氏に改氏する（夫婦同氏）と定められた。その後、1949年の法改正で夫の同意のもと別氏が可能となった。さらに1965年の改正で夫の同意なく別氏が可能となった。さらに1979年の法改正で男女の権利が平等となるとともに、別氏を原則とする形となった。さらに2003年の改正で二重氏が認められた。
 デンマーク
同氏、別氏、配偶者の氏をミドルネームとすることから選択可。1981年までは、特段の書類による定めによらない限り夫婦は同氏とされていたが、1981年の法改正で婚姻前の氏を原則とし、届け出によって氏を変更するとされた。氏は祖父母の氏や許諾を得た別人の氏を用いることも可能。子の氏は、両親いずれかの氏、いずれかの両親が過去に称したことのある氏、および国内で2000人以上の個人によって称せられている氏であればどのような氏でも子につけることが可能である。父親の氏を選ぶことが多いが、届けのない場合は母親の氏となる。
 フィンランド
同氏、別氏、複合氏、創氏（新しい氏を作成）から選択可。
1700年代から上流階級や聖職者の子女の間で夫の姓を名乗ることが流行し、1800年代になるとこれが裕福な農民層にも広がった。その後1920年の法律によって、すべての人が苗字を作ることを規定された。1930年の婚姻法で妻が夫の氏を用いること（夫の氏、もしくは旧姓と夫の姓を合わせた複合姓）が義務付けられていた。1980年に国連女性差別撤廃条約に署名。その批准のため、1985年8月に法改正され、別氏（非改氏婚）が可能となった。さらに2018年1月の法改正によって、複合氏のバリエーションが増えるとともに、新しい氏を作ることも可能となった。ただし、創氏の場合審査が必要である。また、事実婚の場合も夫婦を同氏とすることが可能となった。2022年の時点で、結婚時に妻が夫の姓に改姓するカップルは47%、まったく改姓せず元の姓のままであるカップルは41%。
子の氏に関しては、親が同氏（複合氏で同氏の場合を含む）の場合はその氏、そうでない場合は、出生後に届け出た氏（父親・母親いずれかの氏）とする。ただし、複数の子がある場合はいずれの子も同じ氏とする。子につけられる名前は2018年の法改正で最大3つから4つに増えた。
 アイスランド
特に請求がない限り人名は変更されない。なお、アイスランドでは「家族の氏」という概念はなく、原則として、父の名前、母の名前、あるいはその双方それぞれに「の息子」の意を表す-sonあるいは「の娘」の意を表す-dóttirを付けたもの（父称）をラストネームとして名乗る。

#### バルト諸国
リトアニア
別氏、同氏、複合氏から選択可。
 ラトビア
別氏、同氏、複合氏から選択可。
 エストニア
別氏、同氏、複合氏（配偶者の氏を後置）から選択可。

#### 東ヨーロッパ
ロシア
選択制。1995年家族法典では別氏、同氏、複合氏から選択できる（第32条1項）。名前は、名、父称、の氏からなる。子の氏は、両親の協議により父か母の氏から選択する。14歳以上ならば、氏も名も父称も自分の意思で変更可能である。
歴史的には、帝政ロシア時代には夫婦の姓についての法的記述は特になかったが、1918年法典で夫婦は共通の氏を称することとなった。しかし男女同権の原則から1924年に夫婦別氏が認められた。1926年法典では、夫婦の姓は共通氏または同氏とされている。なお当時ロシアでは複合氏は認められていなかったが、旧ソ連の他の共和国によっては複合氏が認められていた共和国もあった。1968年の法典では、複合氏については各共和国に委ねている。
 ポーランド
別氏、同氏、複合氏から選択可。ただし複合氏にする場合、3つ以上の氏をつなげてはいけない（1964年）。
 チェコ
別氏、同氏、結合氏から選択可。
 スロバキア
別氏、同氏から選択可。
 ハンガリー
別氏、同氏、複合氏（順序はいずれでもよい。ハイフンでつなぐ）、自らのフルネームを配偶者のフルネームにnéを付加したものに変更する（この場合出生時の氏名は失われる）、配偶者のフルネームにnéを付加したものに自己のフルネームを加えたものを自己のフルネームとする（この場合フルネームは4つの名からなる）、自己の氏の前に配偶者の氏にnéを付加したものを追加する（自己の氏は中間氏となる）、などより選択できる。伝統的には、妻が夫のフルネームにnéを付加したフルネームに改名し、出生時の名前は失われていた。その後、1895年、1953年、1974年、2004年などの改正を経て男女の公平性が高められ、選択肢が増えた。なお、ハンガリーでは、日本同様、氏が名の前に来る。
 ルーマニア
別氏、同氏から選択可。子の氏はどちらかの氏とする。両親の合意が無い場合裁判所が決定。
 ウクライナ
別氏、同氏、複合氏から選択可。
 モルドバ
別氏、同氏から選択可。
 ベラルーシ
別氏、同氏、複合氏から選択可。
 スロベニア
同氏、別氏、複合氏、いずれも可。

#### バルカン諸国
ブルガリア
別氏、同氏、複合氏から選択可。
 セルビア
別氏、同氏、複合氏から選択可。
 クロアチア
別氏、同氏、複合氏から選択可。
 北マケドニア
選択制。伝統的には女性は婚姻時に夫の氏の女性形に改氏していたが、近年では別氏、夫の氏、複合氏を用いる女性もいる。
 コソボ
別氏、同氏、複合氏から選択可。
 アルバニア
別氏、同氏から選択可。
 モンテネグロ
別氏、同氏、複合氏で統一（同氏）、一方の配偶者のみ複合氏、から選択できる。
 ボスニア・ヘルツェゴビナ
ブルチコ行政区の民法では、同氏、別氏、複合氏、いずれも可

### アメリカ

#### 米州機構
米州機構「米州人権条約」では、「すべての人は自身の父母の双方の氏、あるいは片方の氏を用いる権利を持つ」(第18条)とされている。

#### 北アメリカ
アメリカ合衆国
婚姻関係の法は州ごとに定められている。コモン・ローの法体系であり、原則として不当な目的がない限り自己の姓名を自由に選択する権利を持つ、とされているものの、1960年代までは婚姻すると妻が夫の姓を称する慣習となっていた。1964年の公民権法、1972年の男女機会均等法などの制定を経て、1972年のメリーランド州控訴裁判所において別姓を認める判決に始まり、1976年にハワイ州民法における夫氏での夫婦同姓規定が違憲となって以後、全州で選択的夫婦別氏が認められ、別氏の他にミドルネームなど概ね5つの選択肢がある。2015年のニューヨーク・タイムズの調査では自己の氏を維持した女性は15.9%だった。2015年より全州で認められている同性結婚でも異性婚と同様の婚姻時の氏の選択が認められている。ニューヨーク州では、1)改氏しない、2)他方の配偶者の婚姻時の氏、3)自身または他方の配偶者が過去に保持していたことのある氏、4)それぞれの配偶者の婚姻時の氏または過去の氏の全てまたは一部をつなげた氏、5)それぞれの配偶者の婚姻時または過去の氏からなるハイフンあるいはスペースで区切られた複合氏、から選択が可能である。カリフォルニア州では婚姻で改氏の必要はなく、変更を希望する場合の選択肢として、他方の配偶者の氏、自己または配偶者の出生時の氏、それぞれの配偶者の現在または出生時の氏の全部または一部をつなげた氏、それぞれの氏の組み合わせ、があるほか、希望するならばミドルネームの変更も可能である。
憲法上は子の氏に規定はなく、ケンタッキー州ではどのような氏を子につけてもよい。ジョージア州では子の氏は父母いずれか、またはその複合氏に限られる。ルイジアナ州、テネシー州では、子の氏は原則として父の氏とするが、両親の合意の上変更可能である。アリゾナ州、ワシントン州、マサチューセッツ州では、氏の長さの規定がある。テキサス州ではアクセントやウムラウトなどに制限がある。ニュージャージー州では公序良俗に反する氏は禁止されている。一方、子に氏を付ける権利について、1970年代までは父親が持つとする州が多かったが、その後平等になるよう改正されてきた。合意できない場合は、多くの州では裁判所が決定するが、フロリダ州、ニュージャージー州では両親の氏のアルファベット順による複合氏になる。
 カナダ
婚姻関係の法は州ごとに定められている。ケベック州では1981年以降婚姻による改氏が禁じられている。同州では、子の氏は、父、母、父母の氏の複合氏のいずれかより選択する。ただし3つ以上の氏からなる複合氏を与えることはできない。オンタリオ州では、婚姻しても出生証明書の氏名は変わらないが、運転免許証等では配偶者の氏を用いることができる。子の氏は、父の氏、母の氏、複合氏から選択するが、両親が同意に至らない場合は、両親の氏のアルファベット順の複合氏とする。アルバータ州では、別氏、同氏、結合氏から選択。ブリティッシュコロンビア州では、同氏、別氏、複合氏から選択。直前の氏、出生時または養子縁組により有していた氏、配偶者の氏を使用可能。ニューブランズウィック州では、婚姻しても氏は変わらないが手続きをすれば配偶者の氏に改氏できる。

#### 中央アメリカ
メキシコ
一般的に女性は改氏しない。各個人は二つの氏を持ち、伝統的には、父親の第一氏と母親の第一氏が子の第一氏と第二氏となるが、2017年には両親双方の第二氏を子の氏とすることが認められた。
 コスタリカ
妻の氏は不変だが、夫の氏を結合させて使うことができる。子は父方と母方の2つ姓を受け継ぐが、その順序を父方、母方の順とするとの従来の民法の規定が2024年に最高裁で違憲とされ、順序が自由となった。
 グアテマラ
婚姻時、改氏しない、あるいは妻が夫の氏を加えるのが伝統。子は双方の親の姓を受け継ぐ。
 パナマ
婚姻時に改姓することはないが、婚姻証明書を用いて氏名変更をすることができる。

#### カリブ海諸国
ジャマイカ
ジャマイカの法体系はコモン・ローであり、法の規定は無い。夫は妻の氏に変えない。別氏のほか、婚姻の際妻が夫の氏にならうか、複合氏を名乗ることがある。改氏する場合、パスポート申請時に婚姻証明書を提出しなければならない。
 キューバ
婚姻で改氏しないが、妻はde+夫氏を自己の氏に後置することが可能。
 プエルトリコ
婚姻で改氏しないが、妻はde+夫氏を自己の氏に後置することが可能。
 セントルシア
婚姻では改氏しない。妻が夫の氏に改氏したい場合は氏名変更届が必要。
 トリニダード・トバゴ
同氏も別氏も可能。
 バルバドス
婚姻時に改氏しないことも、配偶者の氏に改氏することも、複合氏とすることも可能。

#### 南アメリカ
ブラジル
別氏、同氏、複合氏から選択可。1977年以前は妻は結合氏を義務付けられていたが、1977年の改正で別氏が可能となり、2002年改正で夫側も結合氏が可能になった。子の氏は一般的には母の氏と父の氏を並べるが、逆順も可。
 コロンビア
別氏、または婚姻時に女性が改氏。父方の氏を夫の父方の氏に置き換えるか、de+夫の父方の氏を後置できる。
 ペルー
別氏、または「de+夫の氏」を後置する複合氏にできる。
 チリ
通常、婚姻によって改氏しない。社交上「de+夫の氏」を追加した複合氏を用いることもあるが、廃れつつある。子の姓は一般的に父親の氏、次に母親の氏となっていたが、2021年より両親の合意により逆順も可とした。また、同年より18歳以上の成人が1回に限り氏を変更することを認めた。
 アルゼンチン
別氏、または婚姻時にde+夫の氏を追加した複合氏にできる。
 ガイアナ
伝統的には婚姻時に妻は夫の姓に改姓してきたが、そのような法的な義務はなく別姓も可能である。
 パラグアイ
女性は婚姻時に原則として夫の氏を加える（複合姓）が、加えないことも可能。
 ボリビア
女性は婚姻時に夫の第一氏を第三氏として追加することもできるが、加えないこともできる。

### オセアニア
ニュージーランド
ニュージーランドの法体系はコモン・ローであり、別氏、結合氏、同氏から選択可。結合氏の場合、つなげる順序はどちらが先でもよく、ハイフンで結んでも、間にスペースを入れて結んでもよい。伝統的には女性が男性の氏を名乗ることが多いとされる。子の氏は公序良俗に反しなければどのような氏でも自由につけることができる。また18歳以上であれば、ほぼ自由に改氏することも可能である。
 オーストラリア
オーストラリアの法体系はコモン・ローであり、別氏、結合氏、同氏から選択可。氏名の変更も比較的容易に可能。また、子の氏を定める法的な規則は存在せず、公序良俗に反しない限り自由である。したがって、父の氏、母の氏、複合氏だけでなく、新たな創氏も可能である。複数の子が異なる氏でも構わない。子の氏について夫婦が同意に至らなかった場合は、ビクトリア州法では、登記官あるいは裁判所が決定できる。
 フィジー
同氏が多いが、別氏も同氏も可。
 トンガ
同氏も別氏も可。
 マーシャル諸島
同氏も別氏も可。
 ミクロネシア連邦
同氏も別氏も可。

### アフリカ

#### アフリカ連合
アフリカ連合において2003年に採択されたマプト議定書（人及び人民の権利に関するアフリカ憲章に基づくアフリカにおける女性の権利に関する議定書）において、「全女性は婚姻前の姓を用いる権利を有するべきである」(第6条(f))とされている。

#### 北アフリカ
北アフリカや中東のアラブ諸国では、イスラム教徒の女性は伝統的には婚姻時に改氏しない。
 エジプト
多くの女性は婚姻時に改氏しないが、改氏する女性もいる。
 アルジェリア
婚姻時に女性が改氏することはない。
 リビア
婚姻時、女性は改姓しない。

#### 東アフリカ
エチオピア
婚姻してもほとんどの女性は改氏しない。
 エリトリア
婚姻してもほとんどの女性は改氏しない。
 ソマリア
ソマリ人は伝統的には結婚しても改氏しない。一方、西欧社会的な家庭では、妻は夫の氏を用いる。
 ケニア
結婚時に改氏することもしないことも可能。
 ウガンダ
結婚時に改氏することもしないことも可能。
 ルワンダ
氏が同じことは親類関係を意味せず、氏は家族間で異なるのが一般的。慣習では、子には家族のいずれとも異なる氏をつける。家族がすべて同じ氏を持つことは極めて稀。
 スーダン
女性は婚姻で改姓しない。
 タンザニア
婚姻時に改姓しないが、氏名変更届を出すことによって、夫姓、あるいは妻姓での同姓も可能。

#### 西アフリカ
ナイジェリア
伝統的には結婚時に女性が夫の氏にならうが、法的には自由。別氏、複合氏も近年増加。
 ガーナ
別氏または夫の氏から選択可。
 コートジボワール
姓は原則として出生に属し不変。妻は夫の姓を自分の姓名に後置する権利を有するが慣習とはなっていない。
 トーゴ
慣習で、女性は婚姻時に改姓せず別姓とすることも、夫姓に改姓することもできる。
 モーリタニア
女性は結婚後も自分の姓を保持する。

#### 中部アフリカ
カメルーン
別氏、夫氏での同氏から選択可。
 ガボン
婚姻しても女性は改氏しない。夫の姓を用いる、あるいは加えることもできる。
 アンゴラ
別氏、同氏、複合氏から選択可。

#### 南部アフリカ
南アフリカ共和国
別氏または夫の氏または複合氏からの選択可。1992年の時点では妻は夫の氏としていたが、2002年からは、別姓が選択できるようになった。1997年からは複合氏も可能となっている。子の氏は、父氏、母氏、複合氏のいずれも可能。
 ナミビア
同氏、別氏ともに可能。子は両親のいずれかの氏とする。2013年現在、子の氏に選択肢を広げる議論がある。
 ボツワナ
婚姻時に女性は、別氏、同氏、複合氏、夫の氏名に「Mrs.」を追加したものを用いる、の内から選択可。伝統的には女性が夫の氏にならう。
 ジンバブエ
結婚時の氏に関する法はなく、婚前の氏を用いることも、夫の氏に変更することも可能。
 マラウイ
婚姻時に改氏する法的な必要は無い。とくに北部では伝統的に改氏しない。
 ザンビア
別氏、同氏、いずれも可能。